# Liste der Biografien/Ker
Liste der Biografien |
Portal Biografien |
Personensuche
# |
A |
B |
C |
D |
E |
F |
G |
H |
I |
J |
K |
L |
M |
N |
O |
P |
Q |
R |
S |
T |
U |
V |
W |
X |
Y |
Z |
?
 
Ka |
Kb |
Kc |
Kd |
Ke |
Kf |
Kg |
Kh |
Ki |
Kj |
Kl |
Km |
Kn |
Ko |
Kp |
Kr |
Ks |
Kt |
Ku |
Kv |
Kw |
Ky |
Kx |
Kz
 
Kea |
Keb |
Kec |
Ked |
Kee |
Kef |
Keg |
Keh |
Kei |
Kej |
Kek |
Kel |
Kem |
Ken |
Keo |
Kep |
Ker |
Kes |
Ket |
Keu |
Kev |
Kew |
Kex |
Key |
Kez
Die Liste der Biografien führt alle Personen auf, die in der deutschsprachigen Wikipedia einen Artikel haben. Dieses ist eine Teilliste mit 1129 Einträgen von Personen, deren Namen mit den Buchstaben „Ker“ beginnt.

## Ker
- Ker Ourio, Olivier (* 1964), französischer Jazzmusiker (Mundharmonika)
- Ker, Alice Stewart (1853–1943), schottisch-britische Ärztin, Gesundheitserzieherin und Frauenrechtlerin
- Ker, John Bellenden (1764–1842), britischer Botaniker

### Kera
- Kera Tamar, Prinzessin von Bulgarien und Ehefrau von Sultan Murad I.
- Keradit Borimart (* 1997), thailändischer Fußballspieler
- Keramati, Mahtab (* 1970), iranische Schauspielerin
- Kerameikos-Maler, griechischer Vasenmaler
- Kerameos, Niki (* 1980), griechische Politikerin und MinisterinNiki Kerameos (* 1980)

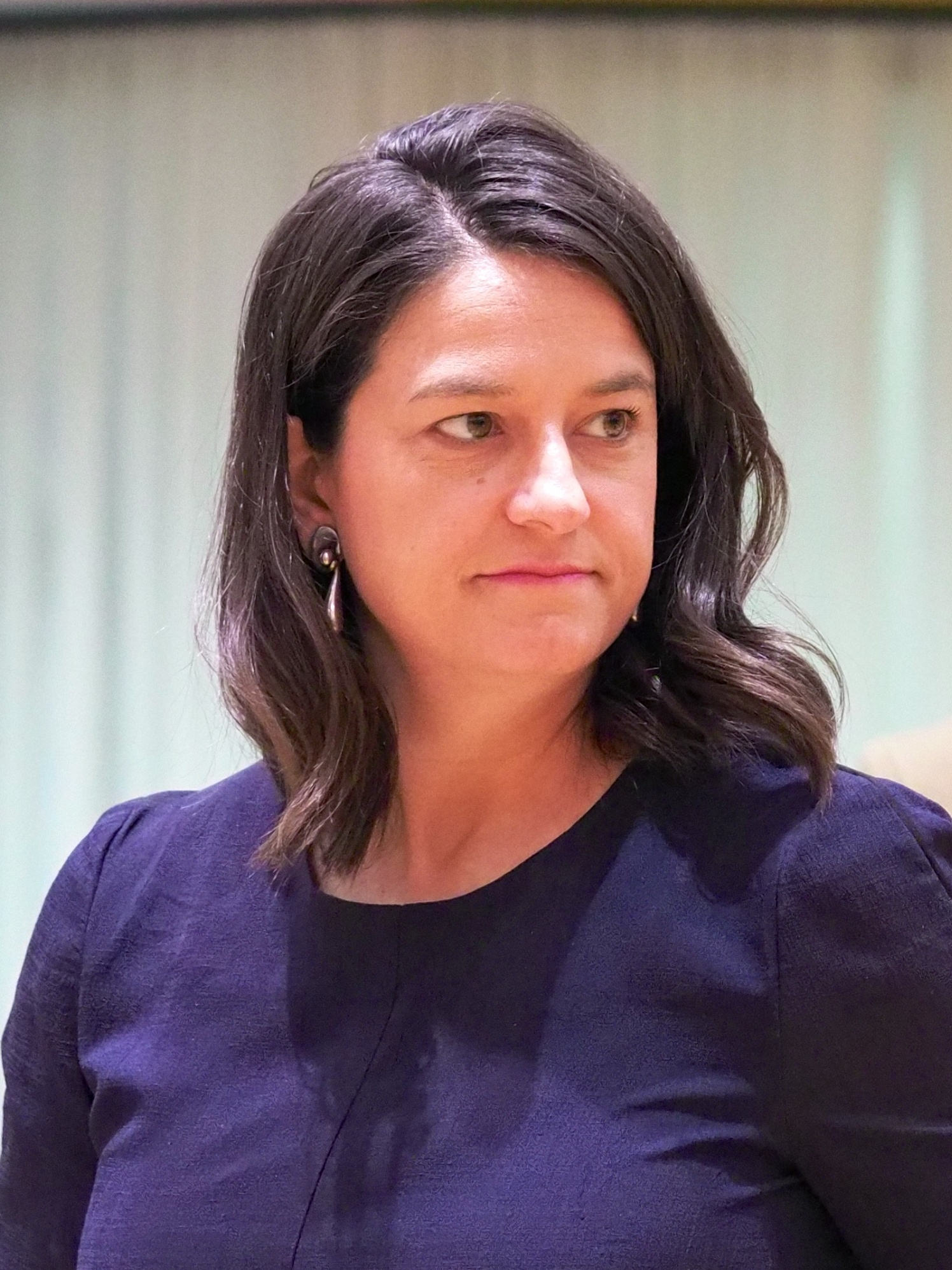
Niki Kerameos (* 1980)

- Keramidas, Harry (* 1940), US-amerikanischer Filmeditor
- Keränen, Michael (* 1990), finnischer Eishockeyspieler
- Keränen, Mika (* 1973), estnischer Kinderbuchautor finnischer Herkunft und Übersetzer estnischer Literatur ins Finnische
- Keränen, Noora Kaisa (* 2001), finnische Biathletin
- Keränen, Toni (* 1998), finnischer Speerwerfer
- Kerangal, Maylis de (* 1967), französische Schriftstellerin
- Kératry, Auguste Hilarion de (1769–1859), französischer Politiker und Schriftsteller
- Kératry, Émile de (1832–1904), französischer Politiker
- Keraudren-Aymonin, Monique (1928–1981), französische Botanikerin und botanische Illustratorin und Fotografin
- Kerautret, Michel (* 1949), französischer Historiker
- Keravec, Erwan (* 1974), französischer Improvisationsmusiker (Dudelsack)

### Kerb
- Kerbach, Karl (1918–1994), österreichischer Fußballspieler
- Kerbach, Ralf (* 1956), deutscher Künstler
- Kerbaj, Mazen (* 1975), libanesischer Improvisationsmusiker (Trompete), Musikproduzent, Autor und Comiczeichner
- Kerbaol, Cédrine (* 2001), französische Radrennfahrerin
- Kerbein, Björn (* 1973), deutscher Politiker (FDP), MdL
- Kerbel, Lew Jefimowitsch (1917–2003), sowjetischer Bildhauer
- Kerber, Angelique (* 1988), deutsche TennisspielerinAngelique Kerber (* 1988)

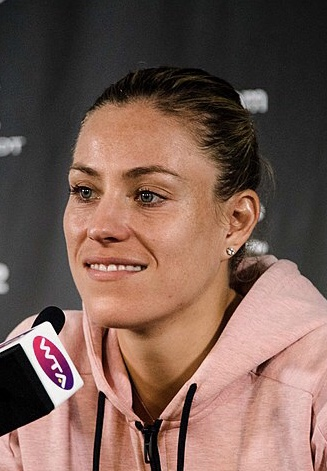
Angelique Kerber (* 1988)

- Kerber, Anna-Pia (* 1985), deutsche Autorin, Journalistin, Übersetzerin und Fotografin
- Kerber, Bernhard (1938–2021), deutscher Kunsthistoriker
- Kerber, Ernst Reinhold (1930–1975), österreichischer Politiker (ÖVP), Mitglied des Bundesrates
- Kerber, Erwin (1891–1943), österreichischer Intendant
- Kerber, Erwin (1908–1983), deutscher Wirtschaftsfunktionär der DDR
- Kerber, Felix (* 2002), österreichischer Fußballspieler
- Kerber, Ferdinand (1909–1979), deutscher Politiker (CSU, BP), MdL Bayern
- Kerber, Ferdl (1925–1977), österreichischer Skispringer
- Kerber, Franz (1901–1945), deutscher Politiker (NSDAP), Oberbürgermeister in Freiburg im BreisgauFranz Kerber (1901–1945)

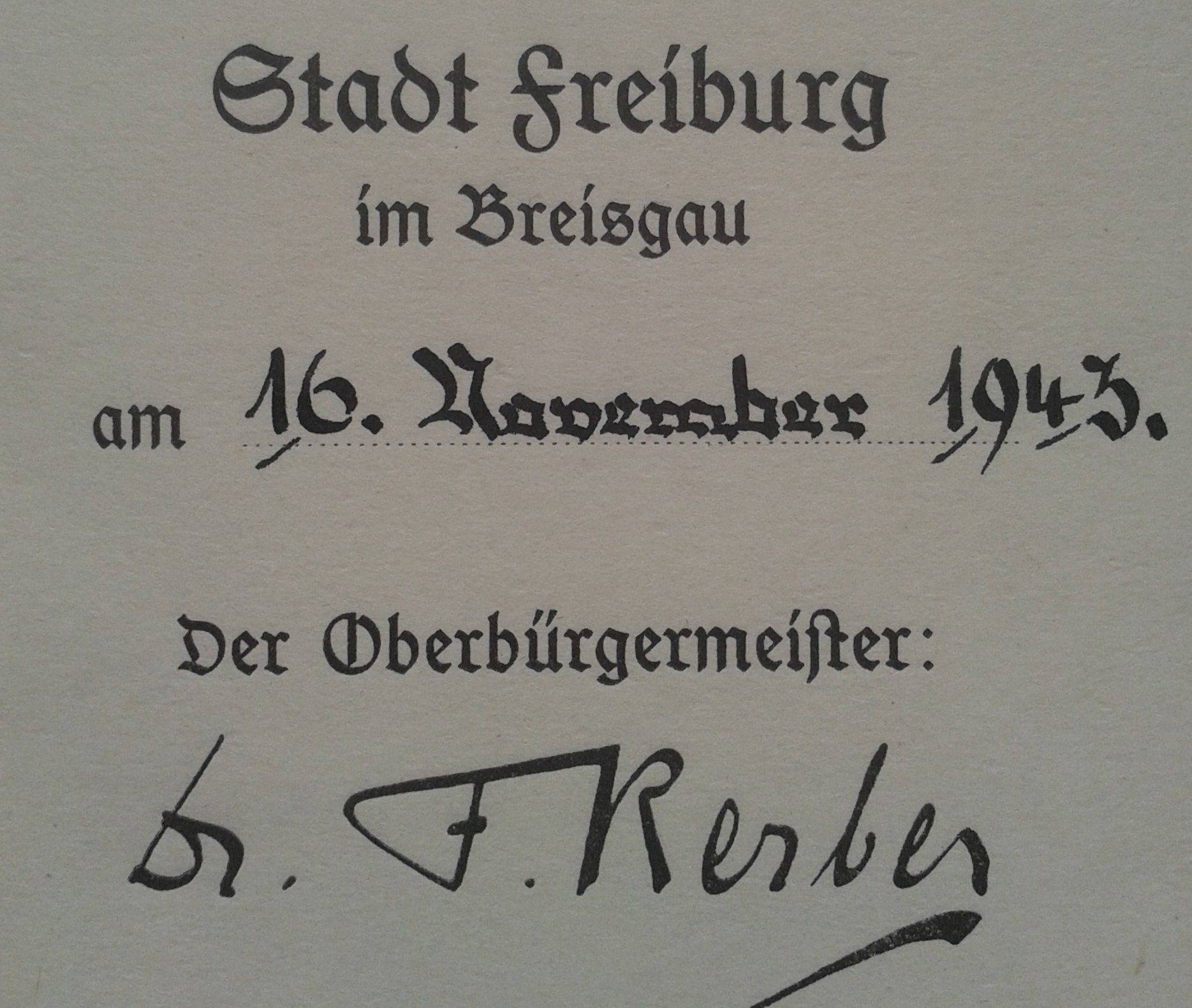
Franz Kerber (1901–1945)

- Kerber, Jürgen (* 1960), deutscher Musikverleger und Produzent
- Kerber, Jürgen (* 1985), österreichischer Fußballspieler und -trainer
- Kerber, Luca (* 2002), deutscher Fußballspieler
- Kerber, Markus (* 1963), deutscher Manager
- Kerber, Markus C. (* 1956), deutscher Jurist
- Kerber, Randy (* 1958), US-amerikanischer Musiker
- Kerber, Robert (1884–1977), österreichischer Politiker der Ersten Republik
- Kerber, Slawa (* 1986), deutscher Boxer
- Kerber, Walter (1926–2006), deutscher Sozialethiker und katholischer Theologe
- Kerbiriou, Francis (* 1951), französischer Leichtathlet
- Kerbis Peterhans, Julian (* 1952), US-amerikanischer Mammaloge
- Kerbl, Susanne, österreichische Sängerin, Musicaldarstellerin und Musikschulleiterin
- Kerbl, Thomas (* 1965), österreichischer Dirigent, Pianist und Universitätsprofessor
- Kerbleder, Andrea (* 1976), österreichische Politikerin (FPÖ)
- Kerbler, Christian (* 1940), österreichischer Agent des italienischen militärischen Geheimdienstes SISMI
- Kerbler, Emilia Maria, österreichische Schauspielerin
- Kerbler, Eva (* 1933), österreichische Schauspielerin
- Kerbler, Günter (* 1955), österreichischer Investor und Manager
- Kerboga († 1102), Atabeg von Mosul
- Kerbr, Milan (* 1967), tschechischer Fußballspieler
- Kerbr, Milan junior (* 1989), tschechischer Fußballspieler
- Kerbrat, Christophe (* 1986), französischer Fußballspieler
- Kerbs, Diethart (1937–2013), deutscher Kunstpädagoge und Kultur- und Fotohistoriker
- Kerbst, Alexander (* 1964), deutscher Musicaldarsteller und Schauspieler
- Kerby, James H. (1881–1957), US-amerikanischer Farmer, Geschäftsmann und Politiker
- Kerby, Jordan (* 1992), australischer Radrennfahrer

### Kerc
- Kercher, Alfred (1901–1973), deutscher Kommunalpolitiker
- Kercher, Friedrich (1832–1918), deutscher Schultheiß und Politiker (VP, DtVP), MdR
- Kercher, Laurentius († 1561), katholischer Geistlicher, letzter Dekan des Kollegiatstiftes Neustadt an der Weinstraße
- Kercher, Meredith (1985–2007), britisches Mordopfer
- Kercheval, Ken (1935–2019), US-amerikanischer SchauspielerKen Kercheval (1935–2019)

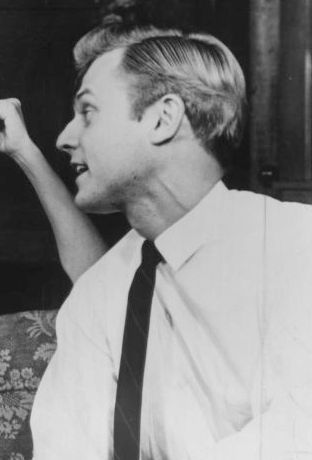
Ken Kercheval (1935–2019)

- Kercheval, Ralph (1911–2010), US-amerikanischer American-Football-Spieler
- Kerchnawe, Hugo (1872–1949), österreichischer Generalmajor und Militärhistoriker
- Kerchner, Dieter (1933–1994), deutscher Bildhauer und Grafiker
- Kerchner, Nélson Luís (* 1962), brasilianischer Fußballspieler
- Kerckerinck zu Stapel, Bertold von (1640–1709), Domdekan in Aschaffenburg und Hofmeister in Baden und Hessen
- Kerckerinck zu Stapel, Franz Hermann von (1713–1778), Domherr in Münster und Vertreter der Ritterschaft im Landtag
- Kerckerinck zu Stapel, Heinrich Hermann von (1632–1684), Kanoniker und Dekan im Dom zu Fritzlar
- Kerckerinck zu Stapel, Johann Franz von (1739–1792), Domherr in Münster
- Kerckerinck zu Stapel, Johann Ludwig von (1671–1750), Vertreter der Ritterschaft im Landtag des Hochstifts Münster und Mitstreiter im Erbmännerprozess
- Kerckerinck zu Stapel, Johann von (1627–1700), Domvikar in Münster
- Kerckerinck zu Stapel, Karl Anton von (1751–1796), Domherr in Münster
- Kerckerinck zu Stapel, Matthias von (1628–1684), Amtsdroste in Bruchsal und kurmainzer Rat
- Kerckerinck zu Stapel, Wilhelm Lambert von (1645–1676), Hofkavalier in Baden-Baden und Hessen sowie Kanoniker in Aschaffenburg
- Kerckerinck zur Borg, Clemens August von (1720–1755), Domherr in Münster und kurkölnischer Kämmerer
- Kerckerinck zur Borg, Engelbert von (1872–1933), deutscher Rittergutsbesitzer, Politiker der Zentrumspartei sowie landwirtschaftlicher Interessenvertreter
- Kerckerinck zur Borg, Jobst Stephan von (1679–1735), kurkölnischer Hofmarschall und Geheimrat
- Kerckerinck zur Borg, Kaspar Nikolaus von (1713–1746), Domherr in Münster und Paderborn
- Kerckerinck zur Borg, Maximilian von (1829–1905), preußischer Landrat
- Kerckerinck, Albert, Domherr in Münster
- Kerckhoff, Annette (* 1965), deutsche Journalistin
- Kerckhoff, Hermann (1900–1987), deutscher Politiker (CDU), MdL
- Kerckhoff, Steven (* 1952), US-amerikanischer Mathematiker
- Kerckhoff, Susanne (1918–1950), deutsche Schriftstellerin, Journalistin und Lyrikerin
- Kerckhoff, Wilhelm (1824–1900), deutscher Kommunalpolitiker
- Kerckhoffs, Auguste (1835–1903), niederländischer Linguist und Kryptologe
- Kerckhove, Norbert (1932–2006), belgischer Radrennfahrer
- Kerckhoven, Abraham van den, Komponist und Organist
- Kerckhoven, Guillaume Van (1853–1892), belgischer Offizier und Kolonialverwalter
- Kerckhoven, Petrus Frans van (1818–1857), Dichter und Schriftsteller
- Kerckring, Hinrich (1479–1540), Lübecker Kaufmann und Ratsherr
- Kerckring, Theodor († 1693), niederländischer Anatom und Alchemist
- Kercmar, Thomas (* 1963), deutscher Schauspieler und Filmproduzent
- Kerčs, Aleksandrs (* 1967), lettischer Eishockeyspieler und -trainer

### Kerd
- Kerd-Orn, Suwan (* 1941), thailändischer Radrennfahrer
- Kerdijk, Arnold (1846–1905), niederländischer Politiker
- Kerdiles, Nic (1994–2023), US-amerikanischer Eishockeyspieler
- Kerdkul, Wutthipong (* 1987), thailändischer Fußballspieler
- Kerdon, Gnostiker

### Kere
- Kéré, Diébédo Francis (* 1965), deutscher ArchitektDiébédo Francis Kéré (* 1965)

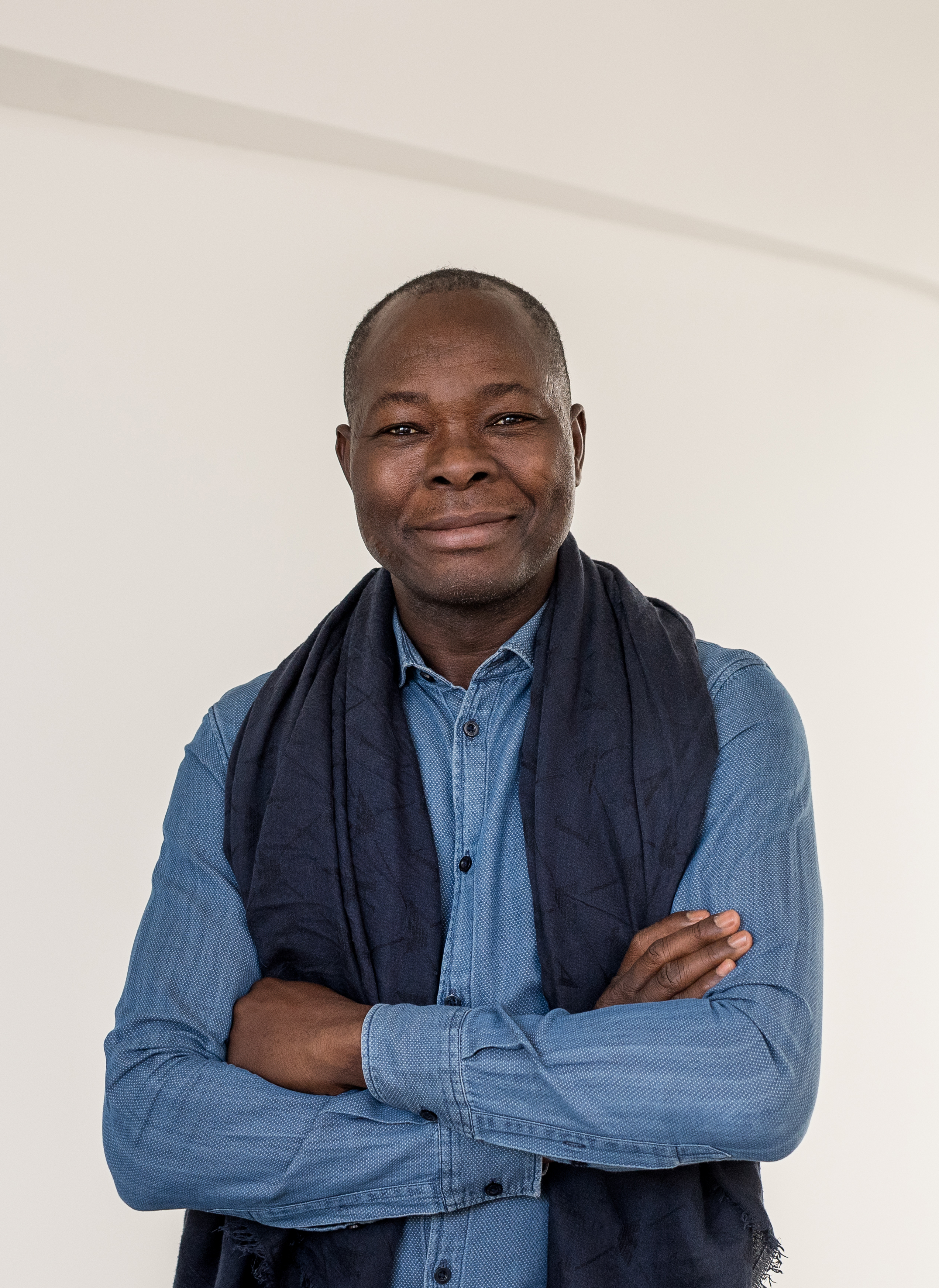
Diébédo Francis Kéré (* 1965)

- Kere, Joy, salomonische Diplomatin
- Kéré, Mahamoudou (* 1982), burkinischer Fußballspieler
- Kerebel, Jean (1918–2010), französischer Sprinter
- Kerecki, Stéphane (* 1970), französischer Jazzmusiker
- Kerék, József (* 1933), ungarischer Generalmajor
- Kerekes, Dóra (* 1994), ungarische Diskuswerferin
- Kerekes, Gábor (1945–2014), ungarischer Fotograf und Fotoreporter
- Kerekes, Gréta (* 1992), ungarische Hürdenläuferin
- Kerekes, Ilona (* 1926), ungarische Tischtennisspielerin
- Kerekes, Krisztina (* 1978), in Österreich lebende Kamerafrau, Dokumentarfilmerin, Autorin und Regisseurin
- Kerekes, László (* 1968), rumänischer römisch-katholischer Geistlicher, Weihbischof in Alba Iulia
- Kerekeš, Ljubomir (* 1960), kroatischer Theater-, Film- und Fernsehschauspieler
- Kerekes, Vica (* 1981), slowakisch-ungarische Schauspieler
- Kerékjártó, Béla (1898–1946), ungarischer Mathematiker
- Kerékjártó, István (* 1953), ungarischer Langstreckenläufer
- Kérékou, Mathieu (1933–2015), beninischer Politiker, Präsident von Benin
- Kerem, August (1889–1942), estnischer Politiker, Mitglied des Riigikogu und Agronom
- Keren Ann (* 1974), niederländisch-israelische Sängerin
- Keren, Else (1924–1995), israelische Dichterin
- Keren, Rivka (* 1946), israelische Schriftstellerin
- Keren-Huss, Kiki (* 1955), israelische Komponistin
- Kerens, Johann Heinrich von (1725–1792), katholischer Bischof von Roermond, Wiener Neustadt und St. Pölten
- Kerenski, Alexander Fjodorowitsch (1881–1970), russischer PolitikerAlexander Fjodorowitsch Kerenski (1881–1970)

Alexander Fjodorowitsch Kerenski (1881–1970)

- Kerenski, Boris (* 1971), deutscher bildender Künstler, Journalist und Herausgeber
- Kerensky, Oleg Alexander (1905–1984), russischer Zivilingenieur
- Kerenxhi, Nesti (1920–2002), albanischer kommunistischer Politiker
- Kerényi, Jenő (1907–1975), ungarischer Bildhauer
- Kerényi, Karl (1897–1973), ungarischer Klassischer Philologe und Religionswissenschaftler
- Kerepeszki, Christian (* 1969), deutscher Schauspieler und Hörspielsprecher
- Kerer, Johann (1808–1867), österreichischer Rechtswissenschaftler und Politiker
- Kerer, Johannes († 1506), Weihbischof in Augsburg
- Kerer, Manuela (* 1980), italienische Komponistin (Südtirol)
- Keres, Imre (* 1930), ungarisch-deutscher Tänzer, Ballettmeister und Choreograf
- Keres, Paul (1916–1975), estnisch-sowjetischer Schachspieler
- Kereselidse, Leo (1885–1944), georgischer General und Politiker
- Keresteciyan, Bedros (1840–1907), osmanischer Linguist, Journalist und Übersetzer
- Keresztes, Attila (1928–2002), US-amerikanisch-ungarischer Säbelfechter
- Keresztes, Lajos (1900–1978), ungarischer Ringer
- Keresztes, Lajos (* 1933), deutsch-ungarischer Fotograf und Fotodesigner
- Keresztes, Otto (* 1963), rumänisch-deutscher Eishockeyspieler und -trainer
- Keresztes, Szilárd (1932–2025), ungarischer Geistlicher, griechisch-katholischer Bischof von HajdúdorogSzilárd Keresztes (1932–2025)

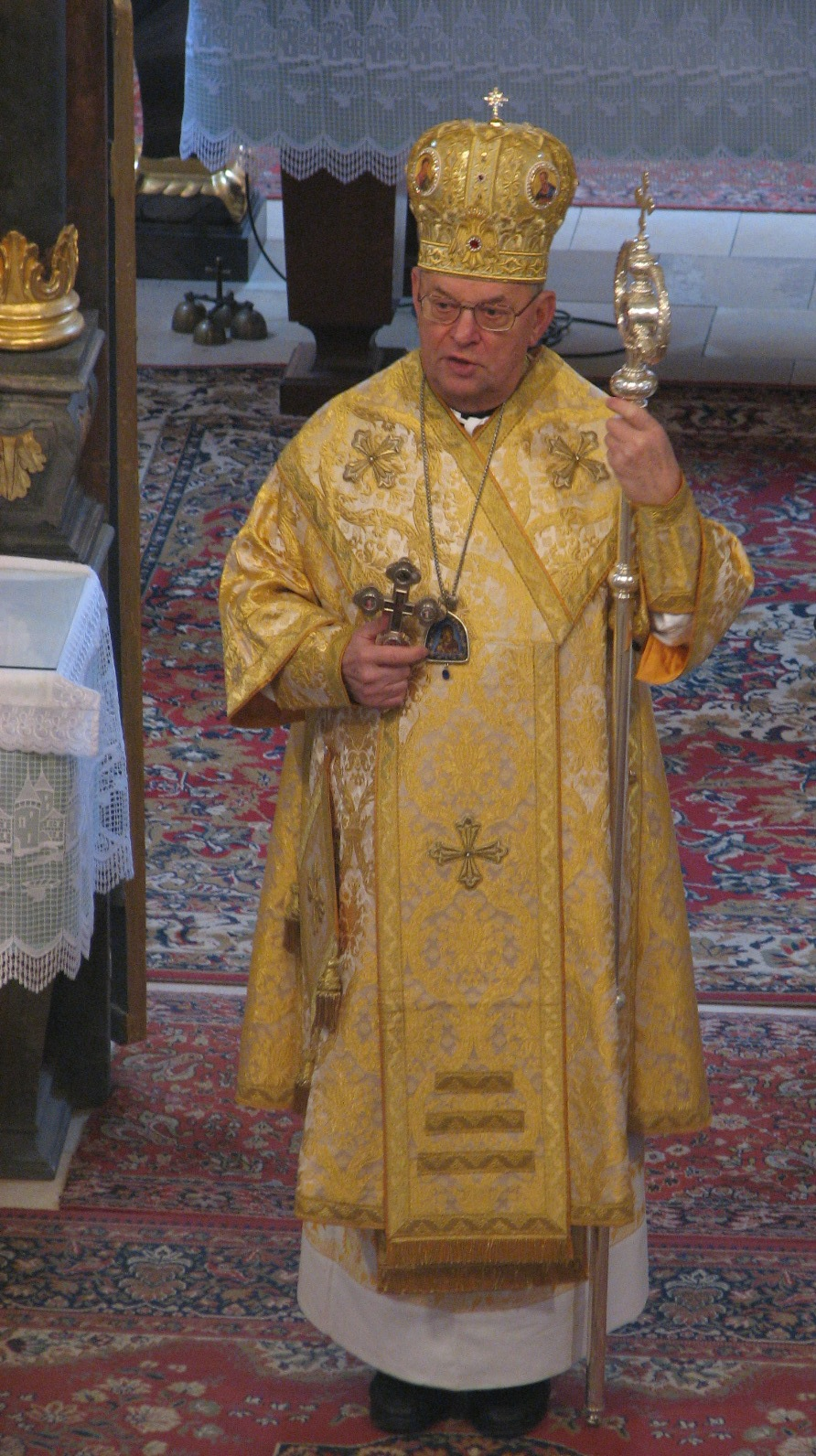
Szilárd Keresztes (1932–2025)

- Keresztes, Zsófia (* 1985), Künstlerin mit Sitz in Budapest
- Keresztes-Fischer, Ferenc (1881–1948), ungarischer Politiker
- Keresztes-Fischer, Lajos (1884–1948), ungarischer Generalstabschef
- Keresztessy, József (1885–1962), ungarischer Turner
- Keresztury, Dezső (1904–1996), ungarischer Schriftsteller und Bibliothekar
- Kereszty, Roch (1933–2022), ungarisch-US-amerikanischer Mönch und Theologe
- Keret, Etgar (* 1967), israelischer AutorEtgar Keret (* 1967)

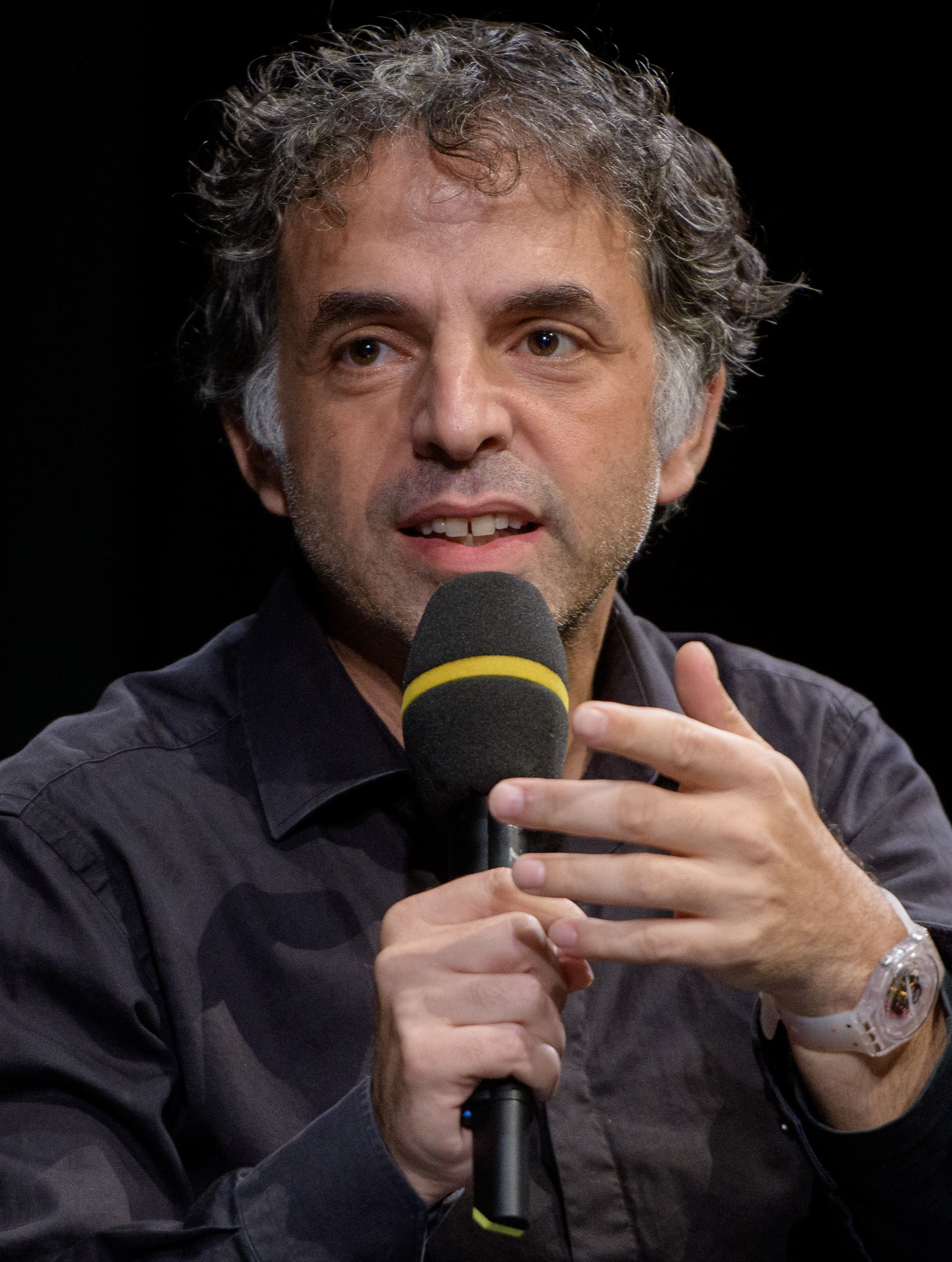
Etgar Keret (* 1967)

- Keret, Maayan (* 1976), israelisches Model und Schauspielerin
- Keretic, Damir (* 1960), jugoslawisch-deutscher Tennisspieler
- Kerevan, George (* 1949), schottischer Politiker und Wirtschaftswissenschaftler
- Kerez, Christian (* 1962), Schweizer Architekt
- Kerezovic, Ana (* 1972), jugoslawisch-deutsche Schauspielerin
- Kerezović, Nikola (* 1994), serbischer Eishockeyspieler

### Kerf
- Kerfeld, Cheryl, US-amerikanische Bioingenieurin und Zellbiologin
- Kerferd, George Briscoe (1915–1998), australischer Klassischer Philologe
- Kerff, Gerhard (1908–2001), deutscher Architekt, Stadtplaner und Fotograf
- Kerfin, Gerhard (1935–2016), deutscher Lyriker und Schriftsteller
- Kerfoot, Alexander (* 1994), kanadischer Eishockeyspieler
- Kerfs, Déborah (* 1995), belgische Tennisspielerin

### Kerg
- Kerg, Théo (1909–1993), luxemburgischer Maler, Grafiker und Bildhauer
- Kergel, Eberhard (* 1903), deutscher politischer Aktivist und SA-Führer
- Kergel, Ludwig (1814–1874), deutscher Maler, Zeichner und Grafiker
- Kergel, Wilhelm (1822–1891), österreichischer Klassischer Philologe
- Kerger, Camille (* 1957), luxemburgischer Tenor und Komponist
- Kerger, Hermann (1906–2009), deutscher Allgemeinarzt und ärztlicher Standespolitiker
- Kergl, Karl (1897–1956), deutscher Architekt der Postbauschule
- Kergoat, Yannick, französischer Filmeditor
- Kergoff, Joseph (1906–1985), französischer Radrennfahrer
- Kergozou, Nick (* 1996), neuseeländischer Radrennfahrer
- Kerguelen de Trémarec, Yves Joseph de (1734–1797), französischer Seefahrer und EntdeckerYves Joseph de Kerguelen de Trémarec (1734–1797)

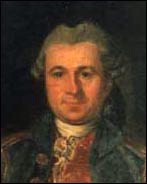
Yves Joseph de Kerguelen de Trémarec (1734–1797)

- Kerguen, Jean (1925–2005), französischer Autorennfahrer und Unternehmer
- Kergytė, Remalda (* 1985), litauische Marathon- und Halbmarathonläuferin

### Kerh
- Kerhart († 1001), Abt des Benediktinerklosters St. Gallen
- Kerhart, Jan (* 1960), deutscher Kameramann
- Kerhe, Manuel (* 1987), österreichischer Fußballspieler und -trainer

### Keri
- Kéri, Bianka (* 1994), ungarische Mittelstreckenläuferin
- Keri, Paul (1882–1961), ungarischer Journalist und Schriftsteller
- Keri, Sabine (* 1973), österreichische Politikerin (ÖVP), Landtagsabgeordnete und Gemeinderätin
- Kerić, Andrej (* 1986), kroatischer Fußballspieler
- Keric, Raphael (* 1986), deutscher Schauspieler
- Kérillis, Henri de (1889–1958), französischer Militär und Politiker
- Kerim, Srgjan (* 1948), nordmazedonischer Politiker und Diplomat
- Kerima (* 1925), französische Filmschauspielerin mit vorhergehender Model-Karriere
- Kerimbajewa, Kamila (* 1995), kasachische Tennisspielerin
- Kerimel, Guy de (* 1953), französischer Geistlicher, römisch-katholischer Erzbischof von Toulouse
- Kerimo, Yilmaz (* 1963), schwedischer Politiker, Mitglied des Riksdag
- Kerimoğlu, Tugay (* 1970), türkischer Fußballspieler und -trainer
- Kerimova, Flora (* 1941), aserbaidschanische Sängerin und Volkskünstlerin
- Kerimow, Suleiman Abusaidowitsch (* 1966), russischer Parlamentsabgeordneter und OligarchSuleiman Abusaidowitsch Kerimow (* 1966)

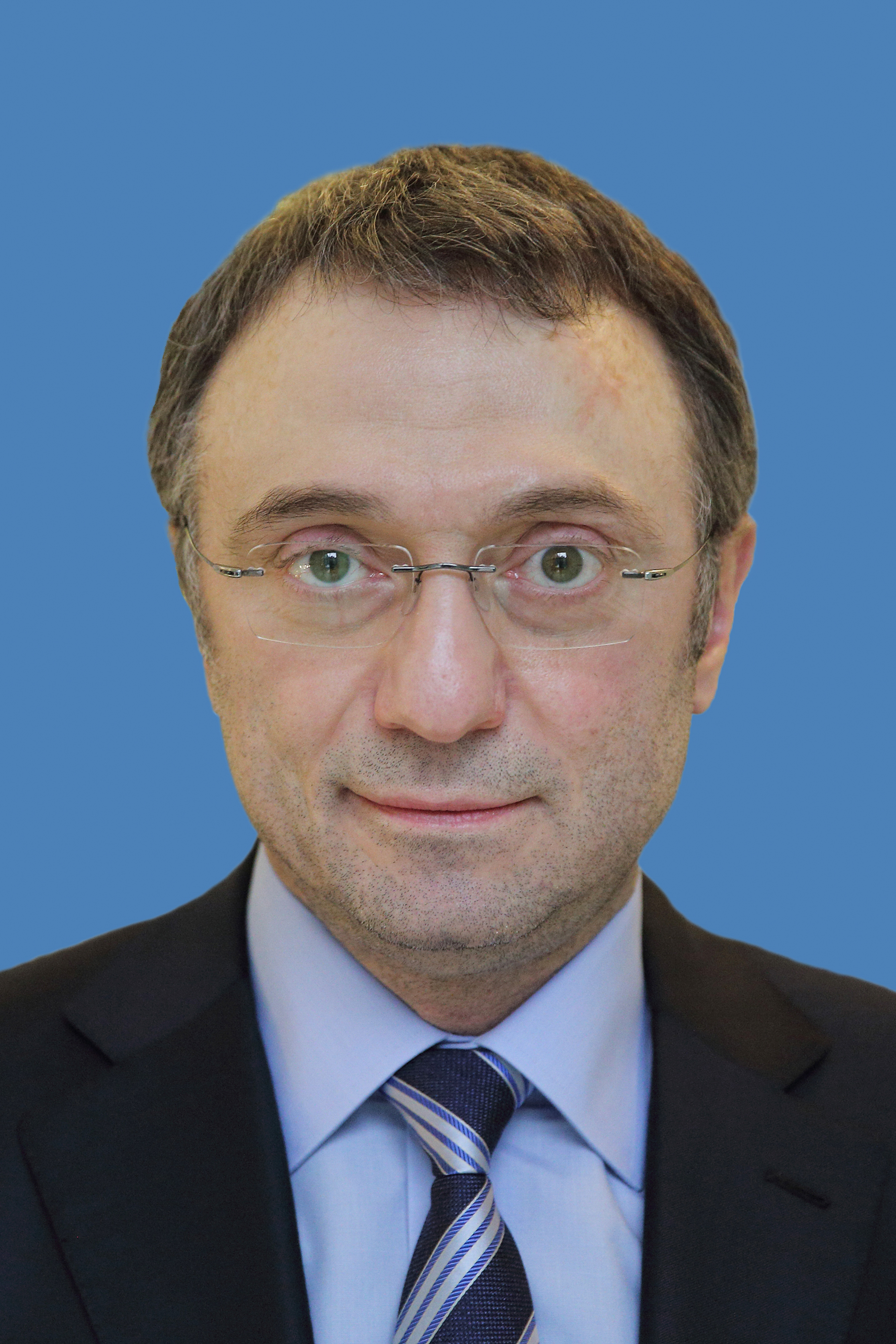
Suleiman Abusaidowitsch Kerimow (* 1966)

- Kerimowa, Bahargül, turkmenische Schriftstellerin
- Kerimowa, Madina (* 2001), kasachische Leichtathletin
- Kerin, John (1937–2023), australischer Politiker
- Kerin, Luka (* 1999), slowenischer Fußballspieler
- Kerin, Rob (* 1954), australischer Wirtschaftsmanager und Politiker (Liberal Party), Premierminister von South Australia
- Kerin, Zac (* 1991), US-amerikanischer American-Football-Spieler
- Kerina, Mburumba (1932–2021), namibischer Politiker
- Kering, Alfred (* 1978), kenianischer Marathonläufer
- Kerinth, gnostischer Lehrer
- Kerisel, Jean (1908–2005), französischer Ingenieur für Grundbau und Bodenmechanik

### Kerj
- Kerjaschki, Dontscho (* 1947), österreichischer Pathologe
- Kerjasow, Entscho (* 1973), bulgarischer Akrobat

### Kerk
- Kerk, Gyrano (* 1995), niederländischer Fußballspieler
- Kerk, Sebastian (* 1994), deutscher FußballspielerSebastian Kerk (* 1994)

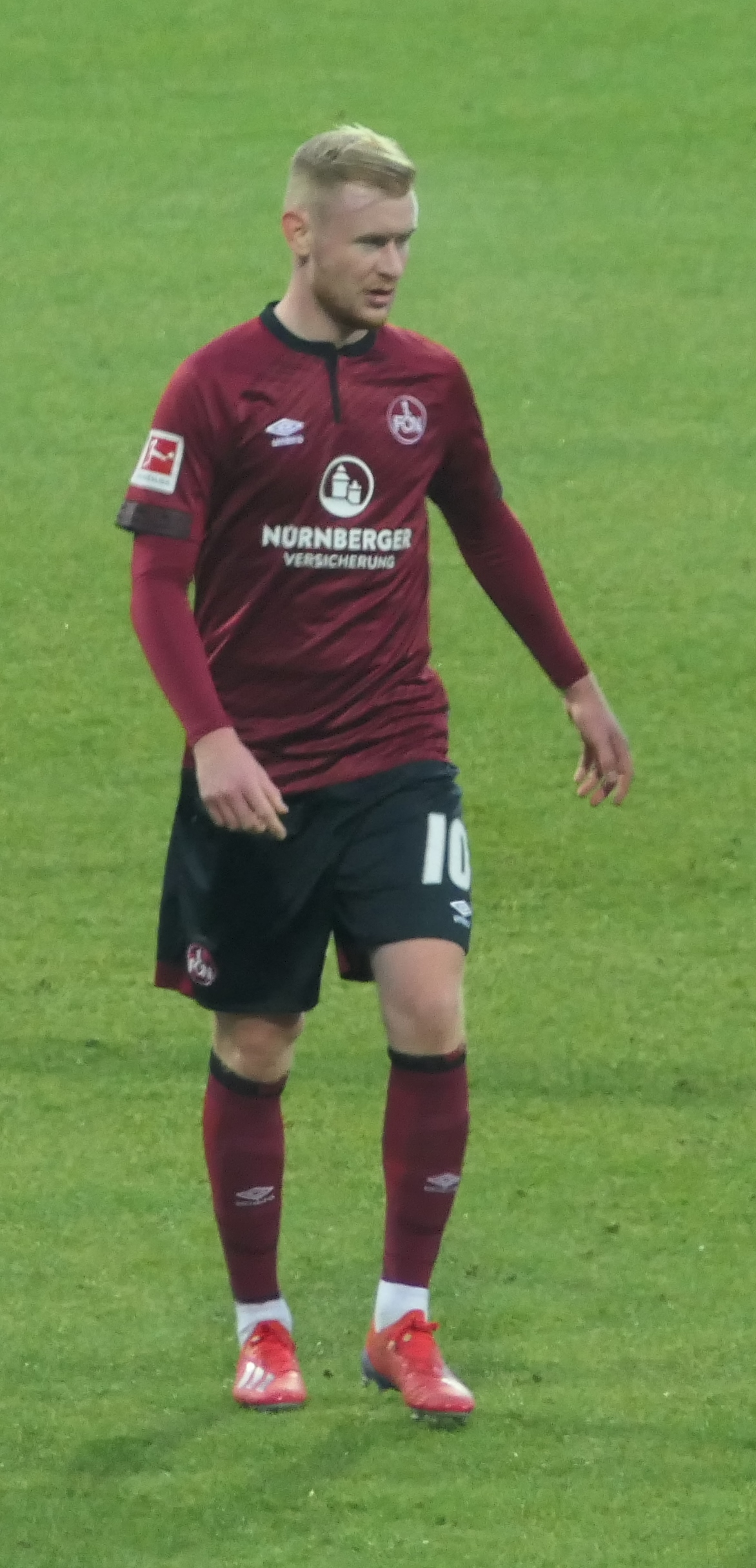
Sebastian Kerk (* 1994)

- Kerkapoly, Károly (1824–1891), ungarischer Politiker, Historiker und Philosoph
- Kerkau, Hugo (1874–1918), deutscher Karambolagespieler und Unternehmer
- Kerkau, Katrin, deutsche Special Olympics Tischtennisspielerin
- Kerkdijk, Danique (* 1996), niederländische Fußballspielerin
- Kerkel, Norbert (1941–2008), deutscher Kommunalpolitiker
- Kerkelä, Raila (* 1941), finnische Orientierungsläuferin
- Kerkeling, Hape (* 1964), deutscher Schauspieler, Kabarettist und AutorHape Kerkeling (* 1964)

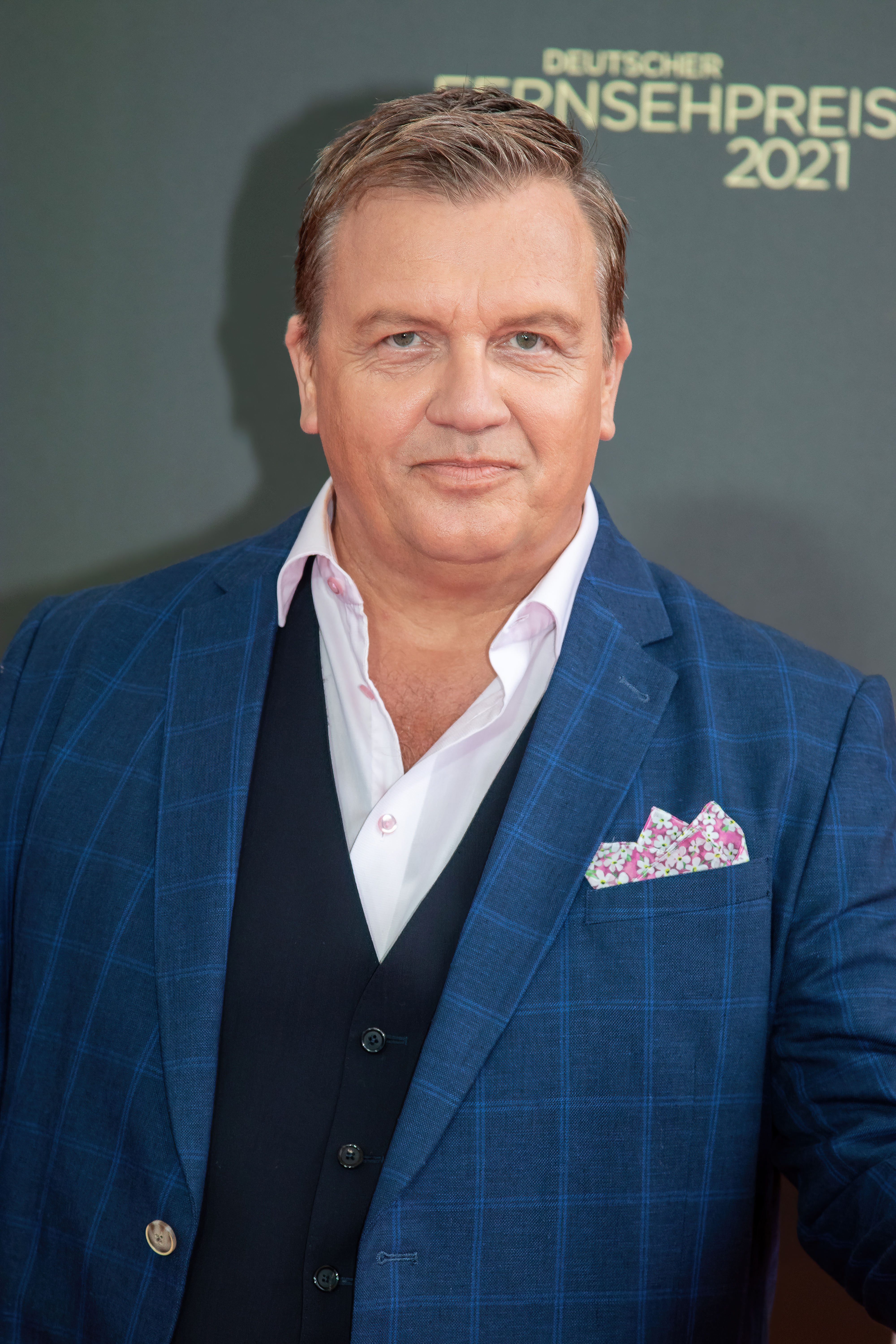
Hape Kerkeling (* 1964)

- Kerkemeier, Klaus-Peter (* 1951), deutscher Fußballspieler
- Kerker, Franz (* 1977), deutscher Politiker (AfD), MdA
- Kerker, Gustave Adolph (1857–1923), deutschstämmiger Komponist
- Kerker, Walter (1924–1989), Schweizer Maler, Grafiker und Plastiker
- Kerketta, Emmanuel (* 1952), indischer Geistlicher, Bischof von Jashpur
- Kerketta, Jacinta (* 1983), indische Journalistin, Sozialarbeiterin und Lyrikerin
- Kerketta, Lucas (* 1936), indischer Geistlicher und emeritierter Bischof von Sambalpur
- Kerketta, Pius (1910–1993), indischer Ordensgeistlicher, römisch-katholischer Erzbischof von Ranchi
- Kerketta, Priyanka (* 1998), indische Weitspringerin
- Kerketta, Robert (1932–2018), indischer Ordensgeistlicher und römisch-katholischer Bischof von Tezpur
- Kerkez, Milos (* 2003), ungarischer FußballspielerMilos Kerkez (* 2003)

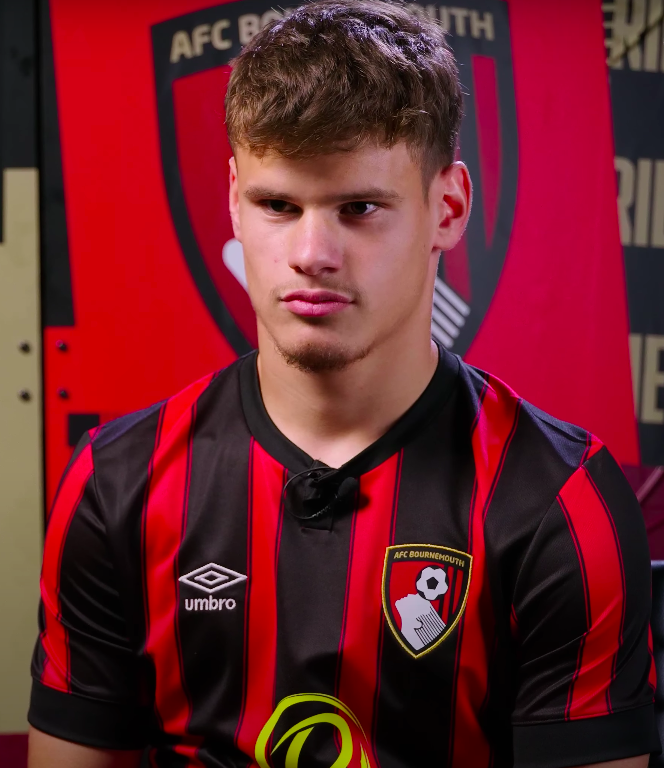
Milos Kerkez (* 2003)

- Kerkez, Strahinja (* 2002), zyprischer Fußballspieler
- Kerkez, Vladimir (* 1984), slowenischer Radrennfahrer
- Kerkhecker, Arnd (* 1965), deutscher Altphilologe
- Kerkhof, Bartold, deutscher Kaufmann und Bürgermeister
- Kerkhof, Ingo, deutscher Theater- und Opernregisseur
- Kerkhof, Jacob van de (* 1995), niederländischer Ruderer
- Kerkhof, Nikki (* 1983), niederländische Sängerin
- Kerkhof, René van de (* 1951), niederländischer Fußballspieler
- Kerkhof, Sanne van (* 1987), niederländische Shorttrackerin
- Kerkhof, Stefanie van de (* 1971), deutsche Historikerin
- Kerkhof, Willy van de (* 1951), niederländischer Fußballspieler
- Kerkhof, Yara van (* 1990), niederländische Shorttrackerin
- Kerkhoff, Eva-Maria (* 1959), deutsche Schauspielerin
- Kerkhoff, Gerd (* 1958), deutscher Unternehmensberater und Buchautor
- Kerkhoff, Guido (* 1967), deutscher Manager, Vorsitzender des Vorstands der Klöckner & Co SE
- Kerkhoff, Hans Jürgen (* 1956), deutscher Lobbyist
- Kerkhoff, Johannes van den (1876–1945), deutscher Politiker (DNVP), MdR
- Kerkhoff, Matthias (* 1979), deutscher Politiker (CDU), MdL
- Kerkhoff, Thomas (* 1981), deutscher Kommunalpolitiker (CDU)Thomas Kerkhoff (* 1981)

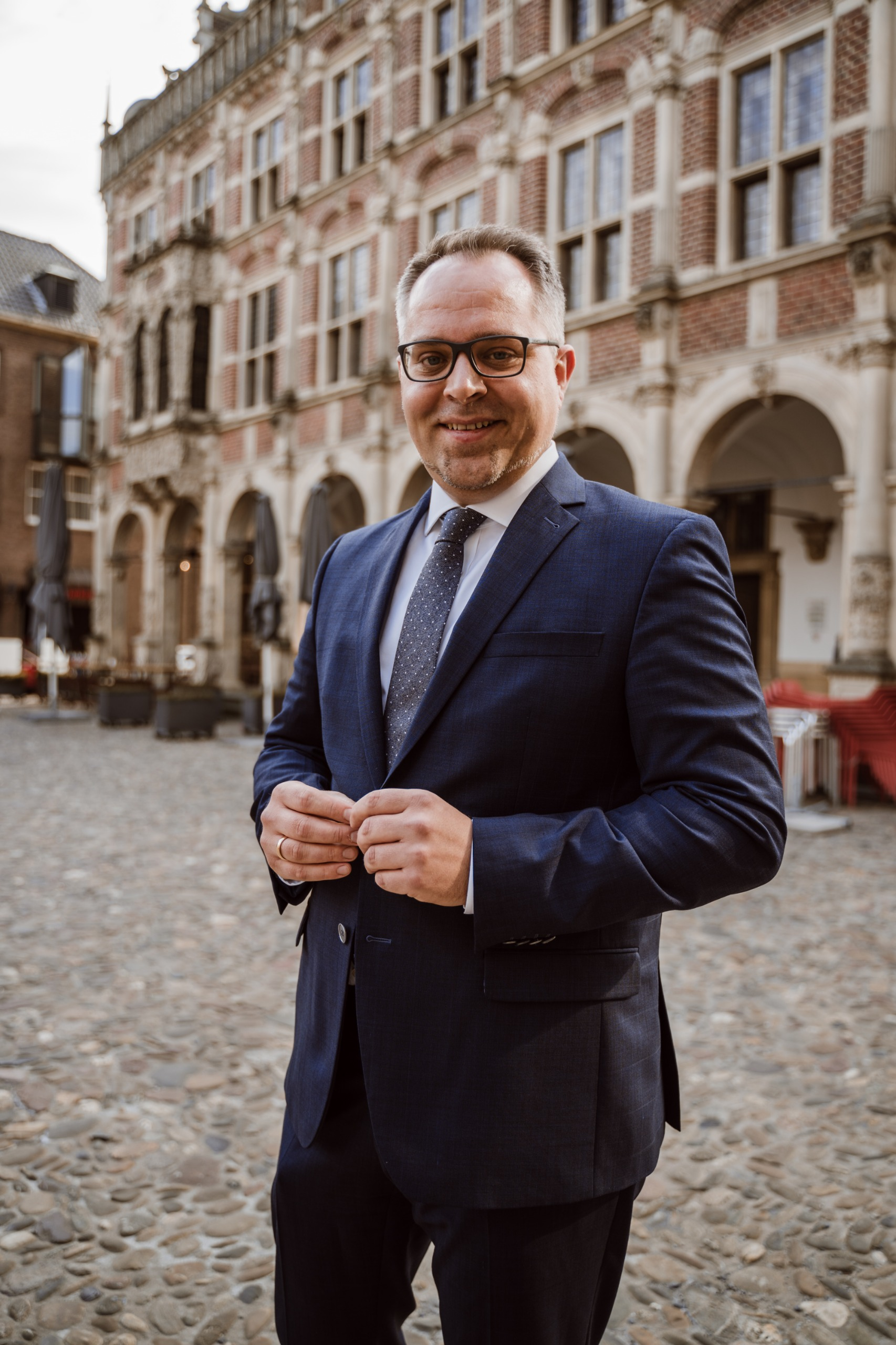
Thomas Kerkhoff (* 1981)

- Kerkhoff-Hader, Bärbel (1940–2023), deutsche Volkskundlerin
- Kerkhoffs, Pierre (1936–2021), niederländischer Fußballspieler
- Kerkhofs, Louis-Joseph (1878–1962), belgischer Geistlicher, Bischof von Lüttich
- Kerkhoven, Anda (1919–1945), niederländische Widerstandskämpferin
- Kerkidas, antiker kynischer Philosoph
- Kerklau, Manfred (* 1958), deutscher Theaterleiter, -schauspieler-, regisseur und -pädagoge
- Kerkletz, Gerald (* 1975), österreichischer Kameramann
- Kerkloh, Michael (* 1953), deutscher Luftfahrt-Manager
- Kerkmann, Armin (1937–2016), deutscher Fußballspieler
- Kerkmann, Heinrich (1587–1666), Bürgermeister von Lemgo und berüchtigt für seine Hexenverfolgungen
- Kerkmann, Johann († 1531), Münzmeister zu Osnabrück
- Kerko, Anna (* 2007), finnische Nordische Kombiniererin
- Kerkops, orphischer Dichter
- Kerkorian, Kirk (1917–2015), US-amerikanischer Unternehmer und MilliardärKirk Kerkorian (1917–2015)

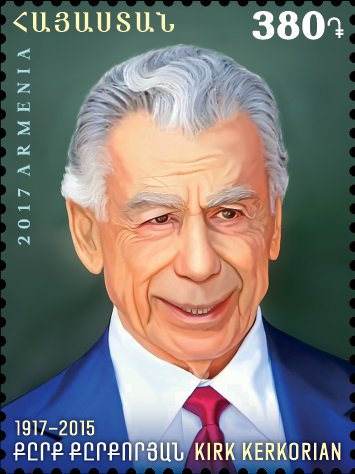
Kirk Kerkorian (1917–2015)

- Kerkorrel, Johannes (1960–2002), südafrikanischer Sänger und Liedtexter
- Kerkossa, Mandy (* 1976), deutsche Handballspielerin
- Kerkove, Bridgette (* 1977), US-amerikanische Pornodarstellerin und Regisseurin
- Kerkovich, Rob, US-amerikanischer Schauspieler
- Kerkovius, Ida (1879–1970), deutsche Malerin und Bildteppichweberin
- Kerkow-Weil, Rosemarie (* 1954), deutsche Pflegewissenschaftlerin und Erziehungswissenschaftlerin
- Kerkring, Anton Johann (1646–1695), deutscher Jurist und Ratsherr der Hansestadt Lübeck
- Kerkring, Berthold († 1405), Ratsherr der Hansestadt Lübeck
- Kerkring, Berthold († 1534), Ratsherr der Hansestadt Lübeck
- Kerkring, Gotthard (1639–1705), Bürgermeister der Hansestadt Lübeck
- Kerkring, Heinrich († 1613), deutscher Politiker und Ratsherr der Hansestadt Lübeck
- Kerkring, Heinrich (1610–1693), Ratsherr der Hansestadt Lübeck
- Kerkring, Heinrich († 1670), zeitweilig Ratsherr der Hansestadt Lübeck
- Kerkring, Heinrich Diedrich (1643–1703), deutscher Jurist und Ratsherr der Hansestadt Lübeck
- Kerkring, Johann († 1516), Ratsherr der Hansestadt Lübeck
- Kerkring, Johann (1519–1595), Ratsherr der Hansestadt Lübeck
- Kerkring, Paul († 1632), Ratsherr der Hansestadt Lübeck
- Kerkring, Thomas († 1451), Ratsherr der Hansestadt Lübeck
- Kerkring, Wedeke († 1482), Ratsherr der Hansestadt Lübeck
- Kerkwijk, Adolf Octave van (1873–1957), niederländischer Numismatiker
- Kerky, Dietrich (* 1930), deutscher Schauspieler

### Kerl
- Kerl, Bettina (* 1979), deutsche Theaterschauspielerin
- Kerl, Bruno (1824–1905), deutscher Hochschullehrer für Berg- und Hüttenkunde
- Kerl, Felix (1802–1876), Unternehmer
- Kerl, Franz Anton (1770–1849), böhmischer Handelsmann und Löffelfabrikant
- Kerl, Friedrich (1853–1920), deutscher Maler, Dichter, Musiker und Musikkritiker
- Kerl, Gustav Otto (1882–1962), deutscher Geodät und Professor der TH Hannover
- Kerl, Silke (* 1970), deutsche Beachvolleyballspielerin
- Kerl, Torsten (* 1967), deutscher Opern- und Konzertsänger
- Kerl, Wilhelm (1880–1945), österreichischer Dermatologe, Politiker (ÖVP)
- Kerla, Bibija (* 1959), jugoslawische Eisschnellläuferin
- Kerle, Emil (1877–1961), österreichischer Maler
- Kerle, Emmerich (1916–2010), österreichischer Bildhauer und Kunsterzieher
- Kerlen, Dietrich (1943–2004), deutscher Buchwissenschaftler
- Kerléo, Gwenael (* 1975), französische Harfenistin und Komponistin (keltische Harfe)
- Kerléo, Jean (1932–2025), französischer Parfümeur und Gründer des Duftarchivs Osmothèque in Versailles
- Kerler, Anneliese (1925–1996), deutsche Landwirtin und Politikerin (parteilos)
- Kerler, Dietrich (1837–1907), deutscher Historiker und Bibliothekar
- Kerler, Dov-Ber (* 1958), jiddischsprachiger Schriftsteller und Sprachwissenschaftler
- Kerler, Marco (* 1985), deutscher Lyriker und Schriftsteller
- Kerler, Rolf (1941–2015), deutscher Bankkaufmann
- Kerler, Rudolf (1911–1980), deutscher Kommunalpolitiker
- Kerler, Thomas (* 1965), deutscher Mathematiker, Physiker und Hochschullehrer
- Kerley, Fred (* 1995), US-amerikanischer SprinterFred Kerley (* 1995)

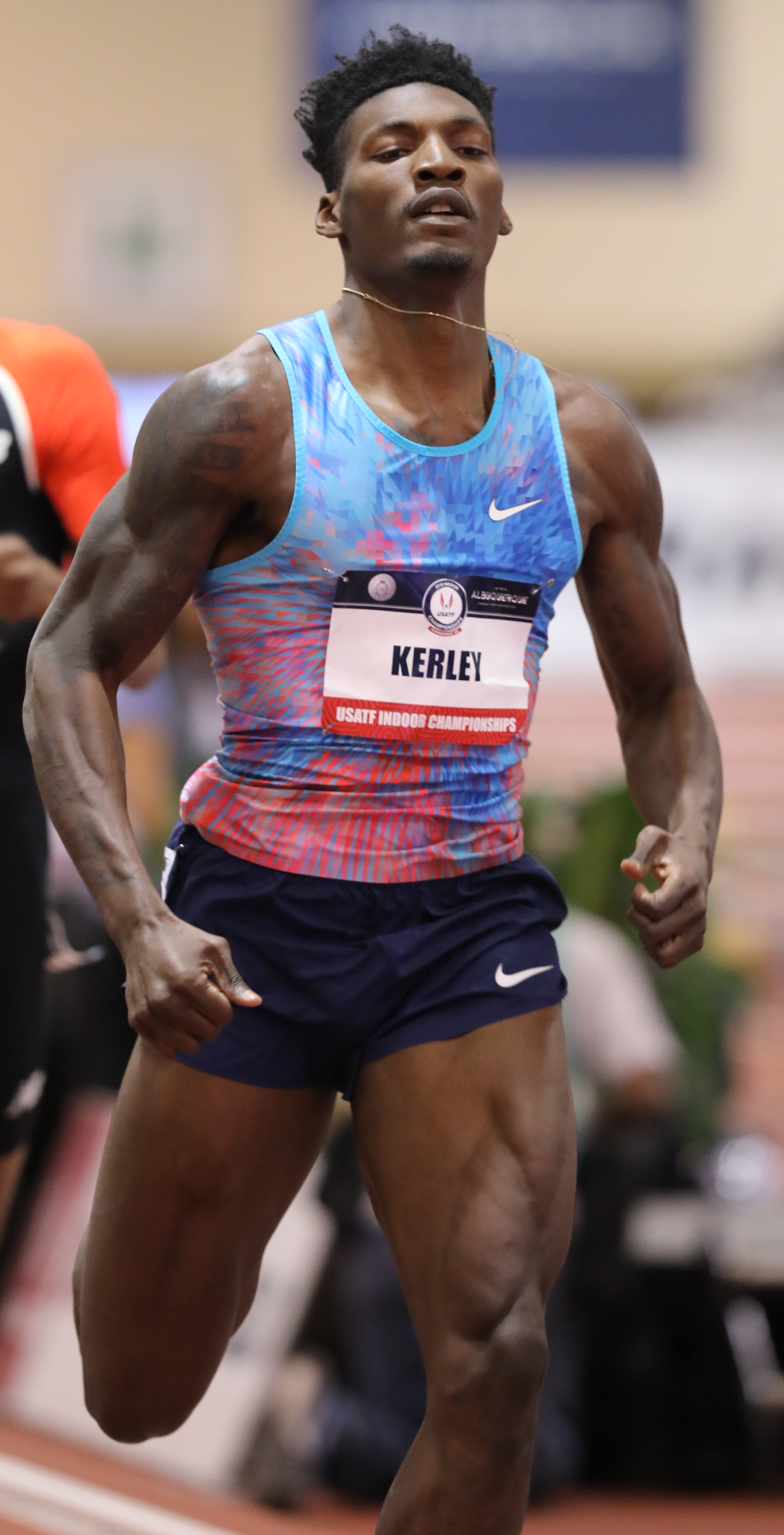
Fred Kerley (* 1995)

- Kerley, Peter (1900–1979), irischer Radiologe
- Kerli (* 1987), estnische Sängerin
- Kerlin, Alexander (* 1980), deutscher Dramaturg und Autor
- Kerlin, Peter (* 1954), deutscher Folkmusiker
- Kerlin, Simone (* 1972), deutsche Politikerin (SPD), MdHB
- Kerling, Anna (1862–1955), niederländische Malerin, Aquarellistin, Zeichnerin und Radiererin
- Kerling, Edward John (1909–1942), deutscher Spion und Saboteur
- Kerlinger, Walter († 1373), Mönch des Dominikanerordens
- Kerlins, Georgs (* 1973), lettischer Generalmajor
- Kerll, Horst-Wolfram (* 1947), deutscher Diplomat
- Kerll, Johann Caspar von (1627–1693), deutscher Organist, Cembalist und Komponist
- Kerll, Karl-Heinz (1930–2010), deutscher Sportfunktionär
- Kerlon (* 1988), brasilianischer Fußballspieler
- Kerly, Sean (* 1960), englischer Hockeyspieler

### Kerm
- Kermabon, Yves de (* 1948), französischer General
- Kermack, William Ogilvy (1898–1970), britischer Epidemiologe
- Kermadec, Eugène-Nestor de (1899–1976), französischer Maler und Grafiker
- Kermali, Abdelhamid (1931–2013), algerisch-französischer Fußballspieler und -trainer
- Kerman, Arthur (1929–2017), kanadisch-US-amerikanischer Physiker
- Kerman, Kalle (* 1979), finnischer Eishockeyspieler
- Kerman, Piper (* 1969), US-amerikanische Autorin und Memoirenschreiberin
- Kerman, Robert (1947–2018), US-amerikanischer Schauspieler
- Kermani, Navid (* 1967), deutsch-iranischer Schriftsteller, Publizist und habilitierter OrientalistNavid Kermani (* 1967)

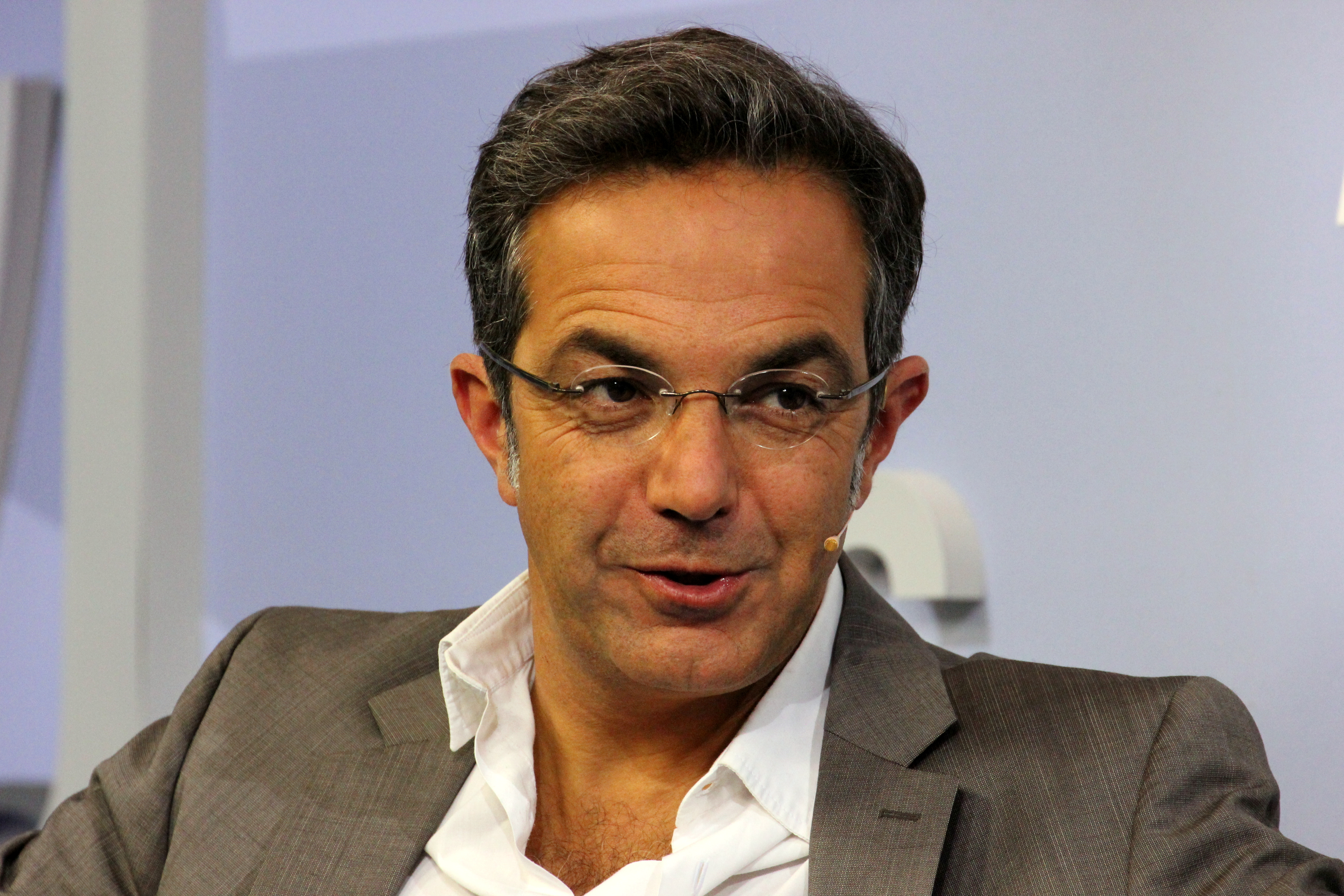
Navid Kermani (* 1967)

- Kermarrec, Anne-Marie (* 1970), französische Informatikerin
- Kermarrec, Solène (* 1983), französische Cellistin
- Kermauner, Taras (1930–2008), slowenischer Literaturhistoriker, Philosoph, Essayist, Kritiker und Dramatiker
- Kermbach, Otto (1882–1960), deutscher Kapellmeister und Komponist
- Kermer, France (* 1945), französische Malerin, Kunstpädagogin und Autorin
- Kermer, Franz (1710–1786), böhmischer Baumeister
- Kermer, Marina (* 1960), deutsche Ingenieurin und Politikerin (SPD), MdB (Sachsen-Anhalt)
- Kermer, Romy (* 1956), deutsche Eiskunstläuferin und Eiskunstlauftrainerin
- Kermer, Wolfgang (* 1935), deutscher Kunsthistoriker und Kunstpädagoge
- Kermes, Simone (* 1965), deutsche Opern-, Operetten-, Lied- und Konzertsängerin in der Stimmlage SopranSimone Kermes (* 1965)

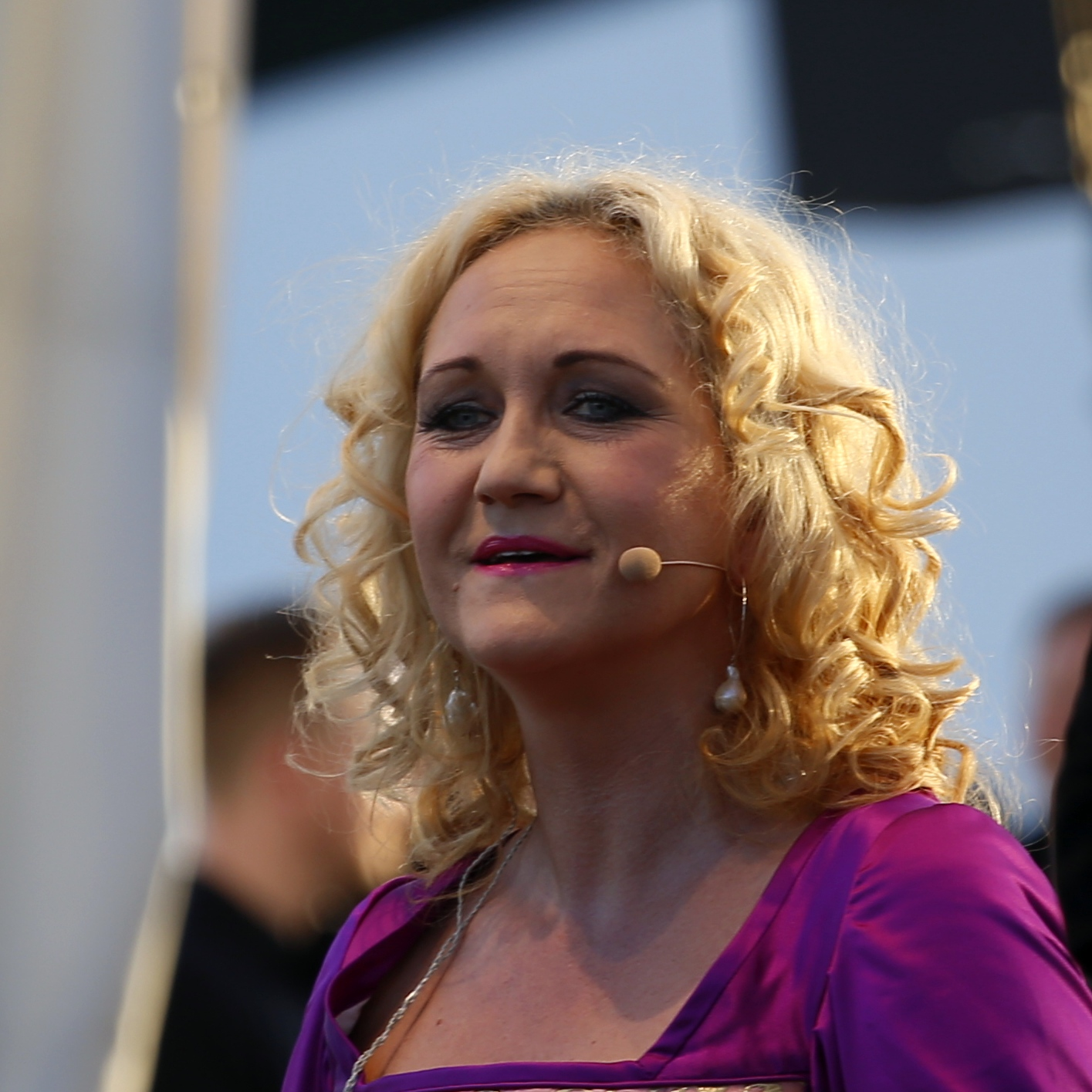
Simone Kermes (* 1965)

- Kermode, Derwent William (1898–1960), britischer Botschafter
- Kermode, Frank (1919–2010), britischer Literaturwissenschaftler
- Kermode, Mark (* 1963), englischer Filmkritiker
- Kermode, Richard (* 1955), fidschianischer Mittelstreckenläufer und Sprinter
- Kermorvant, Erwann (* 1972), französischer Komponist

### Kern
- Kern, Achilles (1607–1691), deutscher Bildhauer
- Kern, Adele (1901–1980), deutsche Sängerin (Koloratursopran)
- Kern, Adolf (1829–1906), österreichischer Benediktiner und Seelsorger
- Kern, Adolf (1906–1976), deutscher Komponist, Kirchenmusiker, Organist und Kantor
- Kern, Alfons (1859–1941), deutscher Architekt und Baubeamter, Archivar und Museumsgründer in Pforzheim
- Kern, Alfred (1850–1893), Schweizer Chemiker
- Kern, Amsi (1922–2002), deutsche Volksschauspielerin
- Kern, Andrea (* 1968), deutsche Hochschullehrerin, Professorin für Geschichte der Philosophie
- Kern, Andreas (* 1965), deutscher Volksschauspieler, Regisseur und AutorAndreas Kern (* 1965)

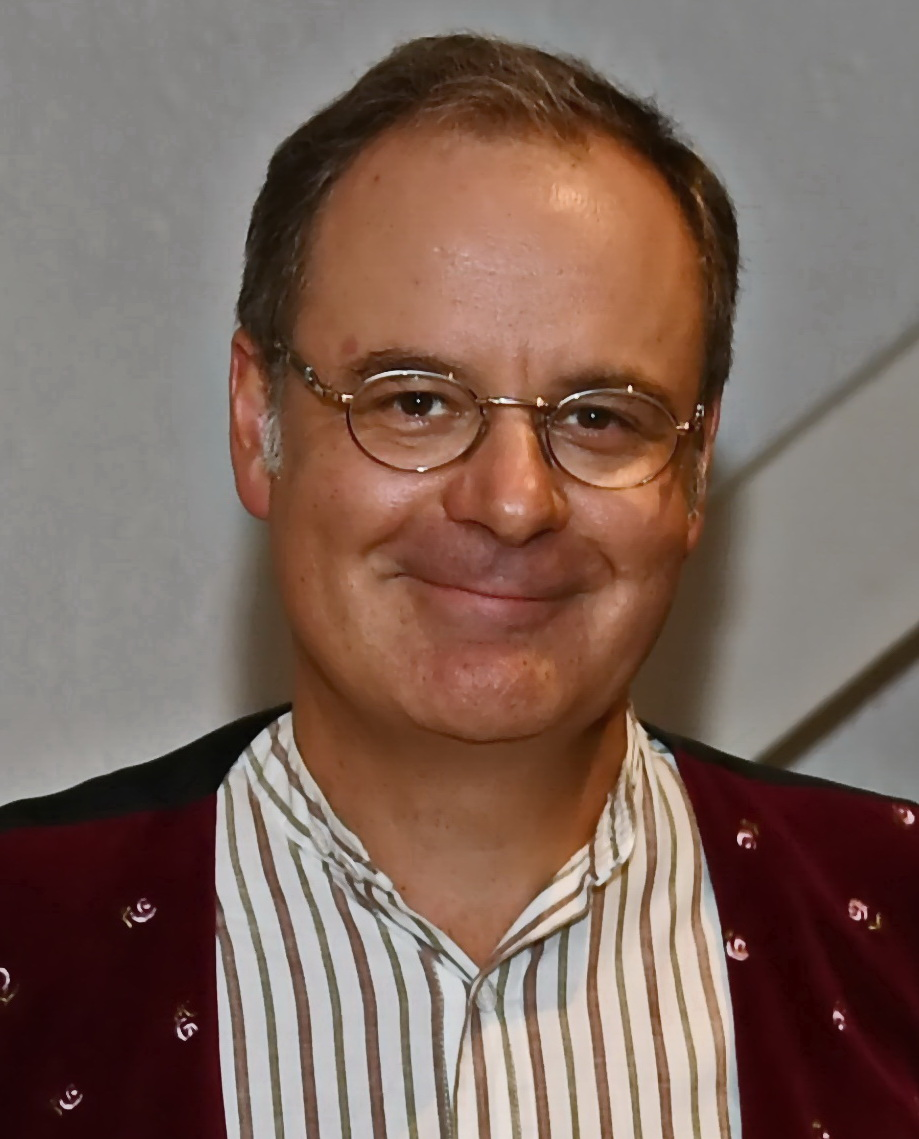
Andreas Kern (* 1965)

- Kern, Andreas (* 1975), deutscher Pianist
- Kern, Andrzej (1937–2007), polnischer Rechtsanwalt und christlich-nationaler Politiker
- Kern, Angelo, US-amerikanischer Schauspieler und ein Model
- Kern, Anton (1883–1956), österreichischer Bibliothekar und Bibliothekswissenschaftler
- Kern, Anton (* 1951), deutscher Politiker (CSU), MdL
- Kern, Arne, deutscher Pokerspieler
- Kern, Arthur (1862–1931), deutscher Historiker
- Kern, Artur (1902–1988), deutscher Pädagoge, Psychologe, Hochschullehrer und Buchautor
- Kern, August (1902–1996), Schweizer Produzent und Regisseur
- Kern, Benjamin (* 1983), deutscher Fußballspieler
- Kern, Bernd-Rüdiger (* 1949), deutscher Rechtswissenschaftler, Hochschullehrer und Politiker (DSU)
- Kern, Bernhard (* 1968), deutscher Politiker (CSU), Bürgermeister und Landrat
- Kern, Berthold (1911–1995), deutscher Kardiologe
- Kern, Berthold von (1848–1940), deutscher Sanitätsoffizier, Hochschullehrer und Philosoph
- Kern, Betina (* 1947), deutsche Diplomatin
- Kern, Björn (* 1978), deutscher Schriftsteller
- Kern, Brett (* 1986), US-amerikanischer American-Football-Spieler
- Kern, Bruno von (1860–1932), preußischer Generalmajor
- Kern, Calixtus (1577–1656), kursächsischer Bergbeamter
- Kern, Catherine (* 1961), deutsche Politikerin (Bündnis 90/Die Grünen), MdL
- Kern, Christa (* 1958), österreichische Schauspielerin, Autorin, Chansonette, Sprecherin
- Kern, Christian (* 1966), österreichischer Manager und Politiker (SPÖ), BundeskanzlerChristian Kern (* 1966)

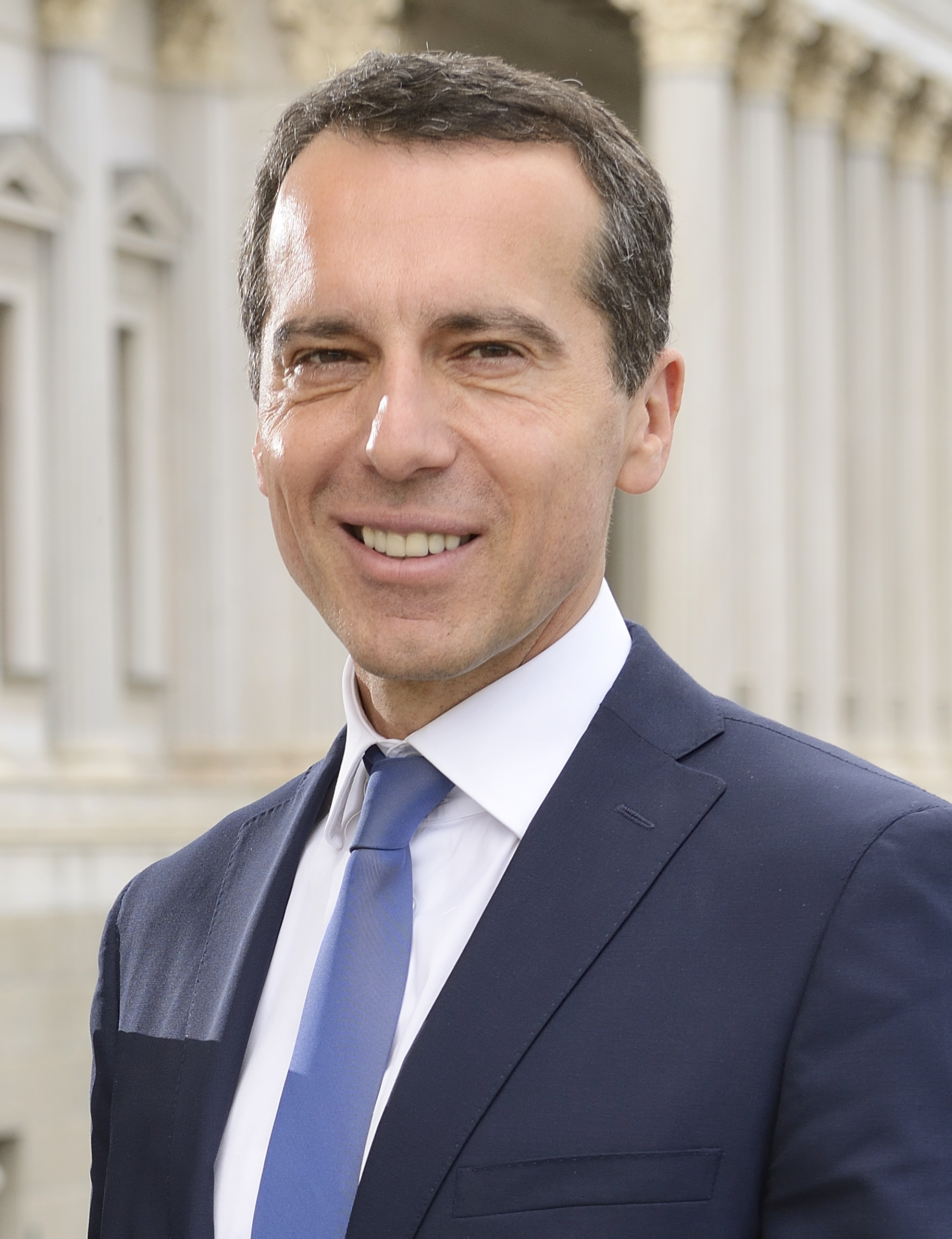
Christian Kern (* 1966)

- Kern, Christoph A. (* 1975), deutscher Jurist und Hochschullehrer
- Kern, Christophe (* 1981), französischer Radrennfahrer
- Kern, Claudia (* 1967), deutsche Science-Fiction-, Horror- und Fantasy-Autorin und -Übersetzerin
- Kern, Cyprian (1899–1960), Orthodoxer Theologe
- Kern, Dani (* 1969), Schweizer Fußballkommentator
- Kern, Daniela (1960–2020), österreichische Prähistorikerin
- Kern, David Morris (1909–2013), US-amerikanischer Pharmakologe und Unternehmer
- Kern, Dejan (* 1989), slowenischer Fußballspieler
- Kern, Dieter (1938–2011), deutscher Rennfahrer
- Kern, Dorothee (* 1966), deutsche Biochemikerin und ehemalige Basketballspielerin
- Kern, Douglas (* 1963), US-amerikanischer Segler
- Kern, Edit (* 1967), ungarische Fußballspielerin
- Kern, Edith (1912–2005), US-amerikanische Romanistin und Literaturwissenschaftlerin
- Kern, Eduard (1887–1972), deutscher Jurist und Hochschullehrer
- Kern, Eduard (1900–1966), deutscher Forstwirt, Verbandsfunktionär und Politiker (FDP, SPD), MdL
- Kern, Elfriede (* 1950), österreichische Schriftstellerin
- Kern, Elga (1888–1957), deutsche Publizistin
- Kern, Enrico (* 1979), deutscher Fußballspieler
- Kern, Erasmus (* 1592), österreichischer Bildhauer
- Kern, Eric (* 1962), deutscher Gitarrist und Sänger
- Kern, Erich (1906–1991), österreichischer Publizist
- Kern, Ernst (1904–1976), deutscher Politiker (SPD), Vorsitzender der pfälzischen Arbeiterjugend und der pfälzischen Reichsarbeitsgemeinschaft der Kinderfreunde
- Kern, Ernst (1923–2014), deutscher Chirurg, Hochschullehrer und Autor
- Kern, Erwin (1888–1963), deutscher Sprinter
- Kern, Erwin (1898–1922), Marineoffizier und Mörder von Walther RathenauErwin Kern (1898–1922)

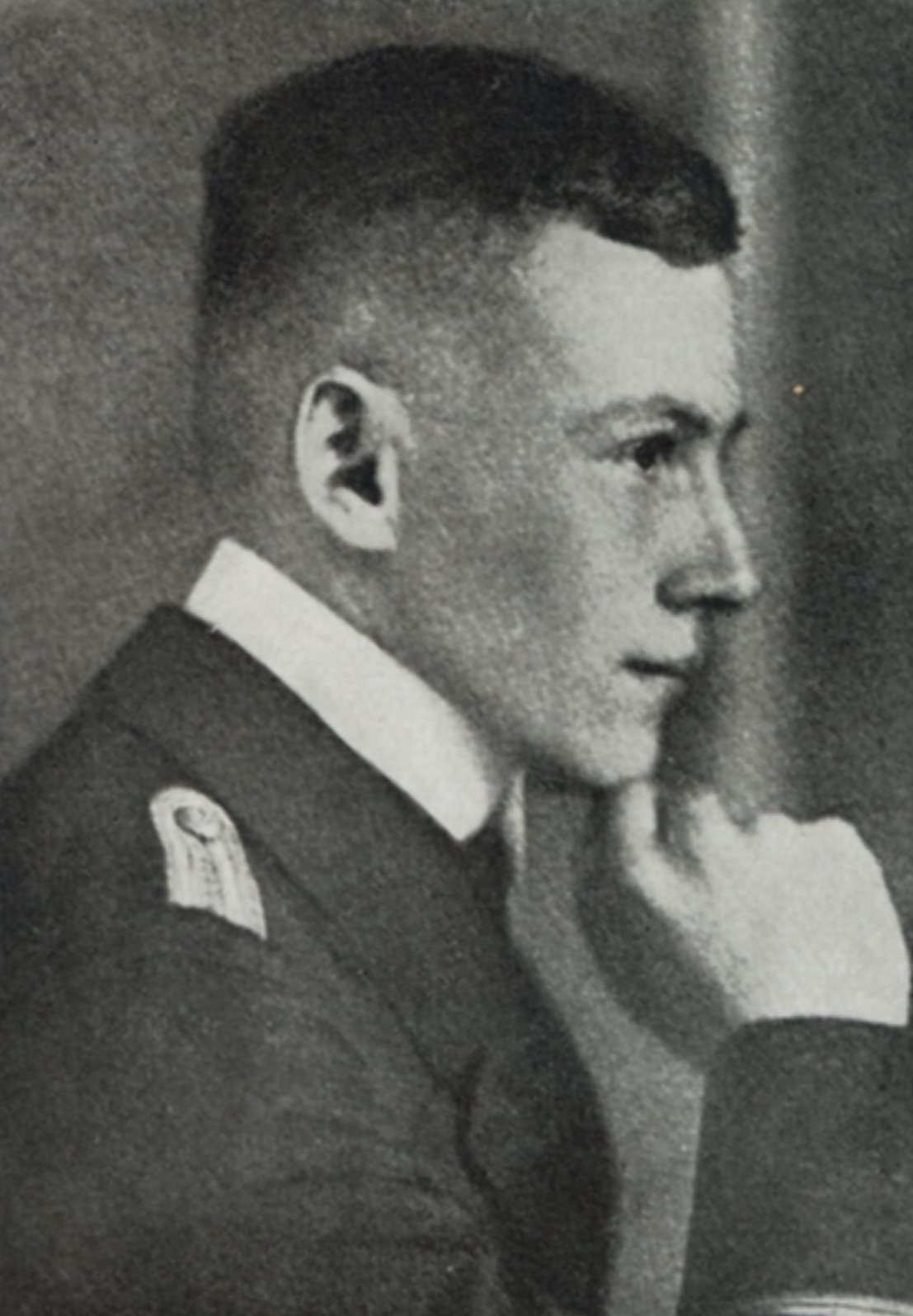
Erwin Kern (1898–1922)

- Kern, Eva-Maria (* 1971), österreichische Ingenieurin
- Kern, Felix (1892–1955), österreichischer Redakteur und Politiker (CS, ÖVP), Landtagsabgeordneter, Abgeordneter zum Nationalrat
- Kern, Frank Dunn (1883–1973), US-amerikanischer Botaniker und Phytopathologe
- Kern, Franz (1830–1894), deutscher klassischer Philologe, Germanist und Gymnasialdirektor
- Kern, Franz (1925–2012), deutscher römisch-katholischer Geistlicher und Heimatforscher
- Kern, Fred J. (1864–1931), US-amerikanischer Politiker
- Kern, Frida (1891–1988), österreichische Komponistin und Dirigentin
- Kern, Friedrich Heinrich (1790–1842), deutscher Theologe, Geistlicher und Hochschullehrer
- Kern, Friedrich Heinrich (* 1980), deutscher Komponist
- Kern, Fritz (1884–1950), deutscher Historiker
- Kern, Fritz (1903–1945), deutscher Politiker (NSDAP), MdR
- Kern, Gabriele (* 1966), deutsche Fußballspielerin
- Kern, Gaston (* 1939), elsässischer Orgelbauer
- Kern, Georg, deutscher Gesangmeister und Musikverleger
- Kern, Georg (1885–1947), deutscher evangelisch-lutherischer Pfarrer, Dekan, Oberkirchenrat und Kreisdekan
- Kern, Georges (* 1950), österreichischer SchauspielerGeorges Kern (* 1950)

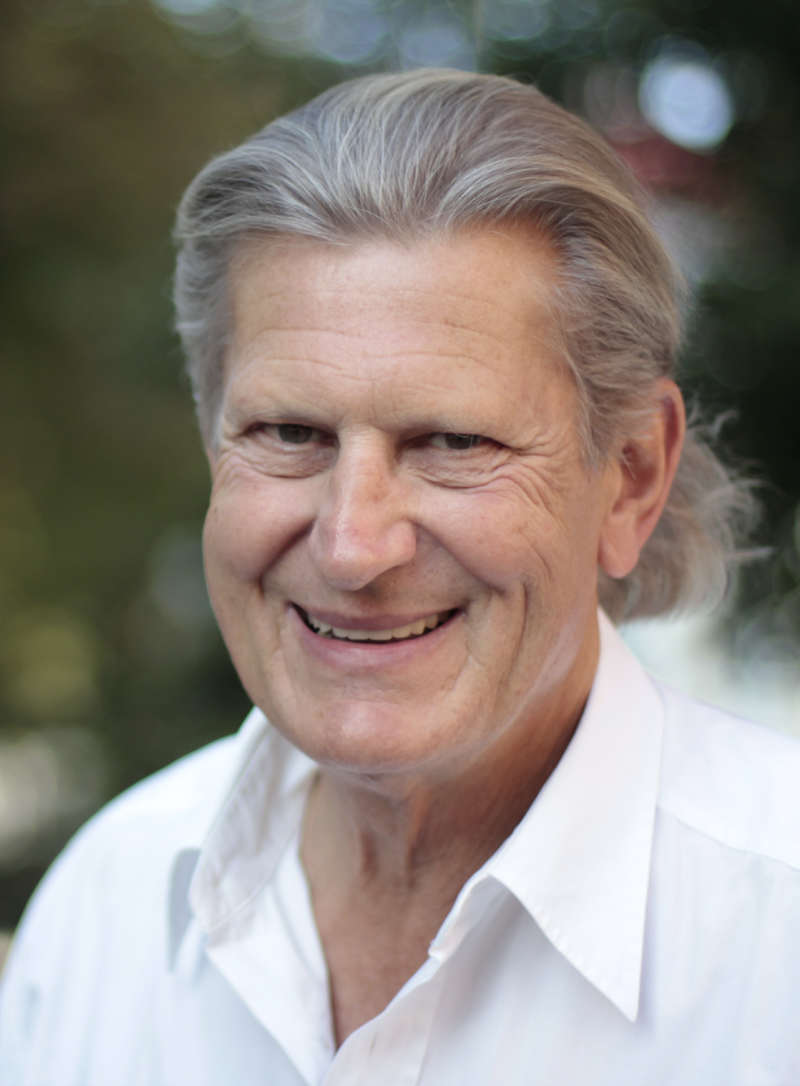
Georges Kern (* 1950)

- Kern, Gerhard (* 1950), deutscher Politiker (CDU), MdL
- Kern, Gottlob Christian (1792–1835), deutscher lutherischer Geistlicher, Theologe und Kirchenlieddichter
- Kern, Gregor (* 1977), deutscher Basketballspieler
- Kern, Guido (1961–2021), deutscher Schachspieler und -trainer
- Kern, Guido Joseph (1878–1953), deutscher Kunsthistoriker
- Kern, Günter (* 1956), deutscher Verwaltungsbeamter und Politiker (SPD)
- Kern, Günther (1923–1995), deutscher Mediziner und Autor
- Kern, Hal C. (1894–1985), US-amerikanischer Filmeditor
- Kern, Hans (1898–1984), deutscher Fußballfunktionär, Manager und Politiker
- Kern, Hans (1907–1997), deutscher Architekt, Baubeamter und bildender Künstler
- Kern, Hans (1914–2004), Schweizer Elektroingenieur
- Kern, Hans (1933–2021), deutscher Politiker (SPD), MdL
- Kern, Hans (* 1943), deutscher Kartograph und Hochschullehrer
- Kern, Heike (* 1963), deutsche Künstlerin
- Kern, Heinrich (1853–1923), Schweizer Landwirt und Politiker
- Kern, Heinz (1939–1972), österreichischer Tanzmeister und Tanzlehrer
- Kern, Helmuth (1926–2016), deutscher Politiker (SPD), MdHB
- Kern, Herbert (1912–1998), deutscher Grafikdesigner und Hochschullehrer
- Kern, Herbert (* 1925), deutscher Jurist und Politiker (SED)
- Kern, Hermann Armin von (1838–1912), österreichischer akademischer Maler
- Kern, Hermann von (1854–1932), deutscher Richter und Verwaltungsbeamter
- Kern, Horst (* 1940), deutscher Sozialwissenschaftler
- Kern, Horst Franz (* 1938), deutscher Biologe und Mediziner
- Kern, Horst-Achim (* 1943), deutscher Politiker (SPD)
- Kern, Irmgard (1870–1963), deutsche Schriftstellerin
- Kern, Iso (* 1937), Schweizer Philosoph
- Kern, Jacob (* 1997), kanadischer Volleyballspieler
- Kern, Jakob Franz Alexander (1897–1924), österreichischer Prämonstratenser und Seliger
- Kern, Jean (1874–1967), Schweizer Maler und Grafiker
- Kern, Jens (* 1982), deutscher Fußball-Torwart
- Kern, Jerome (1885–1945), US-amerikanischer Komponist
- Kern, Jo (* 1975), deutsche Schauspielerin und SprecherinJo Kern (* 1975)

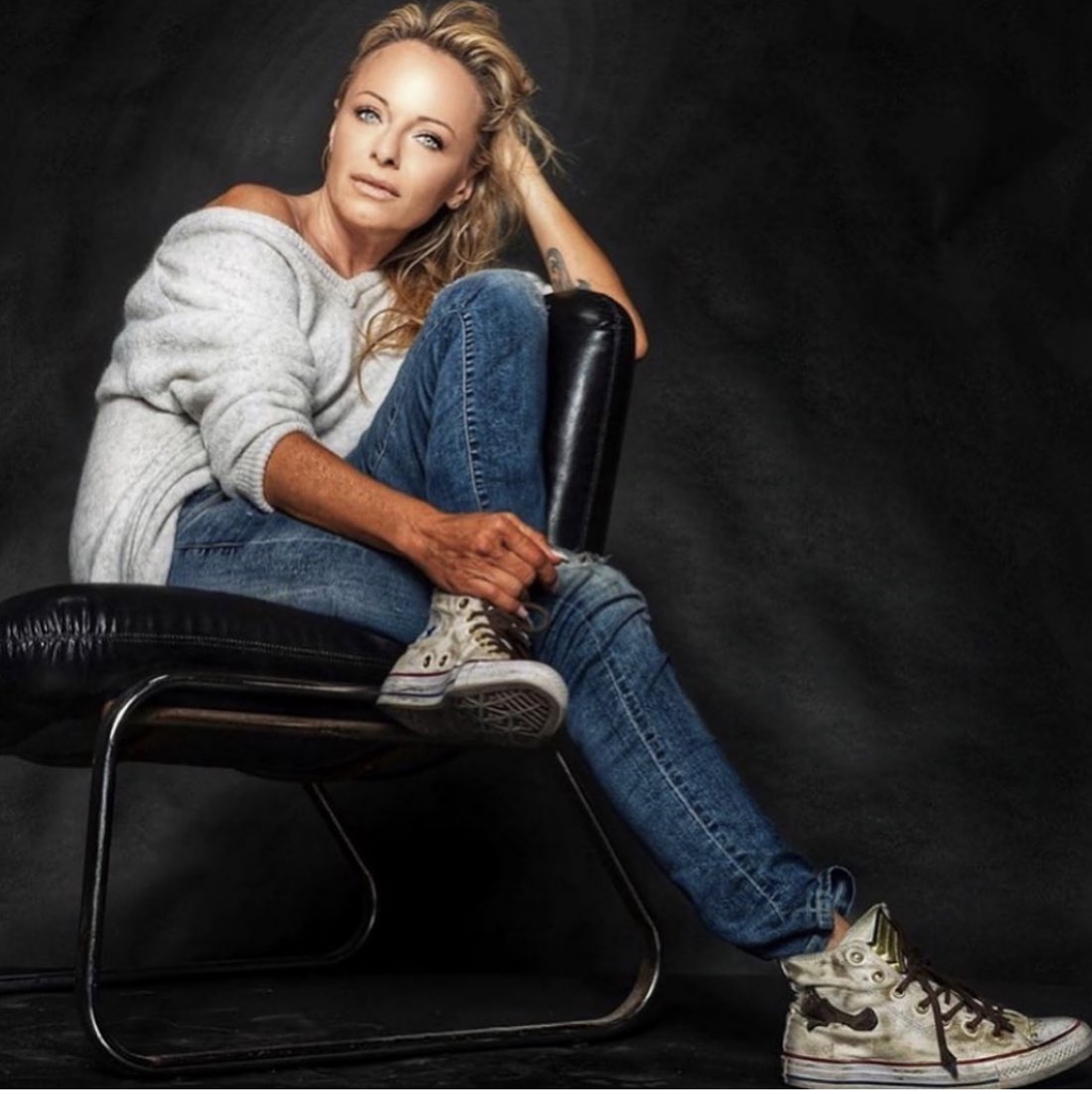
Jo Kern (* 1975)

- Kern, Joachim (* 1944), deutscher Fußballspieler
- Kern, Johan Hendrik Caspar (1833–1917), niederländischer Orientalist (Sanskritist und Indologist)
- Kern, Johann Friedrich (1812–1890), deutscher Richter
- Kern, Johann Konrad (1808–1888), Schweizer Nationalrat und Minister
- Kern, Johannes (* 1965), österreichischer Komponist
- Kern, John W. (1849–1917), US-amerikanischer Politiker
- Kern, Jonas (* 1946), deutscher Schriftsteller
- Kern, Josef (1789–1832), österreichischer Silberschmied, Medailleur und Lokalpolitiker
- Kern, Josef (1933–2010), österreichischer Musiker und Hotelier
- Kern, Josef (* 1951), deutscher Kunsthistoriker
- Kern, Josef Karl (1766–1852), badischer Jurist und Politiker
- Kern, Judith (* 1968), deutsche Journalistin und Schriftstellerin
- Kern, Judith (* 1969), deutsche Volleyball- und Beachvolleyballspielerin
- Kern, Julia (* 1997), US-amerikanische Skilangläuferin
- Kern, Julian (* 1989), deutscher Radrennfahrer
- Kern, Julie (1858–1938), deutsche Heimatdichterin
- Kern, Jürgen, deutscher Sänger und Pfeifvirtuose
- Kern, Jürgen (* 1940), deutscher Schauspieler und Regisseur
- Kern, Karl (1900–1974), deutscher Politiker (CDU), MdB
- Kern, Karl (1902–1982), Schriftsteller, Redakteur und Lyriker
- Kern, Karl Ferdinand (1814–1868), deutscher Heilpädagoge und Humanmediziner
- Kern, Karl-Hans (1932–2014), deutscher Pfarrer und Politiker (SPD), Mitglied des Deutschen Bundestages
- Kern, Karl-Heinz (1930–2022), deutscher Diplomat der DDR
- Kern, Katharina (1900–1985), deutsche Politikerin (SED, DFD), MdVKatharina Kern (1900–1985)

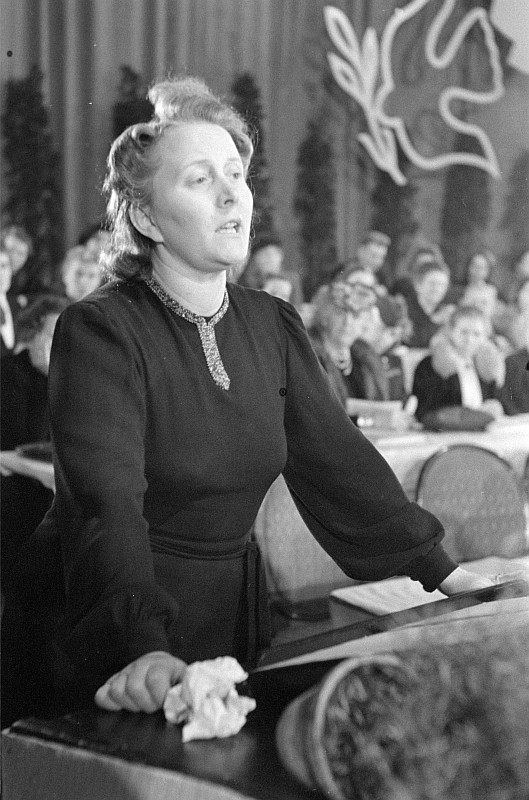
Katharina Kern (1900–1985)

- Kern, Kathleen (* 1975), deutsche Turnerin
- Kern, Katie (* 1973), österreichische Blues- und Countrymusikerin
- Kern, Kevin (* 1958), US-amerikanischer Pianist, Musiker und Komponist von "New Age" Musik
- Kern, Klaus (* 1960), deutscher Physikochemiker und Hochschullehrer
- Kern, Klaus D. (* 1941), deutscher Wirtschaftsingenieur und Hochschullehrer
- Kern, Klaus Dieter (* 1938), deutscher Kirchenmusikdirektor
- Kern, Lars (* 1987), deutscher Entwicklungs- und Automobilrennfahrer
- Kern, Laurie (* 1957), kanadische Speerwerferin
- Kern, Lee, britischer Drehbuchautor und Darsteller
- Kern, Léon (1894–1971), Schweizer Historiker und Bundesarchivar
- Kern, Leon (* 1997), deutscher Fußballspieler
- Kern, Leonhard (1588–1662), deutscher Bildhauer
- Kern, Leopold (1857–1903), österreichischer Politiker
- Kern, Leopold (1918–2005), österreichischer Landwirt und Politiker (ÖVP), Abgeordneter zum Nationalrat
- Kern, Lisa (* 1983), deutsche Politikerin (Bündnis 90/Die Grünen), Mitglied der Hamburgischen Bürgerschaft
- Kern, Lothar (1920–1996), deutscher Schauspieler bei Bühne, Film und Fernsehen sowie ein Theaterleiter
- Kern, Ludwig (1785–1826), deutscher Verwaltungsbeamter
- Kern, Ludwig (1902–1942), deutscher Bildhauer und Steinmetz
- Kern, Ludwig Franz (1815–1870), deutscher Politiker
- Kern, Ludwik Jerzy (1920–2010), polnischer Schriftsteller, Journalist und literarischer Übersetzer
- Kern, Lukas (1681–1749), deutscher Schiffsmeister, Wirt und Wohltäter
- Kern, Manfred (* 1958), deutscher Politiker (Bündnis 90/Die Grünen), MdL
- Kern, Manfred (* 1964), österreichischer Fußballspieler
- Kern, Maren (* 1957), deutsche Verbandsfunktionärin des BBU Verband Berlin-Brandenburgischer Wohnungsunternehmen
- Kern, Margit (* 1968), deutsche Kunsthistorikerin
- Kern, Mario (* 1969), deutscher Fußballspieler
- Kern, Martin (* 1981), deutscher Volleyball- und Beachvolleyballspieler
- Kern, Martin (* 2006), ungarischer Fußballspieler
- Kern, Matthäus (1801–1852), deutscher Maler, Lithograf, Kupferstecher und Radierer
- Kern, Matthias (1928–2014), deutscher Organist, Dirigent und Komponist
- Kern, Matthias (1958–2025), deutscher Zahnmediziner
- Kern, Maximilian (* 1877), deutscher Journalist und Schriftsteller
- Kern, Maximilian von (1813–1887), Jurist, Richter und Politiker
- Kern, Melchior (1872–1947), deutscher Maler und Malpädagoge
- Kern, Michael (1580–1649), Bildhauer
- Kern, Michi (* 1966), deutscher Gastronom, Veranstalter und Yogalehrer
- Kern, Nicolaus (* 1972), deutscher Politiker (Piratenpartei), MdL
- Kern, Olga (* 1975), russische Pianistin
- Kern, Oliver (* 1968), deutscher Schriftsteller
- Kern, Otto (1863–1942), deutscher klassischer Philologe und Archäologe
- Kern, Otto (1914–2009), deutscher Textilunternehmer, Konsul und Verbandspräsident
- Kern, Otto (1950–2017), deutscher Unternehmer und ModeschöpferOtto Kern (1950–2017)

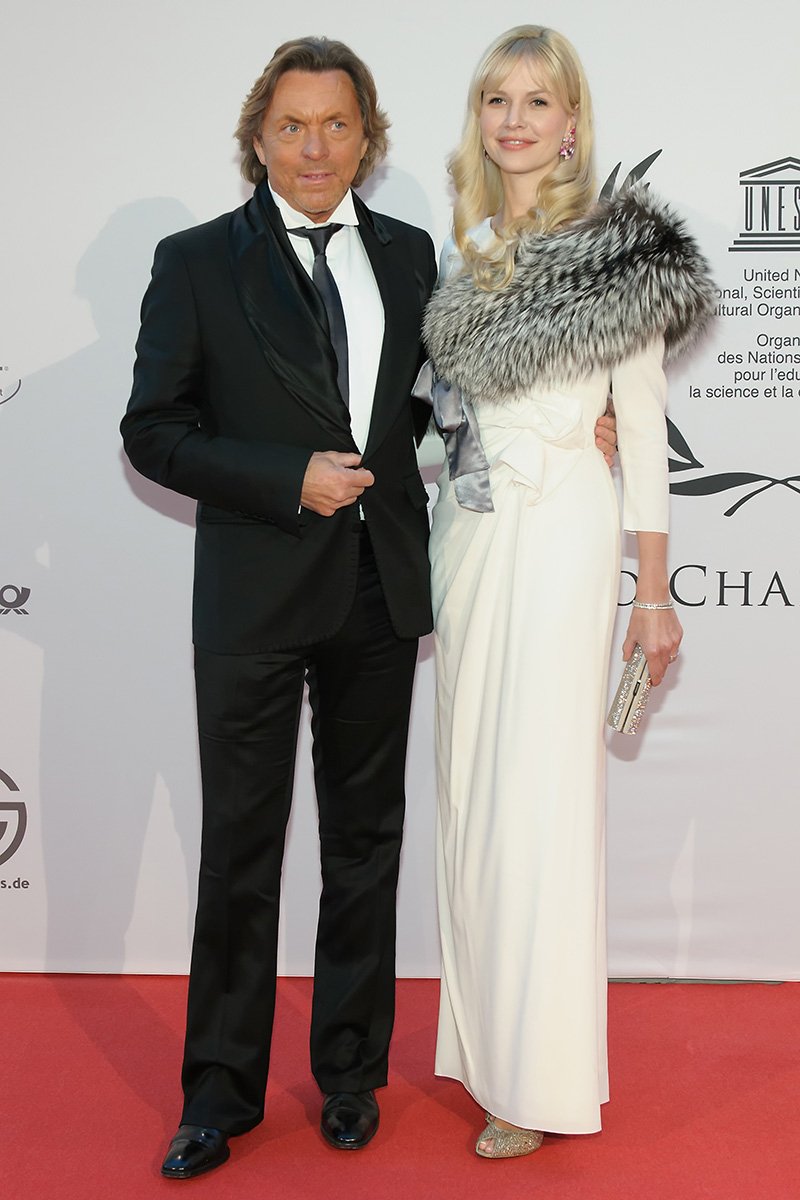
Otto Kern (1950–2017)

- Kern, Pascal (* 1993), Schweizer Unihockeyspieler
- Kern, Paul J. (* 1945), US-amerikanischer Offizier, General der US-Army
- Kern, Peter (* 1940), deutscher Pädagoge
- Kern, Peter (* 1941), deutscher germanistischer Mediävist
- Kern, Peter (* 1945), deutscher Bildhauer
- Kern, Peter (1949–2015), österreichischer Schauspieler, Regisseur, Produzent und Autor
- Kern, Peter (* 1973), österreichischer Bluesmusiker (Gitarrist, Sänger, Songwriter)
- Kern, Peter Július (1881–1963), slowakischer Maler und Restaurator
- Kern, Philipp Ernst (1716–1776), Generalsuperintendent in Hildburghausen und Kirchenlieddichter
- Kern, Pouel (1908–1993), dänischer Schauspieler
- Kern, Ralf, deutscher Autor und Offizier
- Kern, Renate (1945–1991), deutsche Schlagersängerin
- Kern, Richard (* 1867), deutscher Rittergutsbesitzer und Politiker, MdR
- Kern, Richard (* 1954), US-amerikanischer Underground-Regisseur und Fotograf
- Kern, Robert (1885–1972), US-amerikanischer Filmeditor
- Kern, Robin (* 1993), deutscher Tennisspieler
- Kern, Roland (* 1947), deutscher Politiker (Die Grünen), MdL
- Kern, Rolf (* 1976), Schweizer Unihockeyspieler und -trainer
- Kern, Rudolf (1936–1990), Schweizer Maler und Zeichenlehrer
- Kern, Sandra (* 1972), österreichische Politikerin (ÖVP), Mitglied des Bundesrats
- Kern, Sarah (* 1968), deutsch-dänische Modeschöpferin, Designerin und Fotomodel
- Kern, Sascha (* 1973), deutscher Ringer
- Kern, Severin (1900–1986), deutscher Kommunalpolitiker (CDU)
- Kern, Stefan (* 1966), deutscher Bildhauer
- Kern, Steffen (* 1973), deutscher Journalist, Autor und PfarrerSteffen Kern (* 1973)

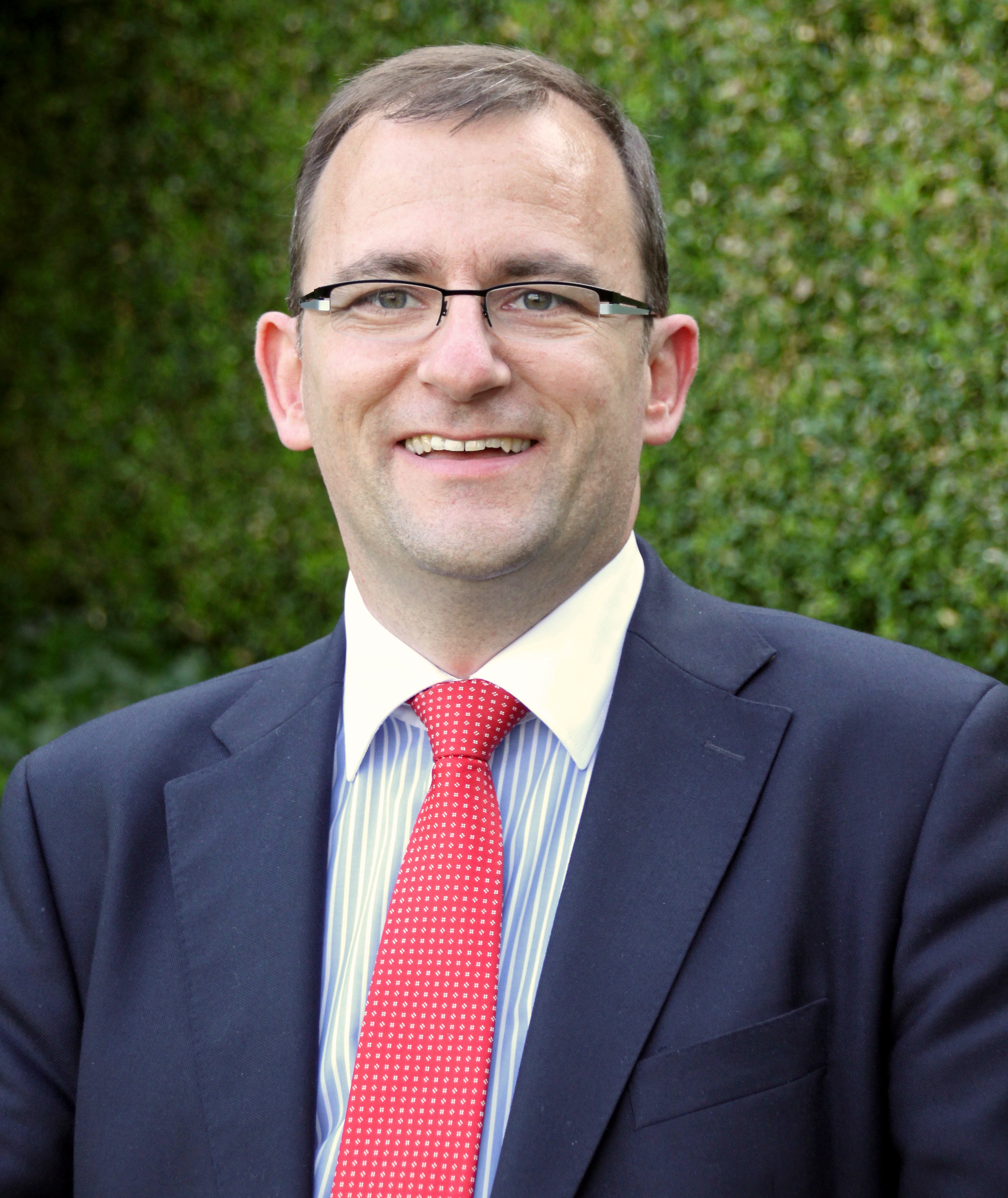
Steffen Kern (* 1973)

- Kern, Stephan (* 1955), deutscher Bildhauer
- Kern, Terry (* 1954), US-amerikanischer Skispringer
- Kern, Theodor (1836–1873), österreichisch-deutscher Historiker
- Kern, Theodor († 1919), österreichischer Industrieller und Geschäftsmann
- Kern, Theodor (1900–1969), österreichischer Maler
- Kern, Thomas (* 1983), deutscher Handballschiedsrichter
- Kern, Timm (* 1972), deutscher Politiker (FDP), MdL
- Kern, Timo (* 1990), deutscher Fußballspieler
- Kern, Tobias (* 1992), deutscher Schauspieler und Synchronsprecher
- Kern, Udo (* 1942), deutscher evangelischer Theologe
- Kern, Ulrike (* 1936), deutsche Kirchenmusikerin
- Kern, Uwe (* 1960), deutscher Handballspieler
- Kern, Victoria (* 1989), deutsch-kasachische Sängerin
- Kern, Vincenz von (1760–1829), österreichischer Mediziner
- Kern, Walter (1860–1918), deutscher Architekt und preußischer Baubeamter
- Kern, Walter (1898–1966), Schweizer Künstler, Dichter, Kunstschriftsteller und Kunstkritiker
- Kern, Walter (1922–2007), deutsch-österreichischer Fundamentaltheologe und Ordensgeistlicher
- Kern, Walter (* 1954), deutscher Politiker (CDU), MdL
- Kern, Walter (1957–2021), deutscher Mathematiker und Hochschullehrer
- Kern, Walther (1900–1965), deutscher Pharmazeut
- Kern, Werner (1906–1985), deutscher Chemiker
- Kern, Werner (1927–2014), deutscher Betriebswirt
- Kern, Werner (* 1946), deutscher Fußballtrainer und -funktionär
- Kern, Willy (1914–1990), Schweizer Radrennfahrer
- Kern, Winfried V. (* 1955), deutscher Internist, Infektiologe und Hochschullehrer
- Kern, Wolfgang (* 1946), österreichischer Geograph
- Kern-Bader, Angelika (* 1952), deutsche Kunstturnerin

#### Kerna
- Kerna, Silver (* 1994), estnischer Eishockeyspieler
- Kernabes, König von Makuria
- Kernaghan, Alan (* 1967), irischer Fußballspieler und trainer
- Kernaghan, Lee (* 1964), australischer Countrysänger und Songwriter
- Kernagis, Ligitas (* 1963), litauischer Sänger, Musiker, Politiker und Mitglied von Seimas
- Kernagis, Vytautas (* 1976), litauischer Manager und konservativer Politiker (Tėvynės sąjunga)
- Kernan, Francis (1816–1892), US-amerikanischer Politiker
- Kernan, Joe (1946–2020), US-amerikanischer Politiker
- Kernan, William F. (* 1946), US-amerikanischer Offizier, General der US-Army

#### Kernb
- Kernbach, Barbara (1958–2015), deutsche Journalistin und Buchautorin
- Kernbach, Michael (* 1965), deutscher Musiker, Autor, Komponist und Manager
- Kernbauer, Alois (* 1955), österreichischer Archivar
- Kernberg, Otto F. (* 1928), österreichisch-US-amerikanischer Psychiater und PsychoanalytikerOtto F. Kernberg (* 1928)

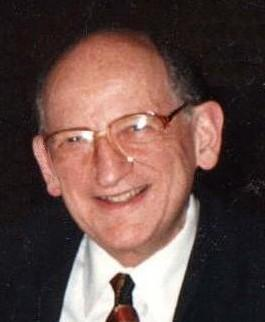
Otto F. Kernberg (* 1928)

- Kernberg, Paulina F. (1935–2006), US-amerikanische Psychoanalytikerin
- Kernberger, Michael (* 1997), österreichischer Eishockeyspieler

#### Kernc
- Kernchen, Eberhard (* 1935), deutscher Bauingenieur und Professor an der TU Berlin

#### Kernd
- Kerndl, Rainer (1928–2018), deutscher Journalist, Autor und Dramatiker
- Kerndlová, Tereza (* 1986), tschechische Pop-Sängerin
- Kerndörffer, Heinrich August (1769–1846), deutscher Autor und Privatgelehrter

#### Kerne
- Kerneck, Heinz (1912–1968), deutscher Journalist und Rundfunkintendant
- Kernel, Daša (* 2006), slowenische Hürdenläuferin
- Kernell, Amanda (* 1986), schwedische Filmregisseurin
- Kernell, Per Ulrik (1797–1824), schwedischer Schriftsteller der Romantik
- Kernelle, Marvin, südafrikanischer Opernsänger und Chorleiter
- Kernen, Benjamin (* 1972), Schweizer Theaterschauspieler und Theaterregisseur
- Kernen, Bruno (* 1961), Schweizer Skirennläufer
- Kernen, Bruno (* 1972), Schweizer SkirennfahrerBruno Kernen (* 1972)

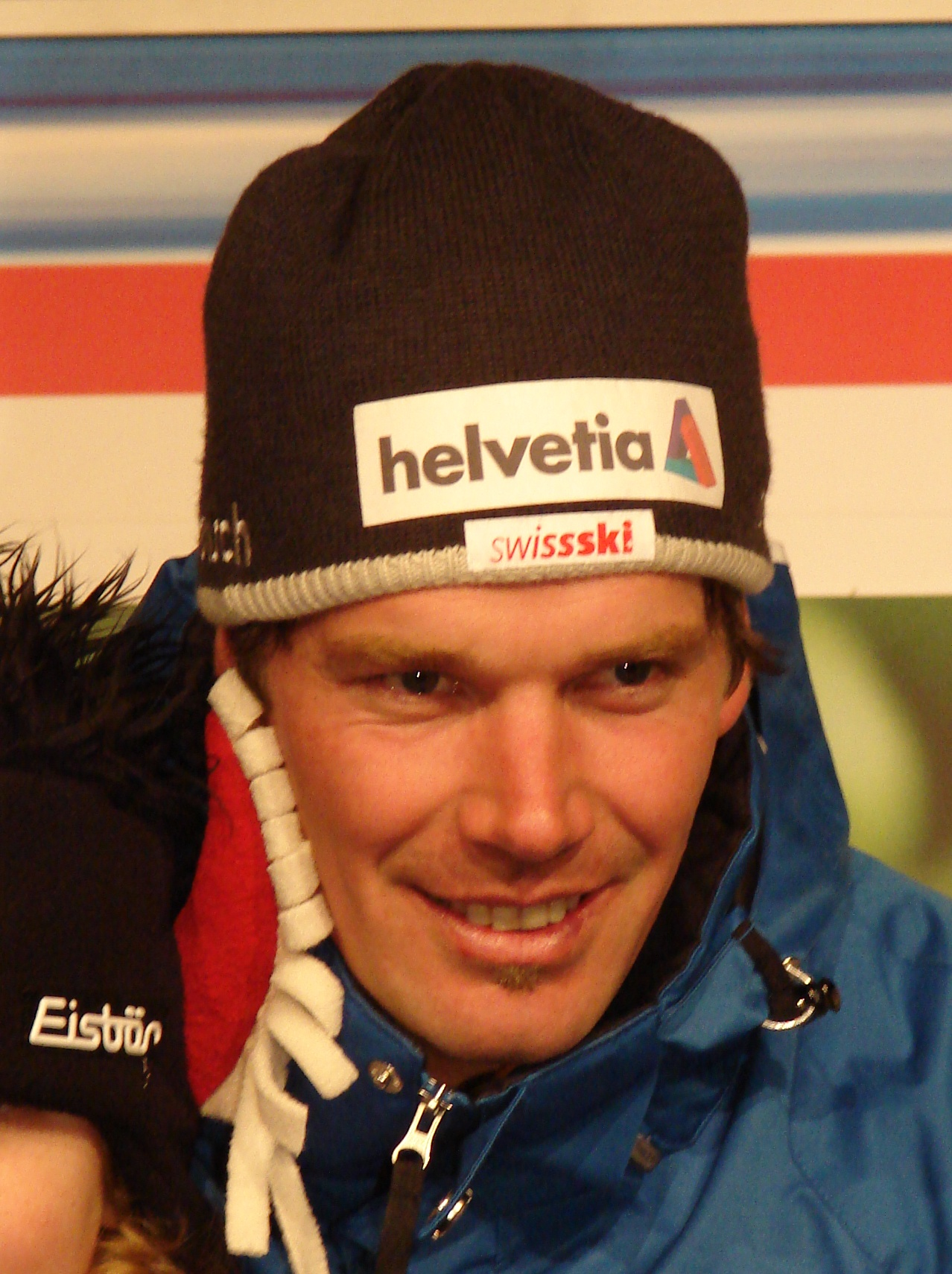
Bruno Kernen (* 1972)

- Kernen, Leona (* 2005), Schweizer Beachvolleyballspielerin
- Kernen, Siegfried W. (* 1940), deutsch-schweizerischer Schauspieler
- Kernen, Willy (1929–2009), Schweizer Fussballspieler und -trainer
- Kerner von Marilaun, Anton (1831–1898), österreichischer Botaniker und Hochschullehrer
- Kerner von Marilaun, Friedrich (1866–1944), österreichischer Geologe und Meteorologe
- Kerner, Boris (* 1947), russisch-deutscher Verkehrswissenschaftler
- Kerner, Carsten (* 1968), deutscher Basketballfunktionär
- Kerner, Charlotte (* 1950), deutsche Schriftstellerin und Journalistin
- Kerner, Christoph Ludwig (1744–1799), württembergischer Oberamtmann
- Kerner, Dieter (1923–1981), deutscher Arzt, Medizinhistoriker und Musikhistoriker
- Kerner, Erika (* 1942), deutsche Schauspielerin und Regisseurin
- Kerner, Georg (1835–1890), deutscher Apotheker mit besonderer Kenntnis der Chinologie
- Kerner, Georg (1905–1966), deutscher Politiker (SPD, parteilos), MdL Bayern
- Kerner, Hans (* 1897), deutscher NS-Funktionär
- Kerner, Hans-Jürgen (* 1943), deutscher Kriminologe
- Kerner, Hildegard (1921–1987), deutsche Politikerin (SPD), MdL
- Kerner, Johann Georg (1770–1812), Arzt, politischer Publizist und kritischer Chronist der Französischen Revolution
- Kerner, Johann Simon von (1755–1830), deutscher Arzt und Botaniker
- Kerner, Johannes B. (* 1964), deutscher FernsehmoderatorJohannes B. Kerner (* 1964)

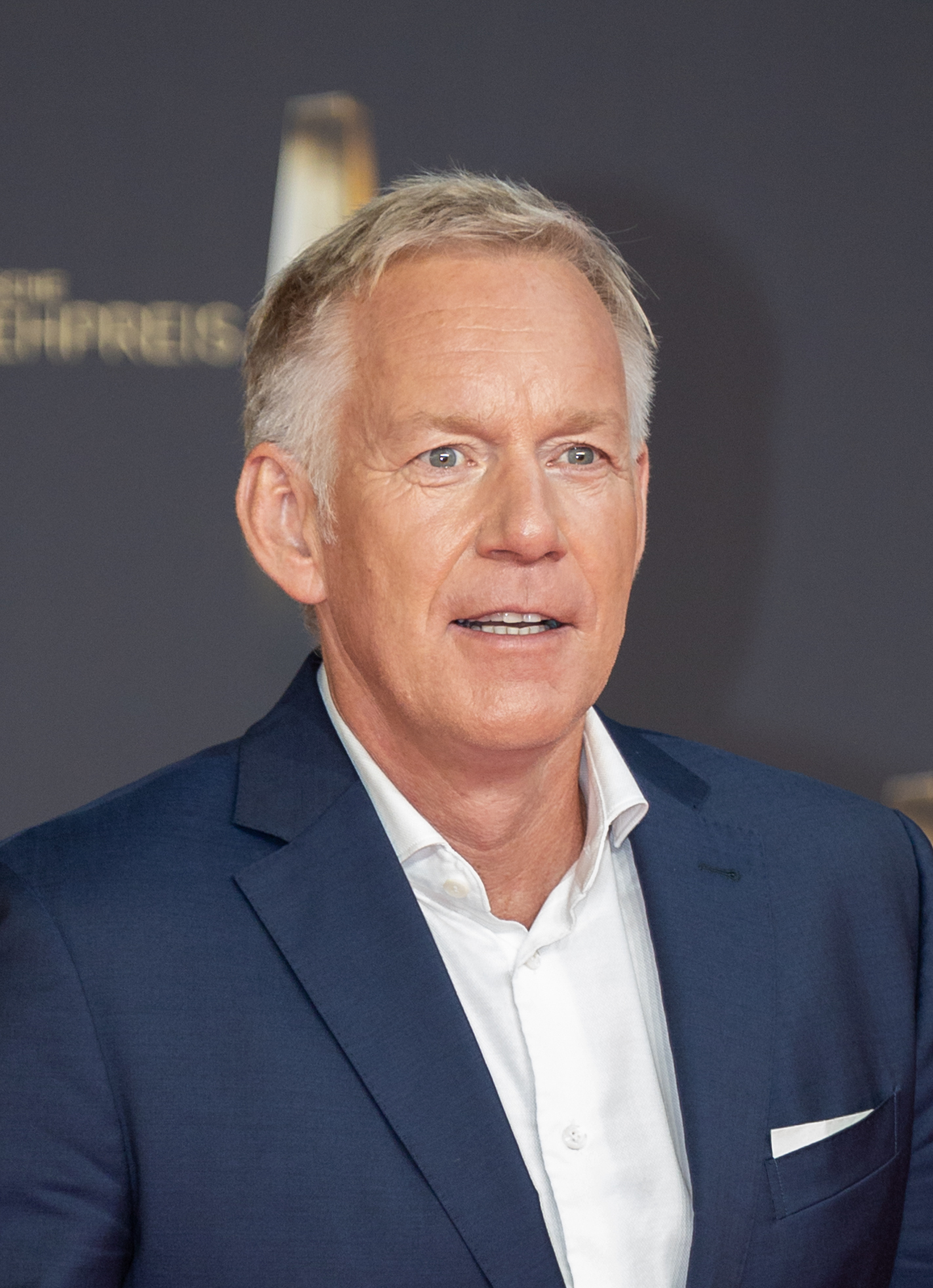
Johannes B. Kerner (* 1964)

- Kerner, Jordan (* 1950), US-amerikanischer Filmproduzent
- Kerner, Justinus (1786–1862), deutscher Arzt, Dichter und Schriftsteller
- Kerner, Karl Friedrich (1847–1920), deutscher Wasserbau-Ingenieur und Baubeamter
- Kerner, Karl von (1775–1840), württembergischer Generalmajor und Innenminister
- Kerner, Larissa (* 1990), deutsche Musikerin und Künstlerin
- Kerner, Manfred (1948–2019), deutscher Politologe
- Kerner, Marie (1813–1886), deutsche Schriftstellerin
- Kerner, Max (* 1940), deutscher Historiker
- Kerner, Maximilian (1949–2005), deutscher Lyriker, Liedermacher, Grafiker und Buchhändler
- Kerner, Otto (1908–1976), US-amerikanischer Jurist und Politiker
- Kerner, Rudolf (1910–1997), deutsches Gestapo- und SS-Mitglied
- Kerner, Sidney (1920–2013), US-amerikanischer Fotograf
- Kerner, Theobald (1817–1907), deutscher Arzt und Dichter
- Kernert, Karl (1907–1987), deutscher Jurist und politischer Funktionär (NSDAP)
- Kerney, Patrick (* 1976), US-amerikanischer American-Football-Spieler

#### Kernf
- Kernfeld, Barry (* 1950), US-amerikanischer Jazz-Wissenschaftler

#### Kerni
- Kernic, Beatrix (1870–1947), kroatisch-österreichische Opernsängerin (Mezzosopran) und Opernregisseurin
- Kernic, Franz (* 1960), österreichischer Offizier, Historiker, Politikwissenschaftler und Soziologe
- Kernick, Simon (* 1966), britischer Krimiautor
- Kernig, Claus Dieter (1927–2019), deutscher Politologe
- Kernig, Wladimir Michailowitsch (1840–1917), russischer Mediziner und Nervenarzt
- Kernighan, Brian W. (* 1942), kanadischer Informatiker und AutorBrian W. Kernighan (* 1942)

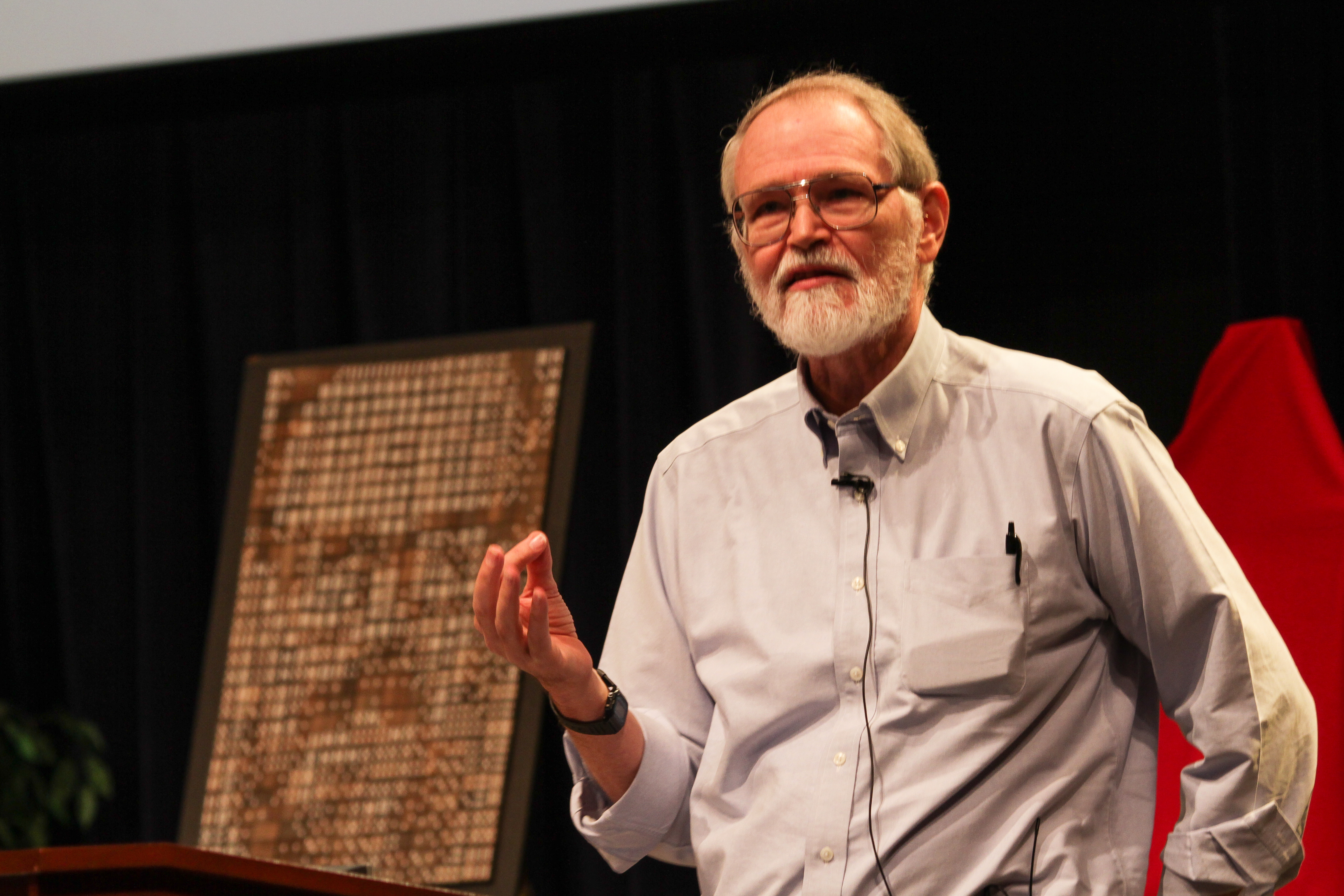
Brian W. Kernighan (* 1942)

- Kernis, Aaron Jay (* 1960), US-amerikanischer Komponist

#### Kernk
- Kernkamp, Anny (1868–1947), belgische Malerin
- Kernkamp, Gerhard Wilhelm (1864–1943), niederländischer Historiker
- Kernke, Gabriele (* 1965), deutsche Illustratorin und Autorin
- Kernke, Karin (* 1938), deutsche Schauspielerin und Sprecherin

#### Kernl
- Kernl, Susanne (* 1982), deutsche Basketballspielerin

#### Kernm
- Kernmaier, Ferdinand (1884–1941), österreichischer Politiker (Landbund, NSDAP), MdR, Mitglied des Bundesrates
- Kernmayr, Hans Gustl (1900–1977), österreichischer Schriftsteller und Drehbuchautor

#### Kerno
- Kernochan, Sarah (* 1947), US-amerikanische Drehbuchautorin und Filmregisseurin
- Kernodle, Tammy (* 1969), amerikanische Musikwissenschaftlerin, auch Musikerin
- Kernohan, Roxanne (1960–1993), kanadische Schauspielerin
- Kernon, Neil, britischer Musikproduzent, Toningenieur, Mixer und Musiker
- Kernot, Cheryl (* 1948), australische Politikerin

#### Kerns
- Kerns, Brian D. (* 1957), US-amerikanischer Politiker
- Kerns, Frank (1933–2015), US-amerikanischer Basketballtrainer
- Kerns, Jennifer (* 1976), US-amerikanische Basketballspielerin und -trainerin
- Kerns, Joanna (* 1953), US-amerikanische Film- und Fernsehschauspielerin und Regisseurin
- Kerns, Robert (1932–1989), amerikanischer Bariton
- Kernspecht, Keith R. (1945–2024), deutscher Kampfkunstlehrer, Fachbuchautor und UnternehmerKeith R. Kernspecht (1945–2024)

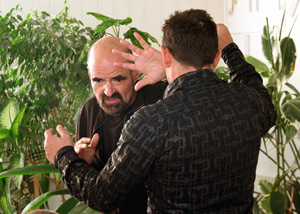
Keith R. Kernspecht (1945–2024)

- Kernstock, Otto (* 1952), österreichischer Politiker (SPÖ), Landtagsabgeordneter
- Kernstock, Ottokar (1848–1928), österreichischer Dichter, katholischer Priester, Augustiner-Chorherr und Nationalist
- Kernstok, Károly (1873–1940), ungarischer Maler und Grafiker

#### Kernt
- Kerntke, Wilfried (* 1954), deutscher Konfliktforscher, Autor, und Organisationsberater

#### Kernw
- Kernweisz, Konrad (1913–1981), römisch-katholischer Ordinarius des Bistums Timișoara

### Kero
- Kero, sagenhafter Benediktinermönch und Autor
- Kero One, koreanisch-US-amerikanischer Hip-Hop-MC und Produzent
- Kero, Tanner (* 1992), US-amerikanischer Eishockeyspieler
- Kerolin (* 1999), brasilianische Fußballspielerin
- Keron Ornchaiyaphum (* 1999), thailändischer Fußballspieler
- Kerosin95 (* 1995), nichtbinäre österreichische Person
- Kerouac, Jack (1922–1969), US-amerikanischer Schriftsteller und BeatnikJack Kerouac (1922–1969)

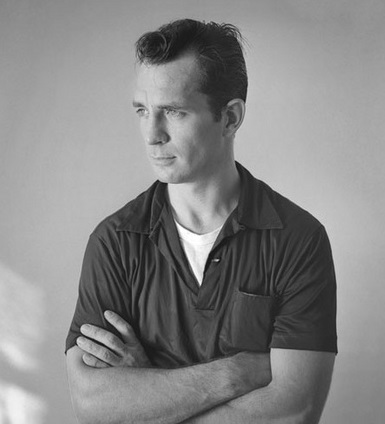
Jack Kerouac (1922–1969)

- Kerouac, Jan (1952–1996), amerikanische Autorin
- Kerouac, Joan (1931–1990), US-amerikanische Autorin und die zweite Ehefrau von Jack Kerouac
- Kérouaille, Louise de (1649–1734), Herzogin von Portsmouth und Aubigny, Mätresse von König Karl II.
- Kerovpyan, Aram (* 1953), türkisch-armenischer Kanunspieler, Sänger und Musikwissenschaftler
- Kerow, Sergei Wassiljewitsch (1946–2000), russischer Mathematiker und Hochschullehrer

### Kerp
- Kerp, Hans (* 1954), niederländischer Paläobotaniker
- Kerp, Peter (1872–1931), deutscher Politiker (Zentrum), MdR
- Kerp, Peter (1919–1997), deutscher Politiker (CDU), Mitglied des Abgeordnetenhauses von Berlin
- Kerp, Wilhelm (1866–1953), deutscher Chemiker und Hygieniker
- Kerp-Esche, Annegret (* 1954), deutsche Politikerin (SPD), MdHB
- Kerpatenko, Jurij (1976–2022), ukrainischer Musiker und Dirigent
- Kerpel, Heinrich (1903–1945), deutscher Widerstandskämpfer gegen den Nationalsozialismus
- Kerpen, Johann Walter von († 1627), Johanniter
- Kerpen, Wilhelm von (1741–1823), österreichischer General
- Kerper, Chiara (* 1998), österreichische Popsängerin
- Kerper, Frank (* 1963), deutscher Fußballspieler
- Kerper, Gerd (* 1960), deutscher Fußballspieler
- Kerpes, Josef (1910–1985), deutscher Kommunalpolitiker (CSU)

### Kerr
- Kerr, Alan (* 1964), kanadischer Eishockeyspieler, -trainer und -funktionär
- Kerr, Alexander (1892–1964), britischer Schiffsingenieur und Polarforscher
- Kerr, Alfred (1867–1948), deutscher Schriftsteller, Theaterkritiker und JournalistAlfred Kerr (1867–1948)

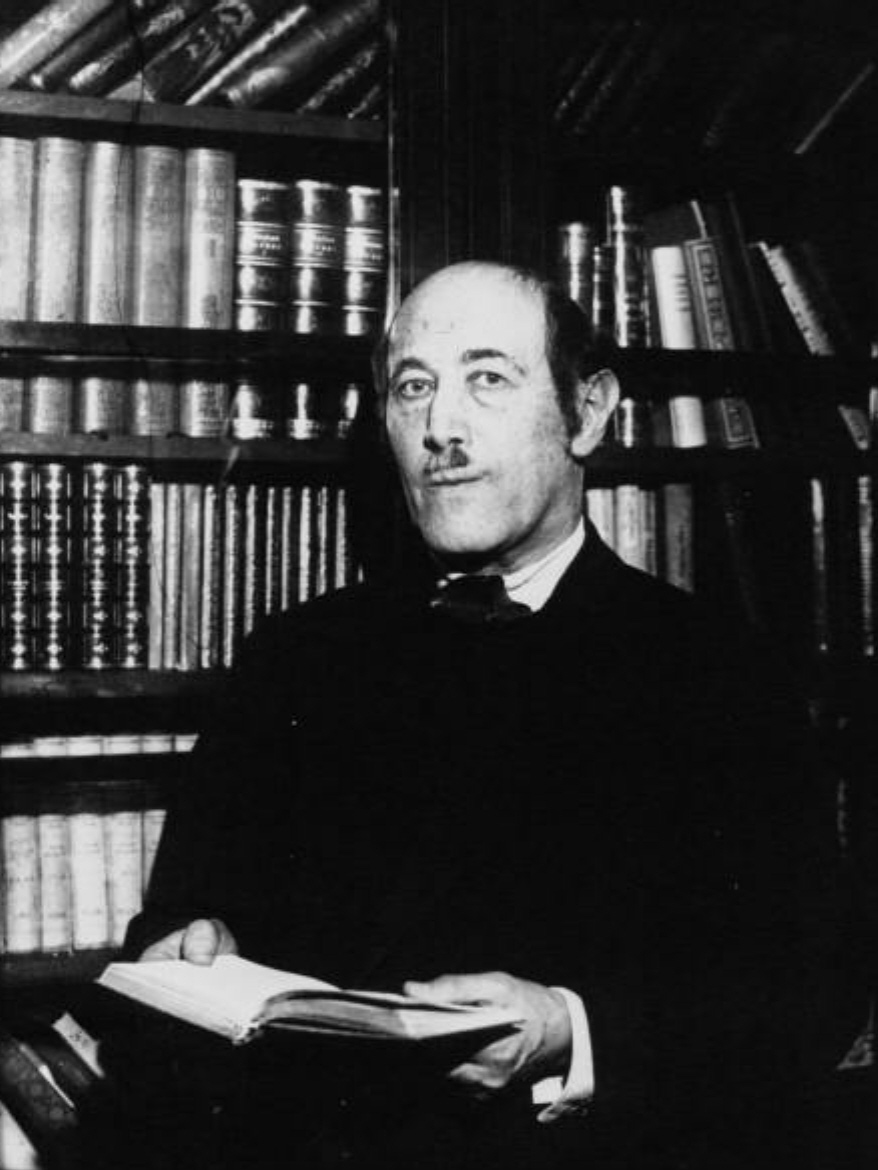
Alfred Kerr (1867–1948)

- Kerr, Ally, schottischer Singer-Songwriter
- Kerr, Amelia (* 2000), neuseeländische Cricketspielerin
- Kerr, Andre (* 1972), US-amerikanischer Basketballspieler
- Kerr, Andrew (* 1954), australischer Wasserballspieler
- Kerr, Andy (* 1962), schottischer Politiker
- Kerr, Angie (* 1985), US-amerikanische Fußballspielerin
- Kerr, Anita (1927–2022), US-amerikanische Sängerin, Arrangeurin, Komponistin, Dirigentin, Pianistin und Musikproduzentin
- Kerr, Annette (1920–2013), britische Schauspielerin in Film und Fernsehen und Theater
- Kerr, Anthony (* 1965), britischer Jazz-Vibraphonist und Komponist
- Kerr, Billy (1945–2012), nordirischer Radrennfahrer
- Kerr, Bob (* 1940), britischer Jazzmusiker (Trompete, Kornett)
- Kerr, Brian (* 1953), irischer Fußballtrainer
- Kerr, Brian, Baron Kerr of Tonaghmore (1948–2020), britischer Jurist
- Kerr, Brooks (1951–2018), US-amerikanischer Jazzpianist
- Kerr, Callum (* 1994), britischer Schauspieler, Model und Musiker
- Kerr, Calum (* 1972), schottischer Politiker (SNP)
- Kerr, Cammy (* 1995), schottischer Fußballspieler
- Kerr, Charlotte (1927–2011), deutsche Schauspielerin, Regisseurin und Produzentin
- Kerr, Clyde (1943–2010), US-amerikanischer Jazztrompeter und Musikpädagoge
- Kerr, Cristie (* 1977), US-amerikanische Golferin
- Kerr, Daniel (1836–1916), US-amerikanischer Politiker
- Kerr, Danny (* 1915), schottischer Fußballspieler
- Kerr, Dave (1910–1978), kanadischer Eishockeyspieler
- Kerr, Deborah (1921–2007), britische SchauspielerinDeborah Kerr (1921–2007)

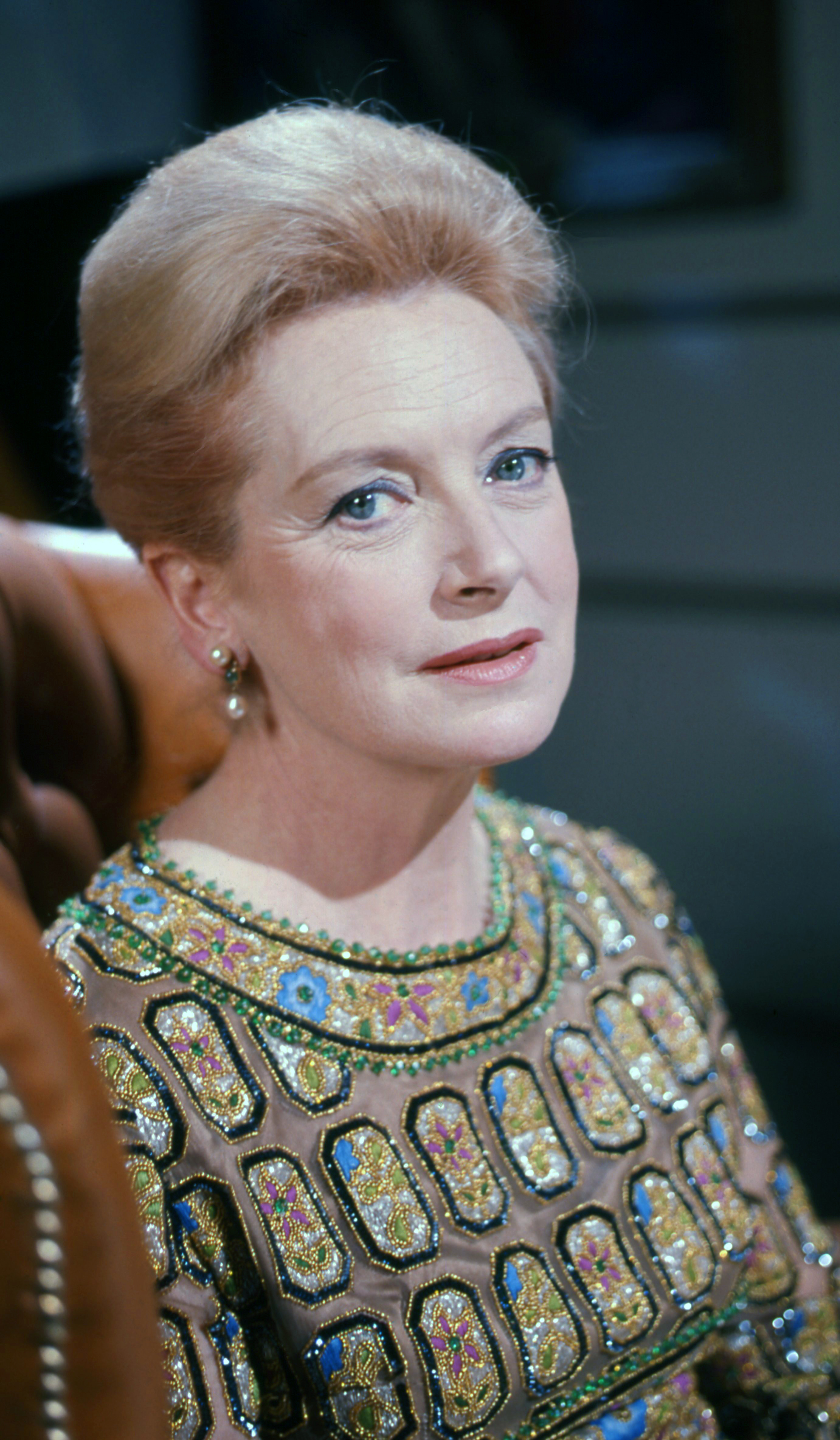
Deborah Kerr (1921–2007)

- Kerr, Donald (* 1939), US-amerikanischer Physiker
- Kerr, Duwayne (* 1987), jamaikanischer Fußballspieler
- Kerr, Errol (* 1986), jamaikanischer Freestyle-Skisportler
- Kerr, Frank John (1918–2000), australischer Astronom
- Kerr, Frederick (1858–1933), britischer Theater- und Filmschauspieler
- Kerr, Fritz (1892–1974), österreichischer Fußballspieler und -trainer
- Kerr, George (* 1937), schottischer Judoka (10. Dan) und Funktionär
- Kerr, George (1937–2012), jamaikanischer Leichtathlet
- Kerr, George H. (1911–1992), amerikanischer Autor, Historiker (Pazifikinseln), Diplomat, Militärberater (Pazifikkrieg und Rückgabe Taiwans)
- Kerr, Godfrey (* 1942), irisch-amerikanischer Radio-Moderator
- Kerr, Hamish (* 1996), neuseeländischer Leichtathlet
- Kerr, Harriet (1859–1940), englisch-britische Suffragette
- Kerr, Harry (1856–1936), kanadischer Sportschütze
- Kerr, Harry (1879–1951), neuseeländischer Geher
- Kerr, Ian (* 1996), bahamaischer Sprinter
- Kerr, James (1851–1908), US-amerikanischer Politiker
- Kerr, Jane (* 1968), kanadische Schwimmerin
- Kerr, Jason (* 1997), schottischer Fußballspieler
- Kerr, Jess (* 1998), neuseeländische Cricketspielerin
- Kerr, Jim (* 1959), britischer Musiker, Leadsänger und Songwriter der Simple MindsJim Kerr (* 1959)

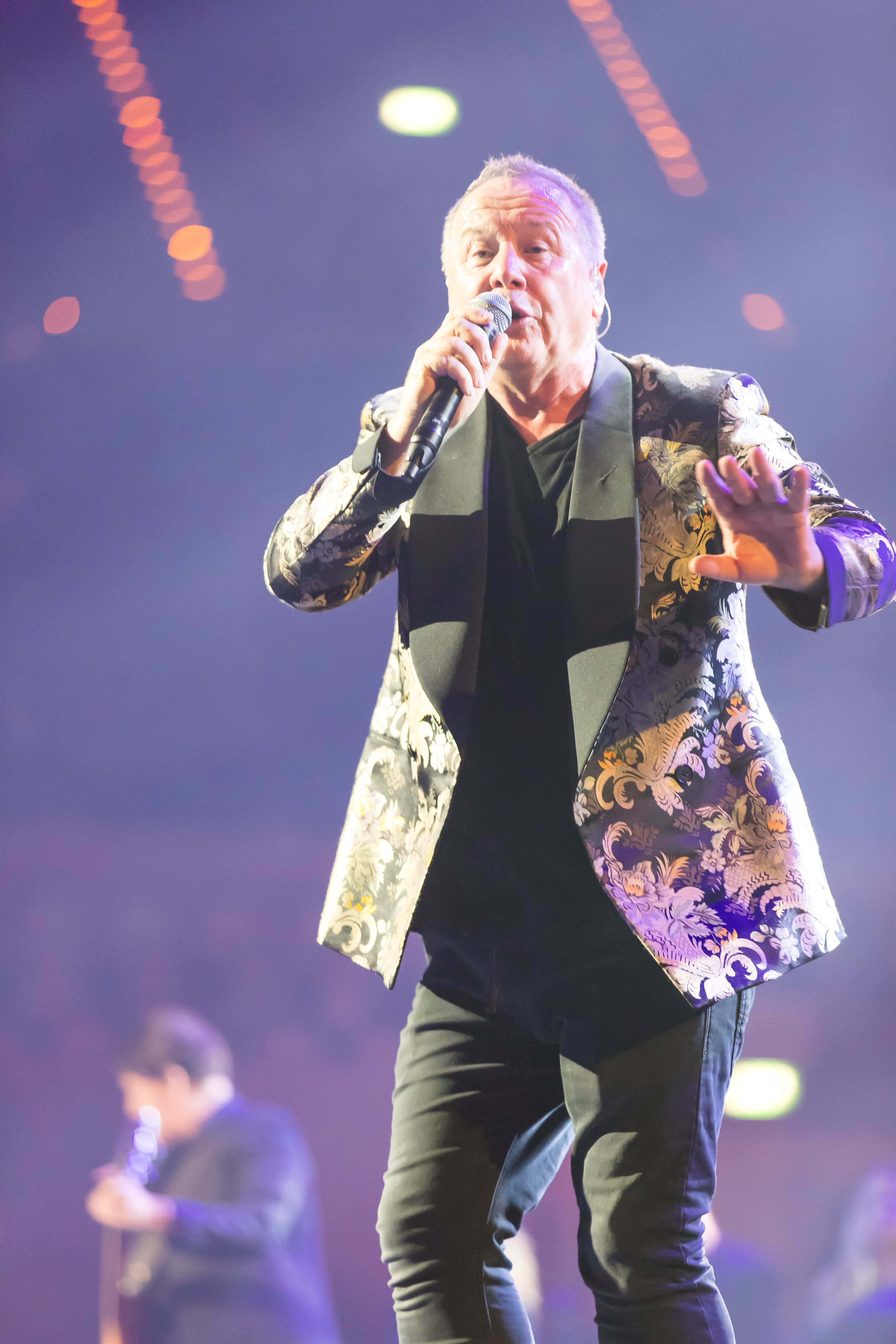
Jim Kerr (* 1959)

- Kerr, John (1782–1842), US-amerikanischer Politiker
- Kerr, John (1824–1907), schottischer Physiker
- Kerr, John (1931–2013), US-amerikanischer Schauspieler
- Kerr, John (1948–2020), englischer Komponist und Musiker
- Kerr, John (* 1951), kanadischer Segler
- Kerr, John (* 1980), britischer Eiskunstläufer
- Kerr, John Bozman (1809–1878), US-amerikanischer Politiker
- Kerr, John F. R. (1934–2024), australischer Pathologe
- Kerr, John Graham (1869–1957), englischer Embryologe und Zoologe
- Kerr, John H. (1873–1958), US-amerikanischer Politiker
- Kerr, John junior (1811–1879), US-amerikanischer Politiker
- Kerr, John Leeds (1780–1844), US-amerikanischer Politiker
- Kerr, John Robert (1914–1991), australischer Politiker, Generalgouverneur Australiens
- Kerr, John, Baron Kerr of Kinlochard (* 1942), britischer Politiker und Diplomat
- Kerr, Jordan (* 1979), australischer Tennisspieler
- Kerr, Joseph (1765–1837), US-amerikanischer Politiker
- Kerr, Josh (* 1997), britischer Mittelstreckenläufer
- Kerr, Josiah (1861–1920), US-amerikanischer Politiker
- Kerr, Judith (1923–2019), britische Illustratorin und Schriftstellerin deutscher HerkunftJudith Kerr (1923–2019)

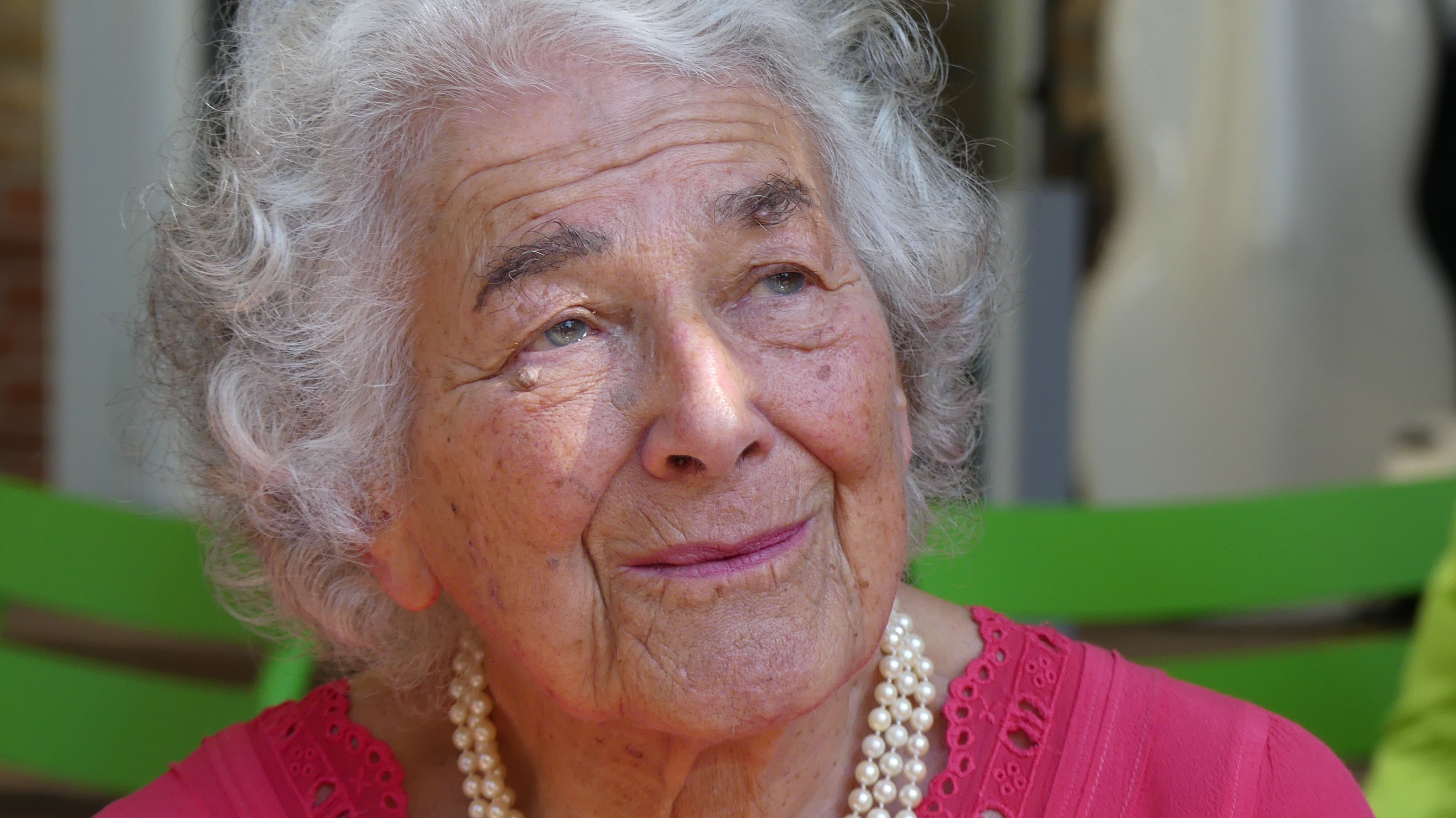
Judith Kerr (1923–2019)

- Kerr, Julia (1898–1965), deutsche Komponistin
- Kerr, Justin (* 1979), neuseeländischer Radrennfahrer
- Kerr, Katharine (* 1944), amerikanische Autorin von Science-Fiction- und Fantasy-Romanen
- Kerr, Kevin (* 1989), schottischer Fußballspieler
- Kerr, Kristen, US-amerikanische Schauspielerin und ehemaliges Model
- Kerr, Malcolm (1931–1984), US-amerikanischer Politologe
- Kerr, Mark († 1752), britischer General
- Kerr, Mark (1864–1944), britischer Offizier der Luftstreitkräfte und der Marine des Vereinigten Königreichs
- Kerr, Mark (* 1968), US-amerikanischer Ringer u. MMA-Kämpfer
- Kerr, Mavis (1919–2005), neuseeländische Badmintonspielerin
- Kerr, Michael (1921–2002), britischer Jurist und Buchautor deutscher Herkunft
- Kerr, Michael C. (1827–1876), US-amerikanischer Politiker (Demokratische Partei), Sprecher des Repräsentantenhauses
- Kerr, Michael, 13. Marquess of Lothian (1945–2024), britischer Politiker (Conservative Party)
- Kerr, Miranda (* 1983), australisches ModelMiranda Kerr (* 1983)

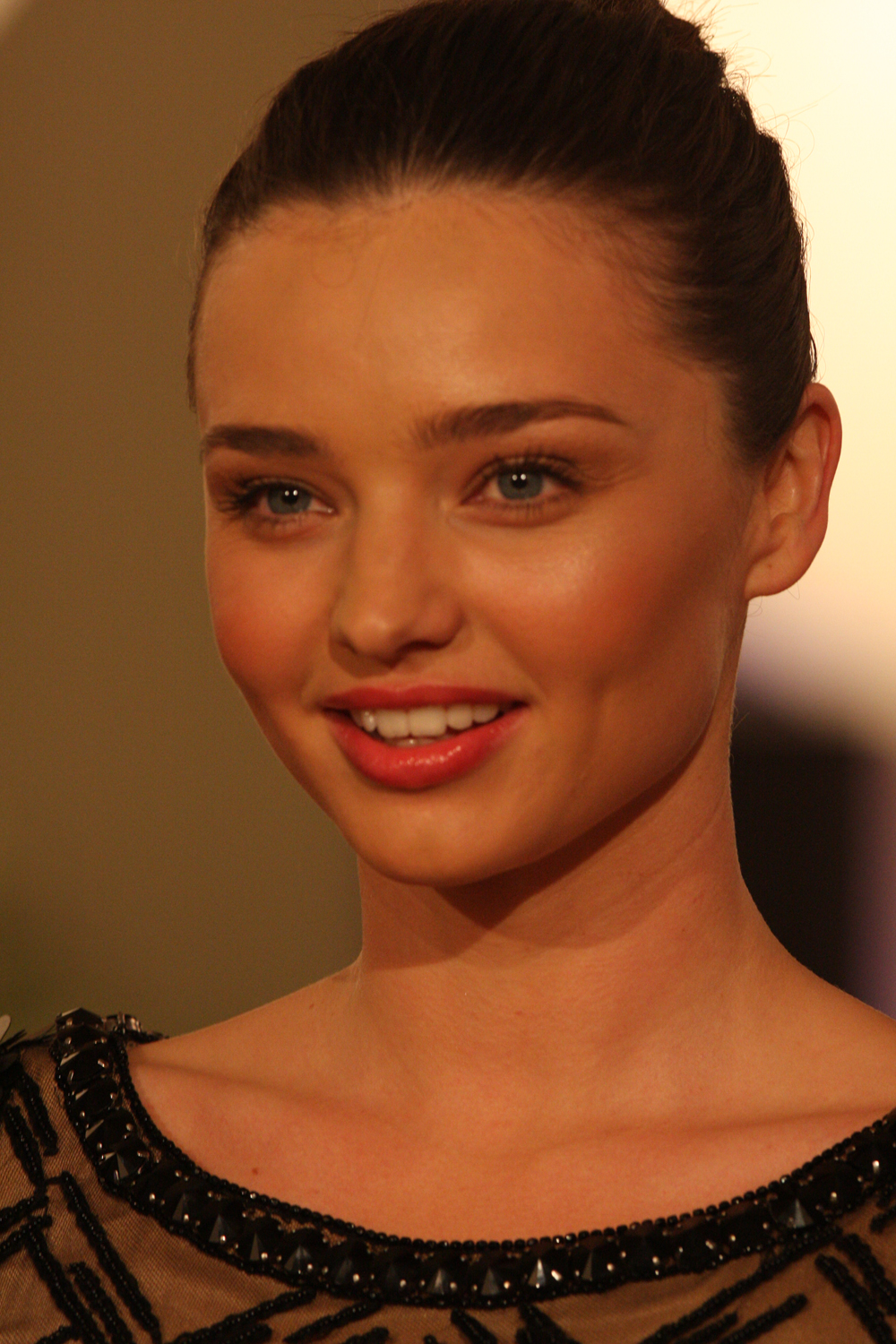
Miranda Kerr (* 1983)

- Kerr, Neil (1871–1901), schottischer Fußballspieler
- Kerr, Paul Francis (1897–1981), US-amerikanischer Mineraloge
- Kerr, Peter, 12. Marquess of Lothian (1922–2004), britischer Peer und Politiker
- Kerr, Philip (1956–2018), britischer Schriftsteller
- Kerr, Philip, 11. Marquess of Lothian (1882–1940), britischer Politiker, Journalist und Diplomat
- Kerr, Robbie (* 1979), britischer Rennfahrer
- Kerr, Robert (1755–1813), schottischer Autor, Übersetzer und Zoologe
- Kerr, Robert (1882–1963), kanadischer Leichtathlet und Sportfunktionär
- Kerr, Robert S. (1896–1963), US-amerikanischer Politiker
- Kerr, Robert S. III (* 1950), US-amerikanischer Politiker
- Kerr, Robert, 1. Marquess of Lothian (1636–1703), schottischer Adliger und Politiker
- Kerr, Roy (* 1934), neuseeländischer Mathematiker
- Kerr, Sam (* 1993), australische Fußballspielerin
- Kerr, Sam (* 1999), schottische Fußballspielerin
- Kerr, Shelley (* 1969), schottische Fußballtrainerin
- Kerr, Sinead (* 1978), britische Eiskunstläuferin
- Kerr, Steve (* 1965), US-amerikanischer Basketballspieler und -trainerSteve Kerr (* 1965)

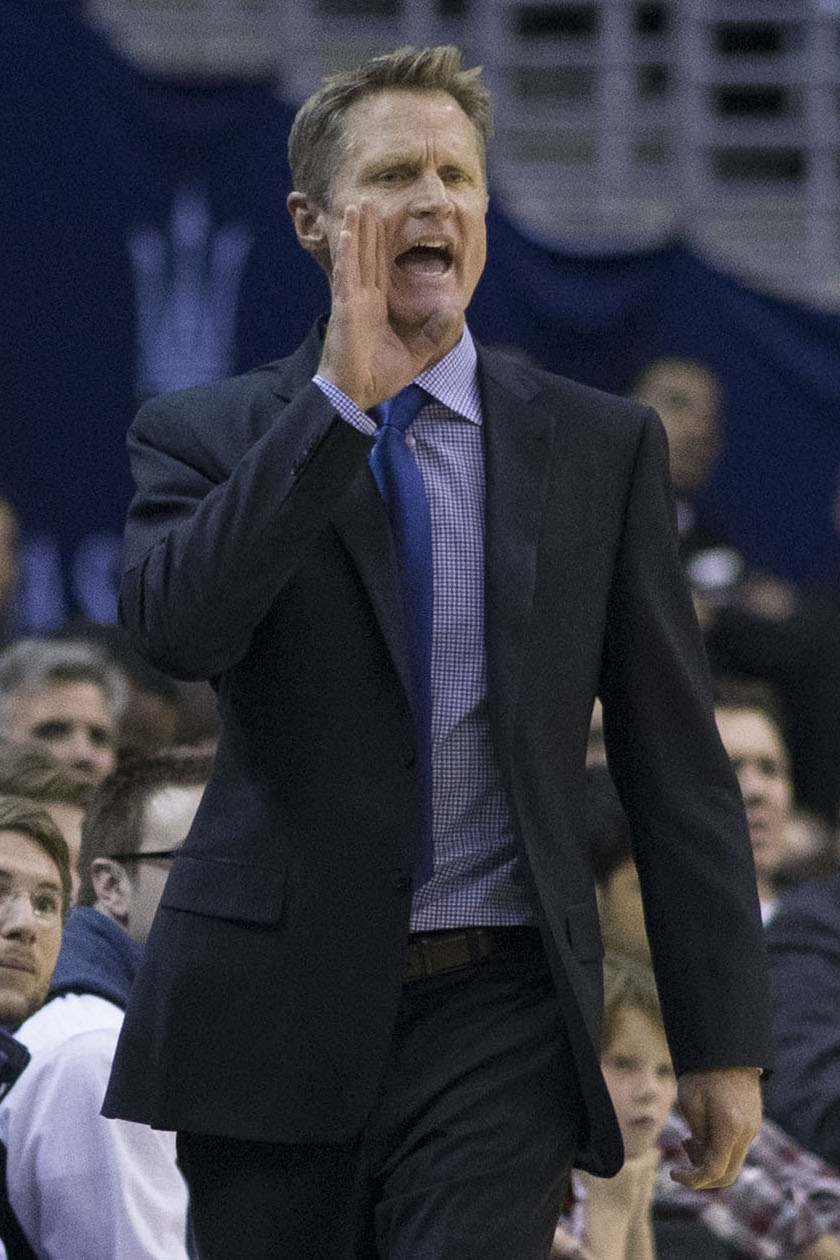
Steve Kerr (* 1965)

- Kerr, Thomas († 1637), schwedischer Generalmajor und Akteur im Dreißigjährigen Krieg
- Kerr, Thomas H. junior (1915–1988), US-amerikanischer Komponist und Musikpädagoge
- Kerr, Tim (* 1960), kanadischer Eishockeyspieler und -funktionär
- Kerr, Trudy (* 1963), australische Jazzsängerin
- Kerr, Walter (1839–1927), britischer Admiral und Erster Seelord
- Kerr, Walter (1913–1996), US-amerikanischer Theaterkritiker, Autor, Regisseur und Dramatiker
- Kerr, Walter Craig (1858–1910), US-amerikanischer Unternehmer
- Kerr, Warwick (1922–2018), brasilianischer Agraringenieur, Genetiker und Insektenkundler
- Kerr, William, 2. Marquess of Lothian († 1722), britischer Adliger, Offizier und Politiker
- Kerr, Winfield S. (1852–1917), US-amerikanischer Politiker
- Kerr-Lawson, James (1862–1939), schottisch-kanadischer Maler, Porträtist, Lithograf und Wandmaler
- Kerr-Wilson, Jassett (* 1991), jamaikanische Fußballschiedsrichterassistentin
- Kerran, Ferdinand Louis (1883–1949), britischer politischer Aktivist (Labour Party)
- Kerrane, Claire (* 1992), irische Politikerin
- Kerrebrouck, Patrick Van (* 1949), französischer Historiker und Genealoge
- Kerremans, Charles (1915–1998), belgischer Diplomat
- Kerres, Michael (* 1960), österreichischer Mediendidaktiker, Hochschullehrer
- Kerrey, Bob (* 1943), US-amerikanischer Politiker
- Kerrh, Maddalena (* 1938), deutsche Schauspielerin und Synchronsprecherin
- Kerrich, John Edmund (1903–1985), südafrikanischer Mathematiker englischer Abstammung
- Kerrich, Robert (1948–2013), britisch-kanadischer Geochemiker
- Kerridge, Mary (1914–1999), britische Schauspielerin
- Kerrigan, Anna, US-amerikanische Filmregisseurin, Drehbuchautorin und Filmproduzentin
- Kerrigan, Herbert (1879–1959), US-amerikanischer Hochspringer
- Kerrigan, J. M. (1884–1964), irischer Film- und Theaterschauspieler sowie Regisseur
- Kerrigan, J. Warren (1879–1947), US-amerikanischer Stummfilmschauspieler
- Kerrigan, James (1828–1899), US-amerikanischer Offizier und Politiker
- Kerrigan, Justin (* 1974), britischer Drehbuchautor und Regisseur
- Kerrigan, Kathleen (1868–1957), US-amerikanische Filmschauspielerin
- Kerrigan, Nancy (* 1969), US-amerikanische EiskunstläuferinNancy Kerrigan (* 1969)

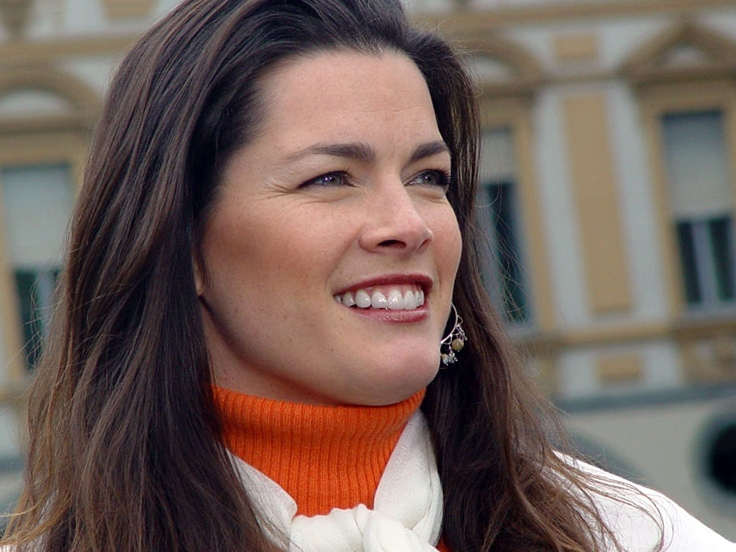
Nancy Kerrigan (* 1969)

- Kerrigan, Patrick (1928–1979), irischer Politiker (Labour Party)
- Kerrigan, Ryan (* 1988), US-amerikanischer Footballspieler
- Kerrigan, T. S. (* 1939), US-amerikanischer Rechtsanwalt und Dichter des Neuen Formalismus
- Kerrison, Jason, neuseeländischer Rocksänger
- Kerrl, Alwin (1854–1927), deutscher Tabakarbeiter und Politiker (SPD)
- Kerrl, Hanns (1887–1941), deutscher Politiker (NSDAP), MdR und Reichsminister, Reichskirchenminister
- Kerruish, Charles (1917–2003), britischer Politiker der Isle of Man
- Kerry, Brendan (* 1994), australischer Eiskunstläufer
- Kerry, Christine (1889–1978), österreichische Malerin und Zeichnerin
- Kerry, John (* 1943), US-amerikanischer Politiker und amtierender AußenministerJohn Kerry (* 1943)

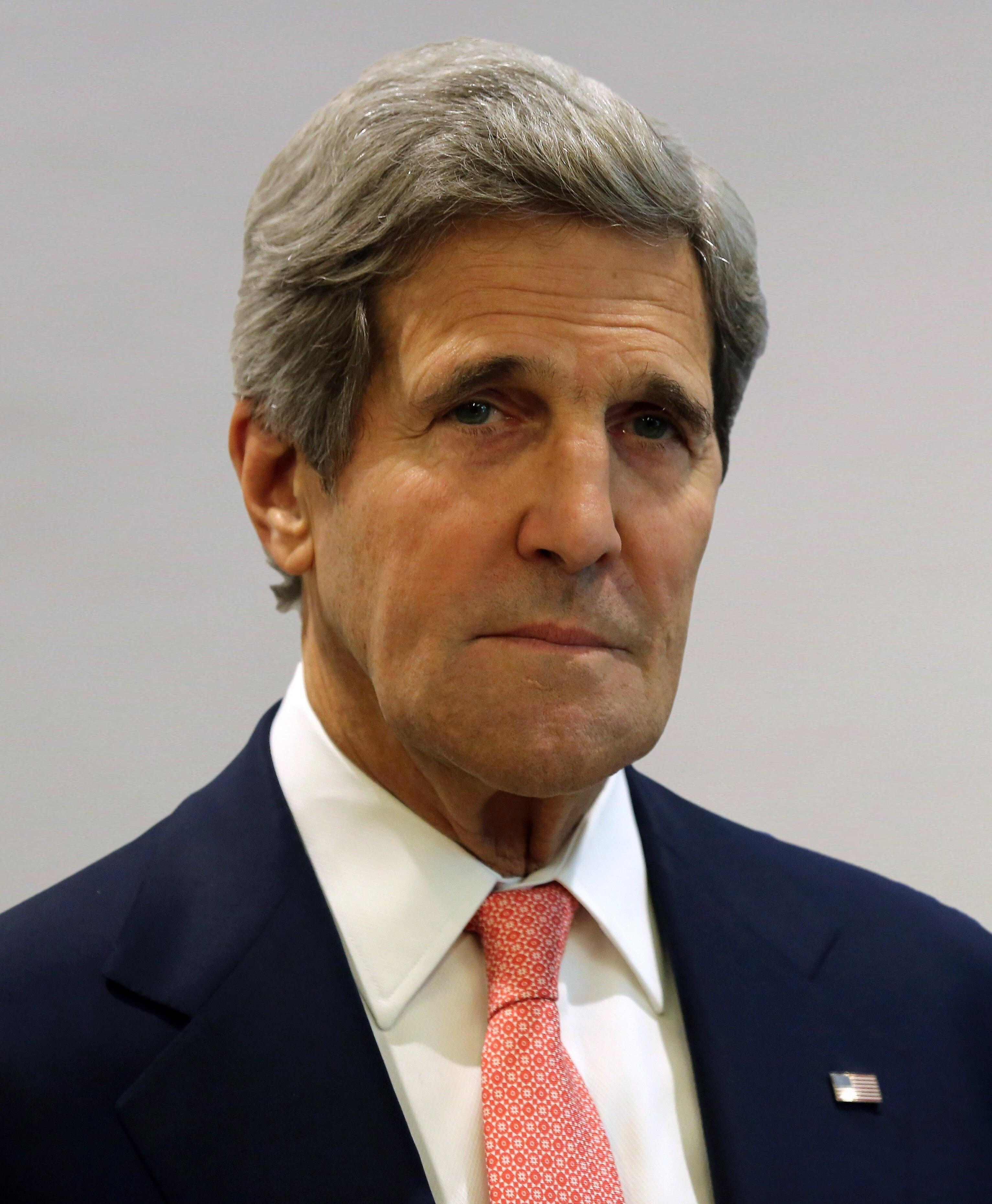
John Kerry (* 1943)

- Kerry, Margaret (* 1929), US-amerikanische Schauspielerin, Tänzerin, Synchronsprecherin und Radiomoderatorin
- Kerry, Mark (* 1959), australischer Schwimmer
- Kerry, Norman (1894–1956), US-amerikanischer Schauspieler
- Kerry, Otto (1913–1981), österreichischer Schauspieler

### Kers
- Kersaint, Armand de (1742–1793), französischer Seeoffizier und Politiker
- Kersak, serbischer Adliger, Sebastokrator
- Kersandt, Ludwig (1821–1892), deutscher Medizinalbeamter
- Kersaudy, Bastian (* 1994), französischer Badmintonspieler
- Kersaudy, Marie-José (* 1954), französisch-neukaledonische Schwimmerin
- Kersauson, Olivier de (* 1944), französischer Segler und Schriftsteller
- Kersbergen, Kees van (* 1958), niederländischer Politikwissenschaftler
- Kersch, Dan (* 1961), luxemburgischer Politiker, Mitglied der Chambre
- Kersch, Manfred (1913–1994), deutscher Leichtathlet und Olympiateilnehmer
- Kerschagl, Richard (1896–1976), österreichischer Nationalökonom
- Kerschakow, Alexander Anatoljewitsch (* 1982), russischer Fußballspieler und -trainer
- Kerschakow, Michail Anatoljewitsch (* 1987), russischer Fußballspieler
- Kerschbaum, Andreas (1874–1933), deutscher Landwirt und Politiker (DDP, DBP), MdR
- Kerschbaum, Christof (* 1976), österreichischer Radrennfahrer
- Kerschbaum, Dietmar (* 1970), österreichischer Tenor und Kulturmanager
- Kerschbaum, Elisabeth (* 1966), österreichische Politikerin (Die Grünen), Mitglied des Bundesrates
- Kerschbaum, Hans (1902–1984), deutscher Physiker und Vorstandsvorsitzender
- Kerschbaum, Josef (1935–2006), österreichischer Gewerkschafter und Politiker, Abgeordneter zum Nationalrat
- Kerschbaum, Karl (1953–1984), österreichischer Sicherheitswachebeamter
- Kerschbaum, Roland (* 1968), österreichischer Geistlicher und Kunsthistoriker
- Kerschbaum, Roman (* 1994), österreichischer FußballspielerRoman Kerschbaum (* 1994)

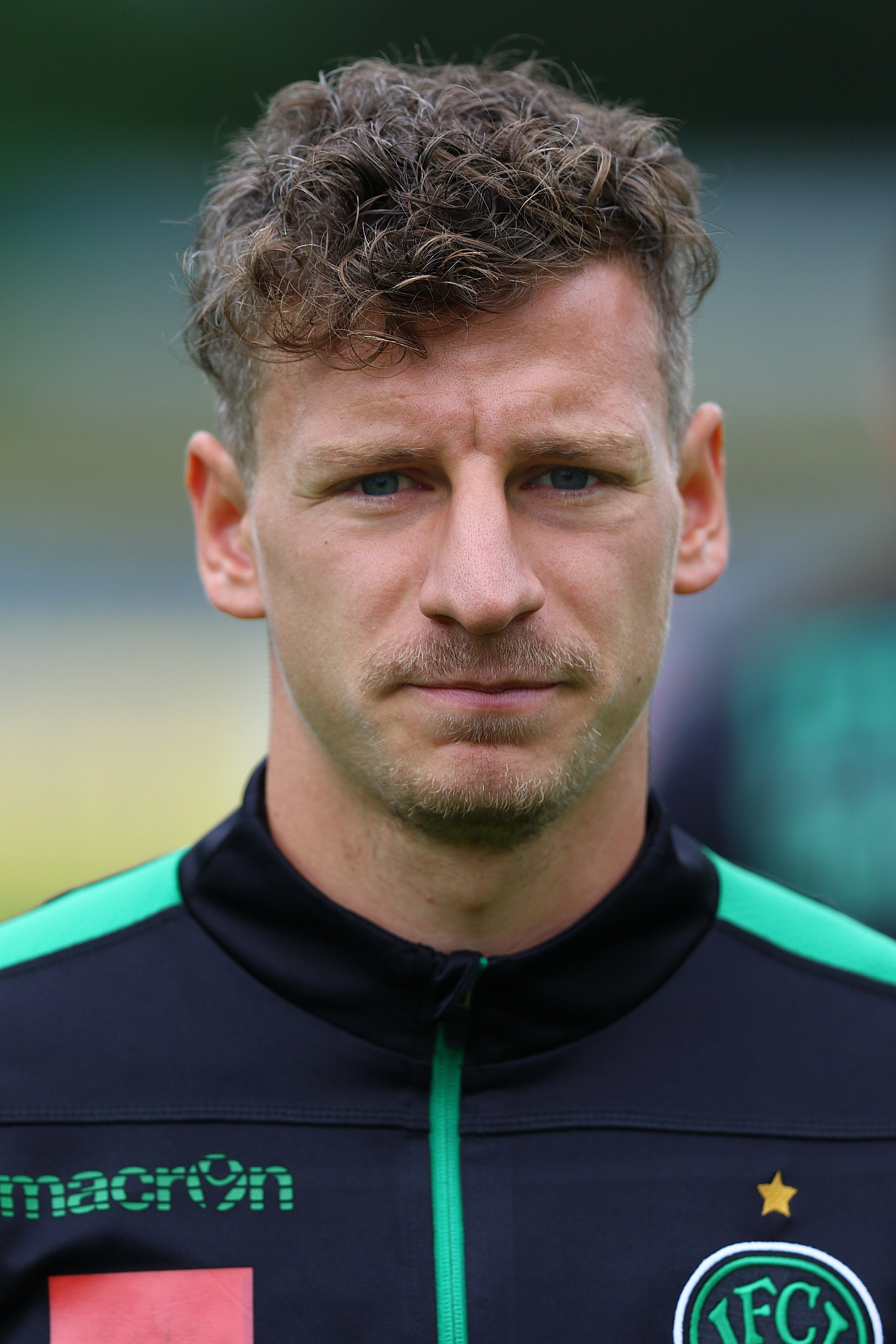
Roman Kerschbaum (* 1994)

- Kerschbaum, Stephan (* 1964), österreichischer Komponist
- Kerschbaumer, Anton (1823–1909), österreichischer katholischer Geistlicher, Historiker und Politiker, Landtagsabgeordneter
- Kerschbaumer, Anton (1885–1931), deutscher Maler des Expressionismus
- Kerschbaumer, Clemens (* 1984), österreichischer Opernsänger (Tenor)
- Kerschbaumer, Daniel (* 1989), österreichischer Fußballspieler
- Kerschbaumer, Eduard (1920–1995), österreichischer Boxer
- Kerschbaumer, Franz (* 1947), österreichischer Jazzforscher
- Kerschbaumer, Georg (* 1942), österreichischer Politiker (SPÖ), Landtagsabgeordneter, Mitglied des Bundesrates
- Kerschbaumer, Gerhard (* 1991), italienischer Mountainbiker (Südtirol)
- Kerschbaumer, Gert (* 1945), österreichischer Historiker und Germanist
- Kerschbaumer, Konstantin (* 1992), österreichischer Fußballspieler
- Kerschbaumer, Leo (* 2003), österreichischer Radsportler
- Kerschbaumer, Marie-Thérèse (* 1936), österreichische Schriftstellerin und Übersetzerin
- Kerschbaumer, Markus (* 1975), österreichischer Eishockeytorwart und -trainer
- Kerschbaumer, Max (1924–2005), deutscher Jurist, Präsident des Bayerischen Landessozialgerichts
- Kerschbaumer, Sepp (1913–1964), italienischer Politiker (SVP), Südtirolaktivist und Leiter des Befreiungsausschusses Südtirol
- Kerschbaumer-Putjata, Rosa (1851–1923), russisch-österreichische Augenärztin
- Kersche, Gregor (* 1892), österreichischer Kärntner Slowene und Politiker (KPÖ)
- Kerschek, Dieter (1928–2003), deutscher Journalist und Parteifunktionär in der DDR
- Kerschek, Hans (1932–1995), deutscher Journalist und Schriftsteller, inoffizieller Mitarbeiter der DDR-Staatssicherheit
- Kerschek, Sven (* 1973), deutscher Jazzmusiker (Gitarre, auch Bassgitarre)
- Kerschek, Wolf (* 1969), deutscher Komponist, Arrangeur, Dirigent, Jazzmusiker (Piano, Vibraphon, Marimba) und Hochschullehrer
- Kerschen, Max (* 1997), luxemburgischer Fußballspieler
- Kerschensteiner, Franz Xaver (1839–1915), deutscher Geigenbauer
- Kerschensteiner, Georg (1854–1932), deutscher Pädagoge und Politiker (FVP), MdRGeorg Kerschensteiner (1854–1932)

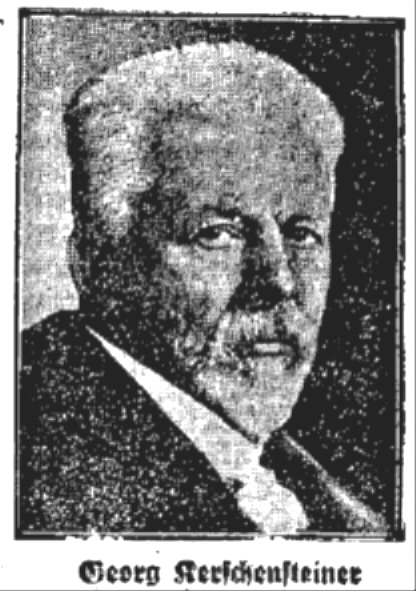
Georg Kerschensteiner (1854–1932)

- Kerschensteiner, Josef (1864–1936), deutscher Tiermaler
- Kerschensteiner, Josef von (1831–1896), deutscher Mediziner
- Kerschensteiner, Jula (1917–1996), deutsche Klassische Philologin
- Kerschenzew, Platon Michailowitsch (1881–1940), russisch-sowjetischer Politiker, Historiker und Kunsttheoretiker
- Kerscher, Gerhard (1916–1998), deutscher Generalmajor der Bundeswehr
- Kerscher, Gottfried (* 1954), deutscher Kunsthistoriker und Hochschullehrer
- Kerscher, Heinrich (1961–2022), deutscher Fußballspieler
- Kerscher, Karl-Heinz Ignatz (* 1943), deutscher Erziehungswissenschaftler und Hochschullehrer
- Kerscher, Leopold (1894–1945), deutscher Schauspieler bei Bühne und Film
- Kerscher, Ludwig (1912–1969), deutscher Schauspieler bei Bühne und Film
- Kerscher-Schroll, Brigitte (* 1955), österreichische Skirennläuferin
- Kerschgens, Karl (* 1939), deutscher Theologe und Politiker (B’90/Grüne), MdL
- Kerschgens, Katja (* 1969), deutsche Rhetorik- und Schlagfertigkeitstrainerin
- Kerschkamp, Eugen (1880–1945), deutscher Maler
- Kerschkamp, Hans-Joachim (1915–1997), deutscher Brigadegeneral der Bundeswehr
- Kerschler, Bernadette (* 1974), österreichische Politikerin (SPÖ), Abgeordnete zum Landtag Steiermark
- Kerschner, Ferdinand (* 1953), österreichischer Jurist und Hochschullehrer
- Kerschner, Maximilian (* 2004), österreichischer Fußballspieler
- Kerschner, Theodor (1885–1971), österreichischer Zoologe und Museumsleiter
- Kerschowski, Isabel (* 1988), deutsche FußballspielerinIsabel Kerschowski (* 1988)

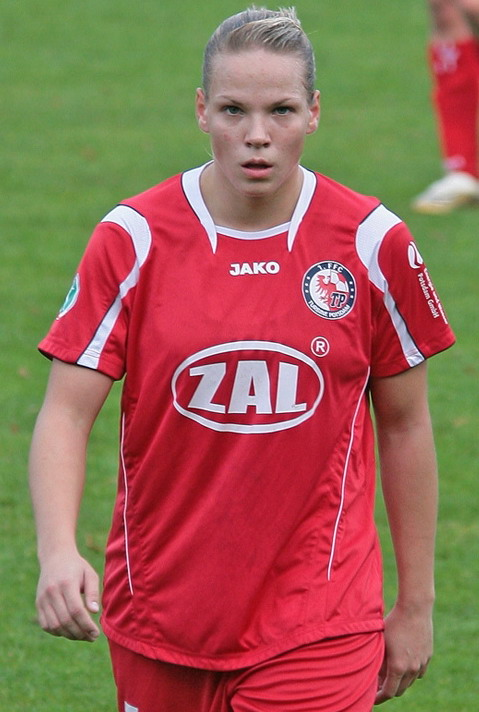
Isabel Kerschowski (* 1988)

- Kerschowski, Lutz (* 1953), deutscher Rockmusiker und Komponist
- Kerschowski, Monique (* 1988), deutsche Fußballspielerin
- Kersebleptes, thrakischer Teilkönig
- Kersee, Bob (* 1954), US-amerikanischer Leichtathletiktrainer
- Kersey, Kenny (1916–1983), kanadischer Jazzmusiker
- Kersh, David (* 1970), US-amerikanischer Country-Sänger
- Kersh, Gerald (1911–1968), britisch-amerikanischer Schriftsteller
- Kershaw, Alex (* 1966), britischer Journalist und Autor
- Kershaw, Anthony (1915–2008), britischer Politiker (Conservative Party), Mitglied des House of Commons
- Kershaw, Arthur (1852–1934), britischer Colonel und Kolonialpolizeichef
- Kershaw, Clayton (* 1988), US-amerikanischer Baseballspieler
- Kershaw, Devon (* 1982), kanadischer Skilangläufer
- Kershaw, Doug (* 1936), US-amerikanischer Cajun-Fiddle-Player
- Kershaw, Greet († 2008), niederländisch-amerikanische Anthropologin
- Kershaw, Ian (* 1943), britischer Historiker, u. a. Hitler-BiografIan Kershaw (* 1943)

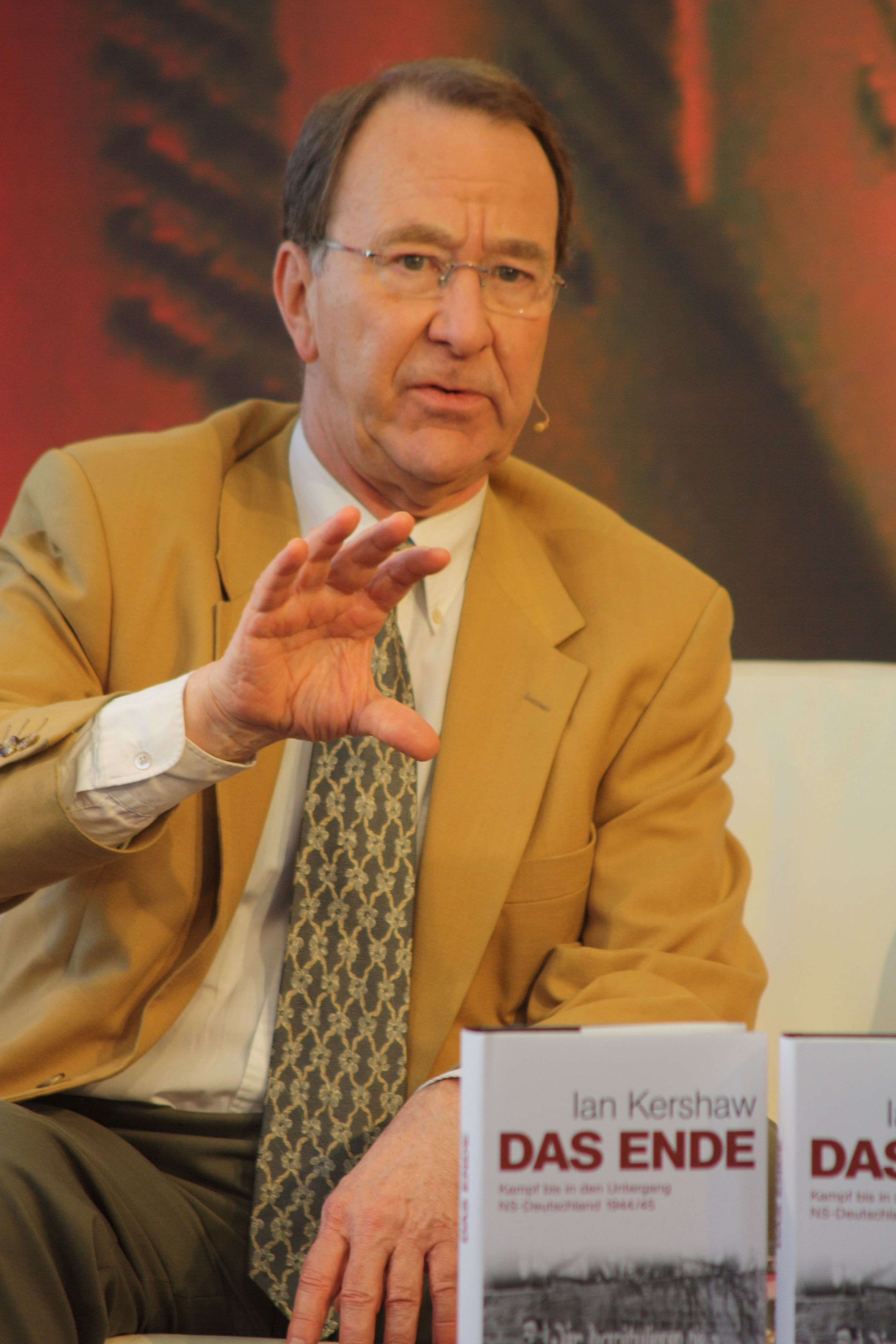
Ian Kershaw (* 1943)

- Kershaw, John (1765–1829), US-amerikanischer Politiker
- Kershaw, Joseph Brevard (1822–1894), US-amerikanischer General der Konföderation
- Kershaw, Les, Chemiker, Nachwuchsmanager und Talentscout bei Manchester United
- Kershaw, Nik (* 1958), englischer PopmusikerNik Kershaw (* 1958)

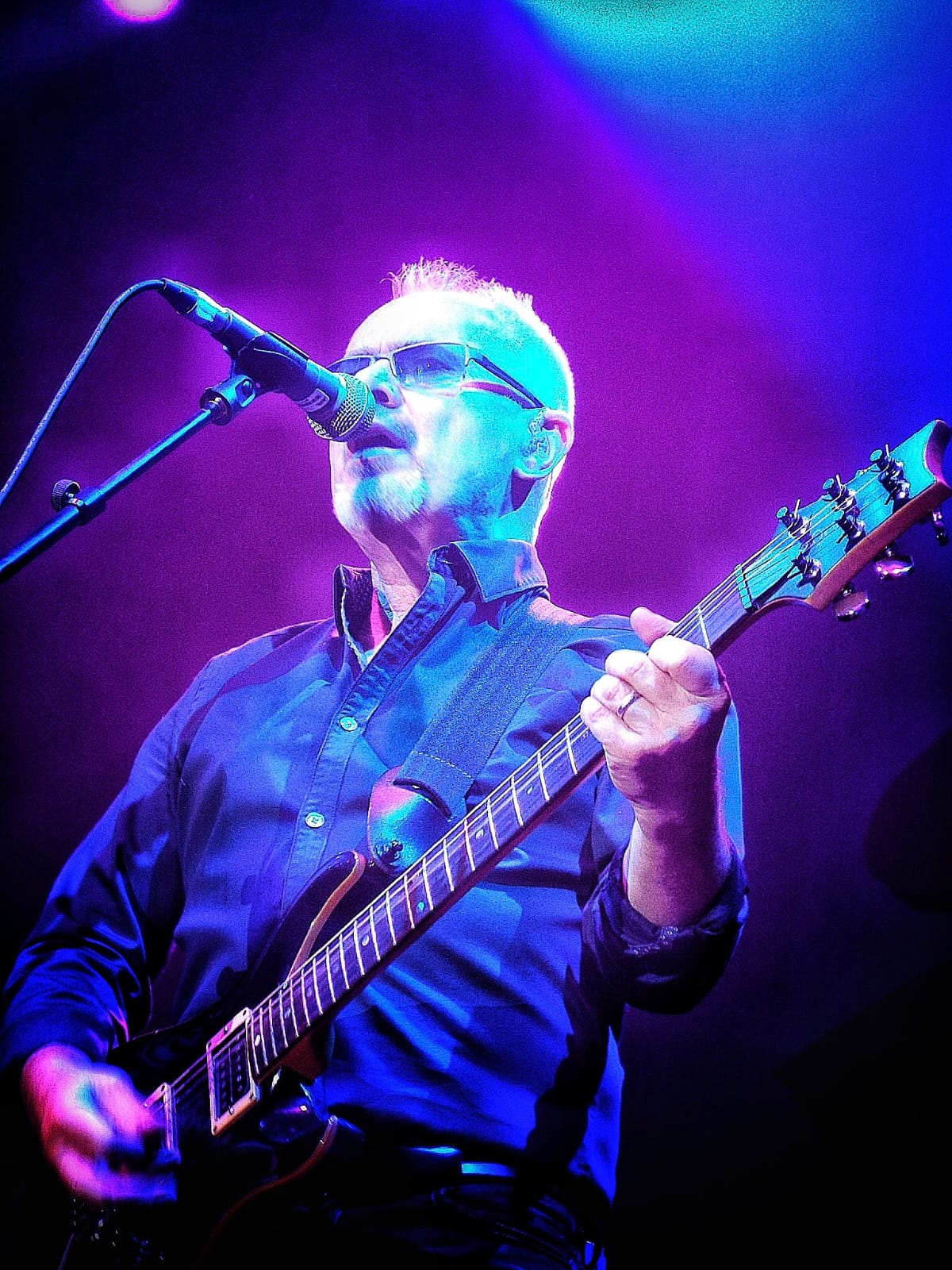
Nik Kershaw (* 1958)

- Kershaw, Sammy (* 1958), US-amerikanischer Country-Sänger
- Kershaw, Stephen (* 1975), englischer Snookerspieler
- Kershaw, Stuart, britischer Schlagzeuger und Songwriter
- Kershner, Brian (* 1954), US-amerikanischer Komponist, Fagottist und Musikpädagoge
- Kershner, Irvin (1923–2010), US-amerikanischer Filmregisseur
- Keršić, Pavel, jugoslawischer Radrennfahrer
- Kersig, Hans (1902–1973), deutscher Politiker (FDP), MdL
- Kersin, Michail Arkadjewitsch (1883–1979), russisch-sowjetischer Bildhauer und Hochschullehrer
- Kersjes, Jan (* 1981), deutscher Schauspieler
- Kersken, Heinrich (1894–1960), deutscher Politiker (NSDAP), MdR und SA-Führer
- Kersken, Hendrik (1880–1967), niederländischer Segler
- Kersken, Jonas (* 2000), deutsch-englischer Fußballtorwart
- Kerskes, Sonja (* 1975), deutsche Schauspielerin
- Kerski, Basil (* 1969), deutsch-polnischer Politikwissenschaftler und Herausgeber
- Kerslake, Lee (1947–2020), britischer Schlagzeuger der Band Uriah HeepLee Kerslake (1947–2020)

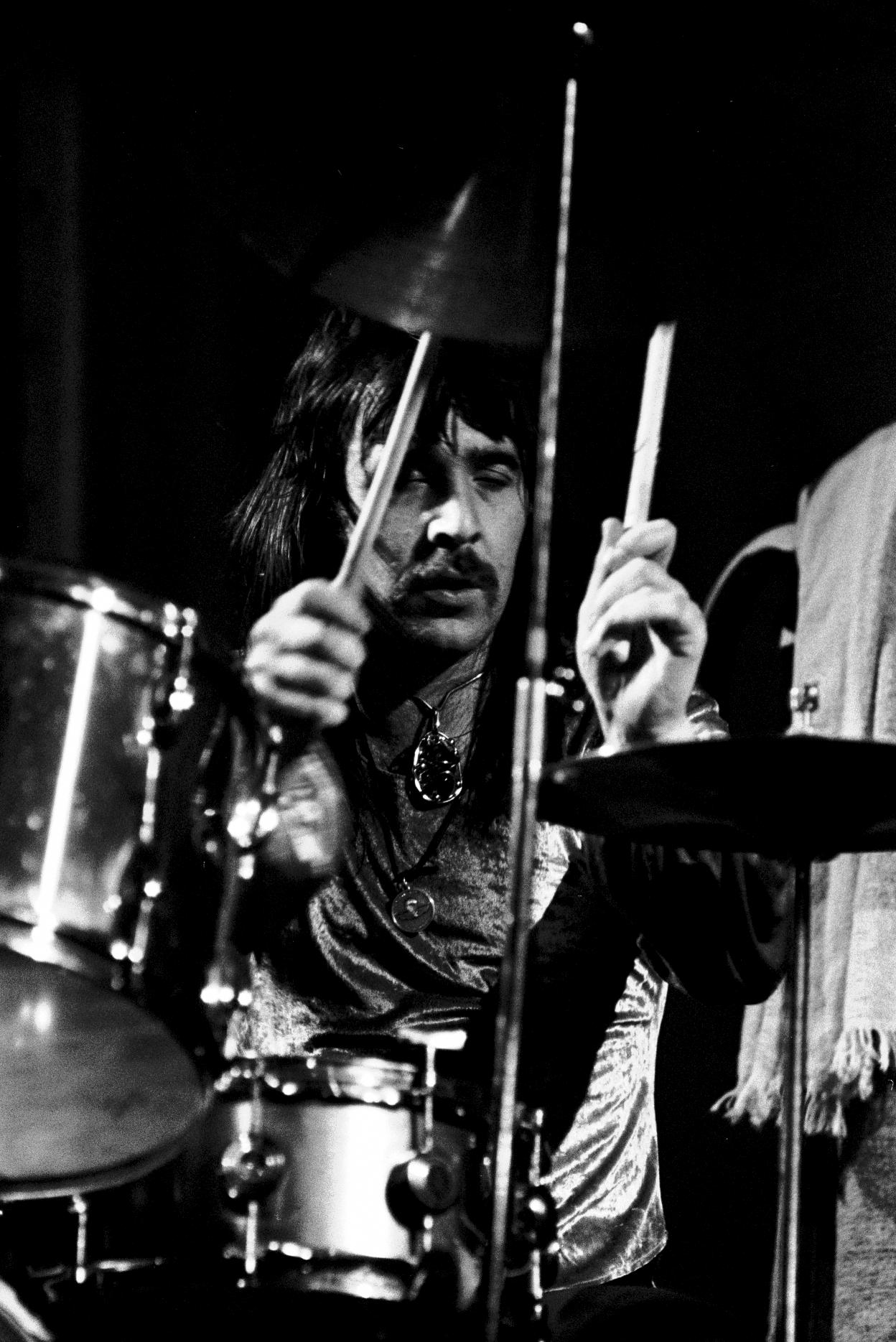
Lee Kerslake (1947–2020)

- Kersna, Liina (* 1980), estnische Journalistin und Politikerin (ER)
- Kersnauskas, Henrikas (1909–1957), litauischer Fußballnationalspieler
- Kersnik, Maja (* 1981), slowenische Badmintonspielerin
- Kersnowskaja, Jewfrossinija Antonowna (1908–1994), russische Autorin und politische Gefangene
- Kerson, Oskar (1887–1980), estnischer Industrieller
- Kerssenbrock, Bernhard Simon von (1639–1714), hessischer Generalleutnant
- Kerssenbrock, Bernhard von (1800–1872), deutscher Landrat
- Kerssenbrock, Cornelia von (* 1970), deutsche Dirigentin und Kirchenmusikerin
- Kerssenbrock, Ferdinand von (1676–1754), Dompropst und Metropolitanvikar in Osnabrück
- Kerssenbrock, Hermann von (1519–1585), langjähriger Rektor des Gymnasiums Paulinum in Münster (Westfalen)
- Kerssenbrock, Hubertus von (* 1932), deutscher Orgelbauer
- Kerssenbrock, Johann von, Ritter
- Kerssenbrock, Johann von (Domherr, † nach 1528), Domherr in Münster
- Kerssenbrock, Johann von (Domherr, † nach 1542), Domherr in Münster
- Kerssenbrock, Karl von (1750–1829), deutscher Geistlicher, Abt des Klosters Liesborn
- Kerssenbrock, Rembert von (1474–1568), Bischof im Erzbistum Paderborn
- Kerssenbrock, Trutz Graf (* 1954), deutscher Politiker (CDU), MdL
- Kerssenbrock, Wilhelm von (1771–1827), deutscher Kommunalpolitiker
- Kerssenbrock-Krosigk, Dedo von (* 1967), deutscher Kunsthistoriker
- Kerst, Alexander (1924–2010), österreichischer Schauspieler und SynchronsprecherAlexander Kerst (1924–2010)

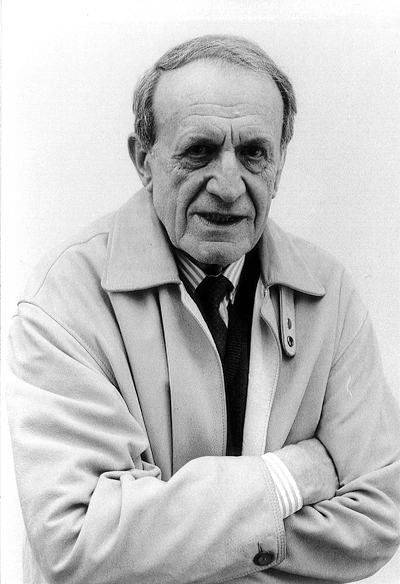
Alexander Kerst (1924–2010)

- Kerst, Donald William (1911–1993), US-amerikanischer Physiker
- Kerst, Friedrich (1870–1961), deutscher Schriftsteller, Heimatforscher und Lehrer
- Kerst, Georg (1895–1980), deutscher Historiker und Japanologe
- Kerst, Samuel Gottfried (1804–1875), deutscher Politiker und Beamter
- Kerst, Valentina (* 1979), deutsche Betriebswirtin und politische Beamtin (SPD)
- Kerštajn, Alojz (1947–1999), jugoslawischer Skilangläufer
- Kerstan, Horst (1941–2005), deutscher Keramiker
- Kerstan, Jens (* 1966), deutscher Politiker (Grüne)Jens Kerstan (* 1966)

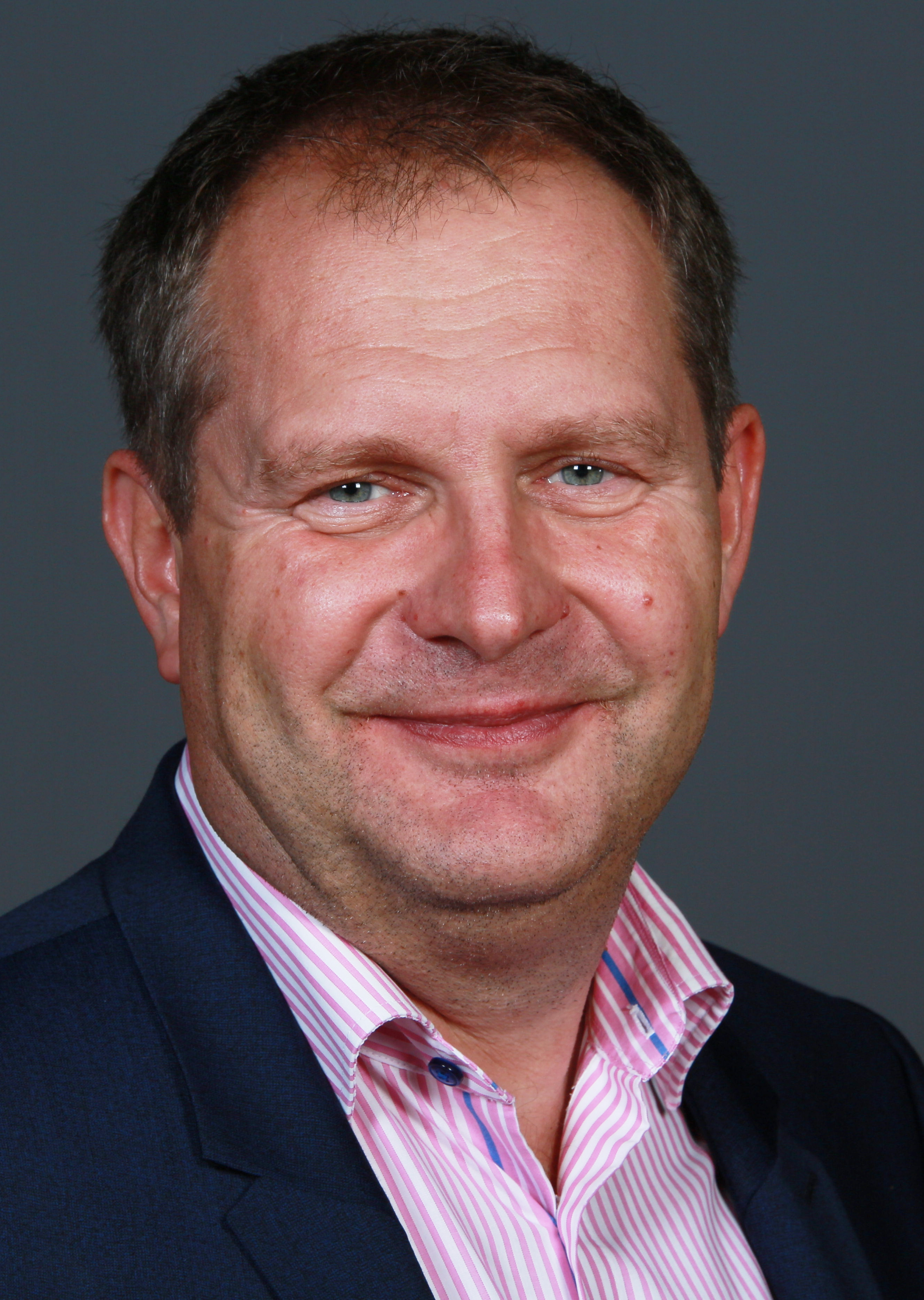
Jens Kerstan (* 1966)

- Kerstan, Johannes (1926–1997), deutscher Mathematiker
- Kerstan, Karl Ludwig Ferdinand (1847–1922), Maler und Schriftsteller
- Kerstan, Peter (1939–2007), deutscher Kameramann und Dokumentarregisseur
- Kerstan, Rouven (* 2004), deutscher Basketballspieler
- Kerstan, Siegfried (1928–2017), deutscher baptistischer Geistlicher
- Kerstan, Thomas (* 1958), deutscher Journalist
- Kerstein, Günther (1904–1979), deutscher Apotheker und Chemiehistoriker
- Kerstein, Myron (* 1970), US-amerikanischer Filmeditor
- Kerstein, Ursel (1931–2013), deutsche Politikerin (SPD), Abgeordnete in der Bremer Bürgerschaft (1975–1982)
- Kersten, Abraham (1733–1796), deutscher Unternehmer und Bankier
- Kersten, Albert von (1889–1937), österreichischer Schauspieler
- Kersten, Alicia (* 1998), deutsche Fußballspielerin
- Kersten, Andrea (* 1965), deutsche Sachverständige für Immobilienbewertung und Politikerin (AfD)
- Kersten, Anne (1895–1982), deutsche Schauspielerin
- Kersten, Arno (1838–1915), deutscher Fotograf
- Kersten, August (1854–1914), deutscher Architekt
- Kersten, Ben (* 1981), australischer Bahn- und Straßenradrennfahrer
- Kersten, Britt (* 1939), deutsche Schlagersängerin
- Kersten, Caspar (1734–1807), Unternehmer und Bankier
- Kersten, Charles J. (1902–1972), US-amerikanischer Politiker
- Kersten, Christian Heinrich († 1799), deutscher Orgelbauer in Rostock
- Kersten, Christoph (1733–1796), deutscher Missionar und Unternehmensgründer in Suriname
- Kersten, Conrad (1683–1759), Unternehmer und Bankier
- Kersten, Cornelius (* 1994), britischer Eisschnellläufer
- Kersten, Dagmar (* 1970), deutsche Gerätturnerin und Opfer des DDR-Zwangsdoping
- Kersten, Dieter (* 1996), belgischer Leichtathlet
- Kersten, Felix (1898–1960), Masseur von Heinrich HimmlerFelix Kersten (1898–1960)

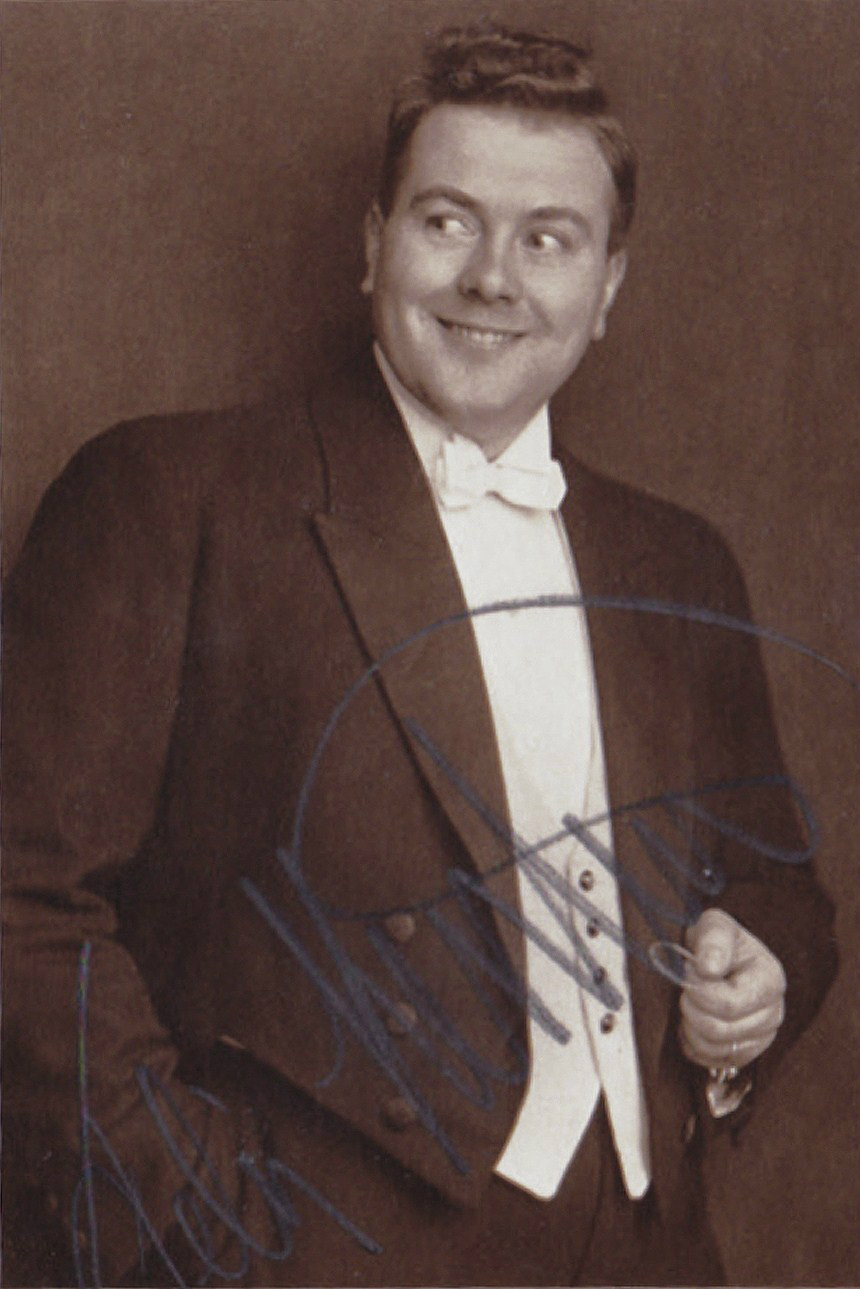
Felix Kersten (1898–1960)

- Kersten, Franziska (* 1968), deutsche Politikerin (SPD), MdB
- Kersten, Fritz (1935–2005), deutscher Politiker (FDP), MdL
- Kersten, Heinz (1926–2022), deutscher Journalist und Buchautor
- Kersten, Helga (1926–2008), deutsche Biochemikerin und Hochschullehrerin
- Kersten, Herbert (1918–1996), österreichischer Schauspieler bei Bühne, Film und Fernsehen
- Kersten, Holger (* 1951), deutscher Religionslehrer und Autor
- Kersten, Hugo (1892–1919), deutscher Schriftsteller und Publizist
- Kersten, Ina (* 1946), deutsche Mathematikerin
- Kersten, Jaap (* 1934), niederländischer Radrennfahrer
- Kersten, Jens (* 1967), deutscher Rechtswissenschaftler und Hochschullehrer
- Kersten, Joachim (1946–2023), deutscher Anwalt, Autor, Herausgeber und Literaturförderer
- Kersten, Joachim (* 1948), deutscher Soziologe und Kriminologe
- Kersten, Karin (* 1943), deutsche Schriftstellerin und Übersetzerin
- Kersten, Karl (1909–1992), deutscher Prähistoriker in Kiel und Schleswig
- Kersten, Karl Moritz (1803–1850), deutscher Chemiker und Hochschullehrer
- Kersten, Kurt (1891–1962), deutscher Historiker, Schriftsteller, Publizist und Journalist
- Kersten, Kurt (1901–1967), deutscher Politiker (GB/BHE), MdL
- Kersten, Martin (1906–1999), deutscher Metallphysiker
- Kersten, Nicole (* 1974), deutsche Schauspielerin
- Kersten, Otto (1839–1900), deutscher Afrikaforscher, Chemiker und Geograph
- Kersten, Patrick (* 1972), niederländischer Handballspieler und -trainer
- Kersten, Paul (1865–1943), deutscher Kunstbuchbindermeister und Papierhistoriker
- Kersten, Paul (1943–2020), deutscher Schriftsteller und Redakteur
- Kersten, Paul (* 1949), deutscher Fußballspieler
- Kersten, Peter (1943–2023), deutscher ZauberkünstlerPeter Kersten (1943–2023)

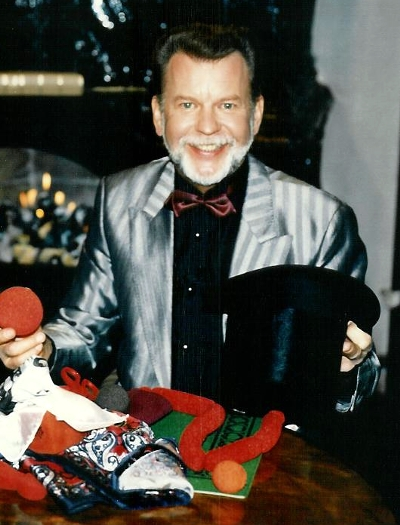
Peter Kersten (1943–2023)

- Kersten, Peter (* 1958), deutscher Ruderer
- Kersten, Peter Heinz (1929–2004), österreichischer Zauberkünstler, Wienerliedinterpret
- Kersten, Rainer (* 1964), deutscher Übersetzer
- Kersten, Richard (* 1949), britisch-deutscher Musiker
- Kersten, Rolf (1935–1986), deutscher Politiker (SED), Minister für Schwermaschinen- und Anlagenbau der DDR
- Kersten, Rudolf (* 1926), deutscher Fußballspieler
- Kersten, Stephan (* 1954), deutscher Jurist
- Kersten, Ulrich (* 1941), deutscher Jurist und ehemaliger Präsident des Bundeskriminalamtes (BKA)
- Kersten, Walter (1926–2011), deutscher Biochemiker
- Kersten, Wilhelm (1906–1970), deutscher SS-Hauptscharführer
- Kersten, Wolfgang F. (* 1954), deutsch-schweizerischer Kunsthistoriker
- Kersten-Thiele, Gerrit (* 1980), deutscher Basketballfunktionär
- Kersten-Thiele, Wilhelm (1913–1988), deutscher Theologe
- Kerstens, Johann Christian (1713–1801), deutscher Chemiker, Physiker, Naturforscher, Alchemist und Mediziner
- Kersters, Willem (1929–1998), belgischer Komponist
- Kerstgens, Michael (* 1960), walisischer Dokumentarist, Künstler und Porträtfotograf
- Kerstgens, Suzie (* 1971), deutsche Popsängerin und TexterinSuzie Kerstgens (* 1971)

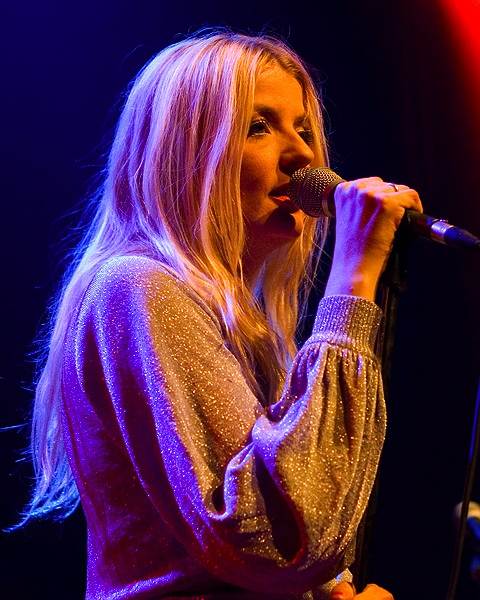
Suzie Kerstgens (* 1971)

- Kersthold, Johannes (* 1965), deutscher Pianist, Keyboarder, Komponist
- Kerstholt, Niels (* 1983), niederländischer Shorttracker
- Kerstiens, Christian (1893–1942), Ministerialrat Vertreter des Regierungspräsidenten Münster
- Kerstiens, Ferdinand (* 1933), deutscher katholischer Theologe und Publizist
- Kerstiens, Heidi (* 1952), deutsche Volleyballspielerin
- Kerstiens, Ludwig (1924–2011), deutscher Musikdidaktiker, Musikhistoriker und Chorleiter
- Kerstiens, Marlis (* 1959), deutsche Volleyballspielerin
- Kersting, Anton von (1849–1922), preußischer General der Artillerie, Direktor der Militärtechnischen Akademie 1903/12
- Kersting, Caspar Melchior (1815–1879), deutscher Orgelbauer
- Kersting, Christian (* 1971), deutscher Rechtswissenschaftler und Hochschullehrer
- Kersting, Edward (1932–2017), deutscher Unternehmer
- Kersting, Ferdinand (1832–1895), deutscher Gutsbesitzer und Politiker (Zentrum), MdR
- Kersting, Franz-Werner (* 1955), deutscher Historiker und apl. Professor für Neuere und Neueste Geschichte
- Kersting, Georg Friedrich (1785–1847), deutscher Maler der RomantikGeorg Friedrich Kersting (1785–1847)

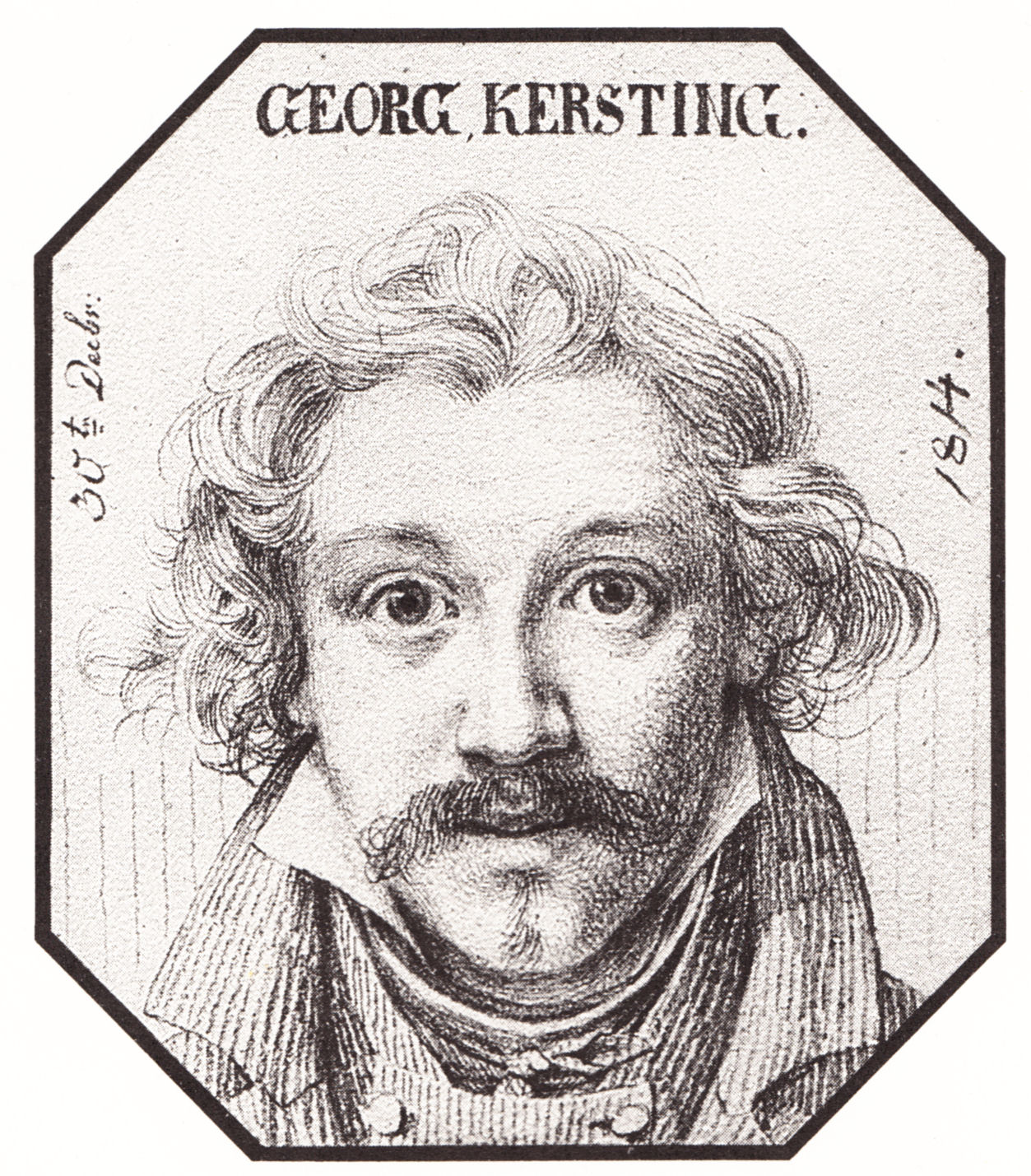
Georg Friedrich Kersting (1785–1847)

- Kersting, Hans, deutscher Automobilrennfahrer
- Kersting, Heinz (1923–2007), deutscher Fußballtorhüter
- Kersting, Heinz J. (1937–2005), deutscher Sozialwissenschaftler
- Kersting, Hermann (1811–1863), deutscher Richter und Schriftsteller
- Kersting, Hermann (1863–1937), deutscher Arzt, Afrikaforscher und Kolonialbeamter
- Kersting, Hermann Karl (1825–1850), deutscher Maler des Biedermeier
- Kersting, Kristian (* 1973), Informatiker und Hochschullehrer
- Kersting, Maritta (1935–2009), deutsche Lautenistin und Gitarristin
- Kersting, Maximilian (* 2001), deutscher Volleyballspieler
- Kersting, Michael (* 1954), deutscher Jazzmusiker
- Kersting, Michael (* 1965), deutscher Musikproduzent, Verleger und Komponist
- Kersting, Norbert (* 1961), deutscher Politikwissenschaftler
- Kersting, Rita (* 1969), deutsche Kunsthistorikerin und Kuratorin
- Kersting, Rudolf (* 1938), deutscher Politiker (CDU)
- Kersting, Thomas (* 1958), deutscher Prähistoriker
- Kersting, Uwe (* 1964), deutscher Sportwissenschaftler und Hochschullehrer
- Kersting, Walter Maria (1892–1970), deutscher Architekt und Industriedesigner
- Kersting, Wolfgang (1946–2025), deutscher Philosoph und HochschullehrerWolfgang Kersting (1946–2025)

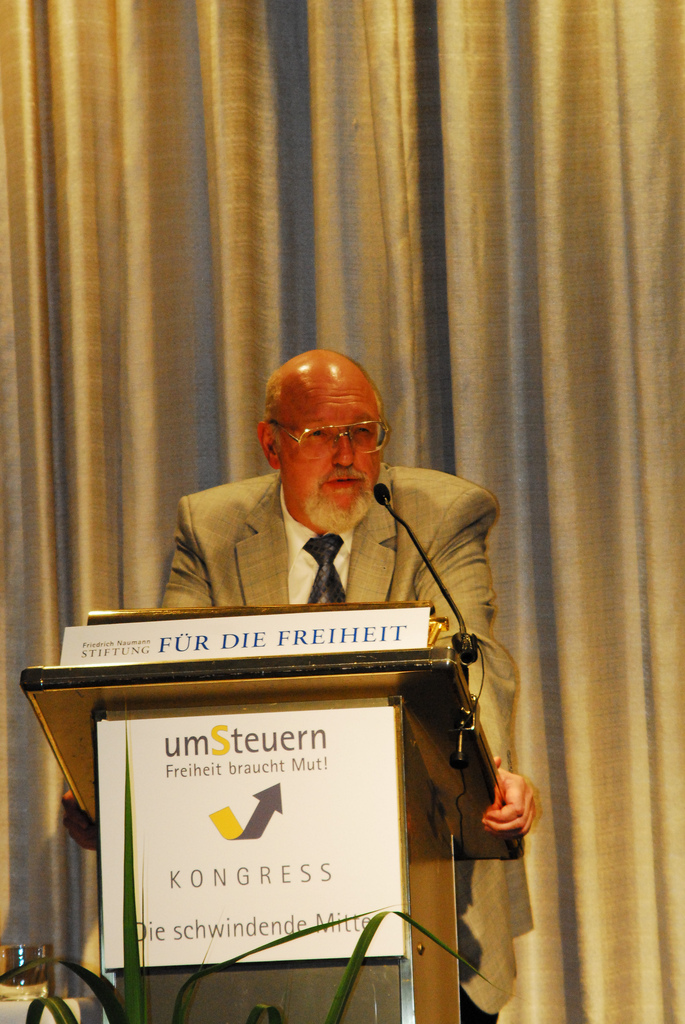
Wolfgang Kersting (1946–2025)

- Kerstnig, Hans (1914–1984), österreichischer Politiker (SPÖ), Landtagsabgeordneter, Abgeordneter zum Nationalrat
- Keršulis, Tomas (* 2001), litauischer Sprinter

### Kert
- Kert, Christian (* 1946), französischer Politiker, Mitglied der Nationalversammlung
- Kert, Georgi Martynowitsch (1923–2009), sowjetischer russischer Sprachwissenschaftler und Spezialist für ostseefinnische und samische Sprachen Russlands
- Kert, Johannes (1959–2021), estnischer Generalleutnant und Politiker
- Kert, Larry (1930–1991), US-amerikanischer Theaterschauspieler und Musicaldarsteller
- Kert, Robert (* 1971), österreichischer Jurist und Universitätsprofessor
- Kertanegara, Bayu (* 1997), indonesischer Sprinter
- Kertbeny, Karl Maria (1824–1882), österreichischer Journalist und MenschenrechtlerKarl Maria Kertbeny (1824–1882)

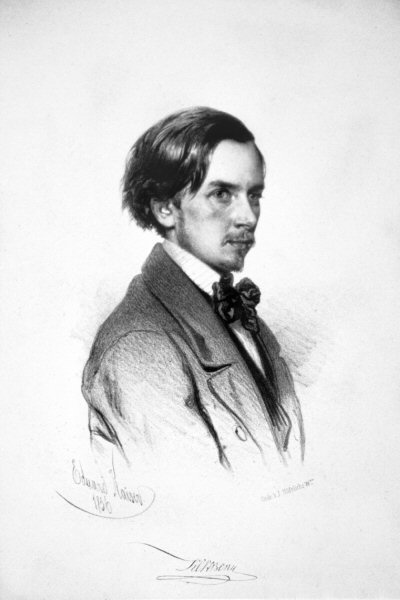
Karl Maria Kertbeny (1824–1882)

- Kertelge, Karl (1926–2009), römisch-katholischer Priester, Theologe und Neutestamentler
- Kertelge, Lis, deutsche Schauspielerin, Hörspiel- und Synchronsprecherin
- Kertell, Johann Maria (1771–1839), deutscher Unternehmer und Politiker
- Kertes, Mihalj (1947–2022), serbischer Beamter und Politiker
- Kertes, Susi (1914–1948), ungarische Schauspielerin
- Kertész, Ákos (1932–2022), ungarischer Schriftsteller, Dramaturg und Drehbuchautor
- Kertész, Alíz (* 1935), ungarische Turnerin
- Kertész, Andor (1929–1974), ungarischer Mathematiker
- Kertész, André (1894–1985), ungarischer Fotograf
- Kertész, Arne (* 1997), deutscher Schauspieler
- Kertesz, Daniella (* 1989), israelische Schauspielerin
- Kertész, Gyula (1888–1982), ungarischer Fußballspieler und -trainer
- Kertész, Imre (1929–2016), ungarischer Schriftsteller und Nobelpreisträger
- Kertész, István (1929–1973), ungarischer Dirigent
- Kertész, Vilmos (1890–1962), ungarischer Fußballspieler und -trainer
- Kerth, Cornelia (* 1954), deutsche Politikerin (Die Linke) und Verbandsvorsitzende der Vereinigung der Verfolgten des Naziregimes (VVN)
- Kerth, Jürgen (* 1948), deutscher Blues-Gitarrist und Sänger
- Kerth, Stefan (* 1973), deutscher Politiker (parteilos, SPD)
- Kerth, Verena (* 1981), deutsche RadiomoderatorinVerena Kerth (* 1981)

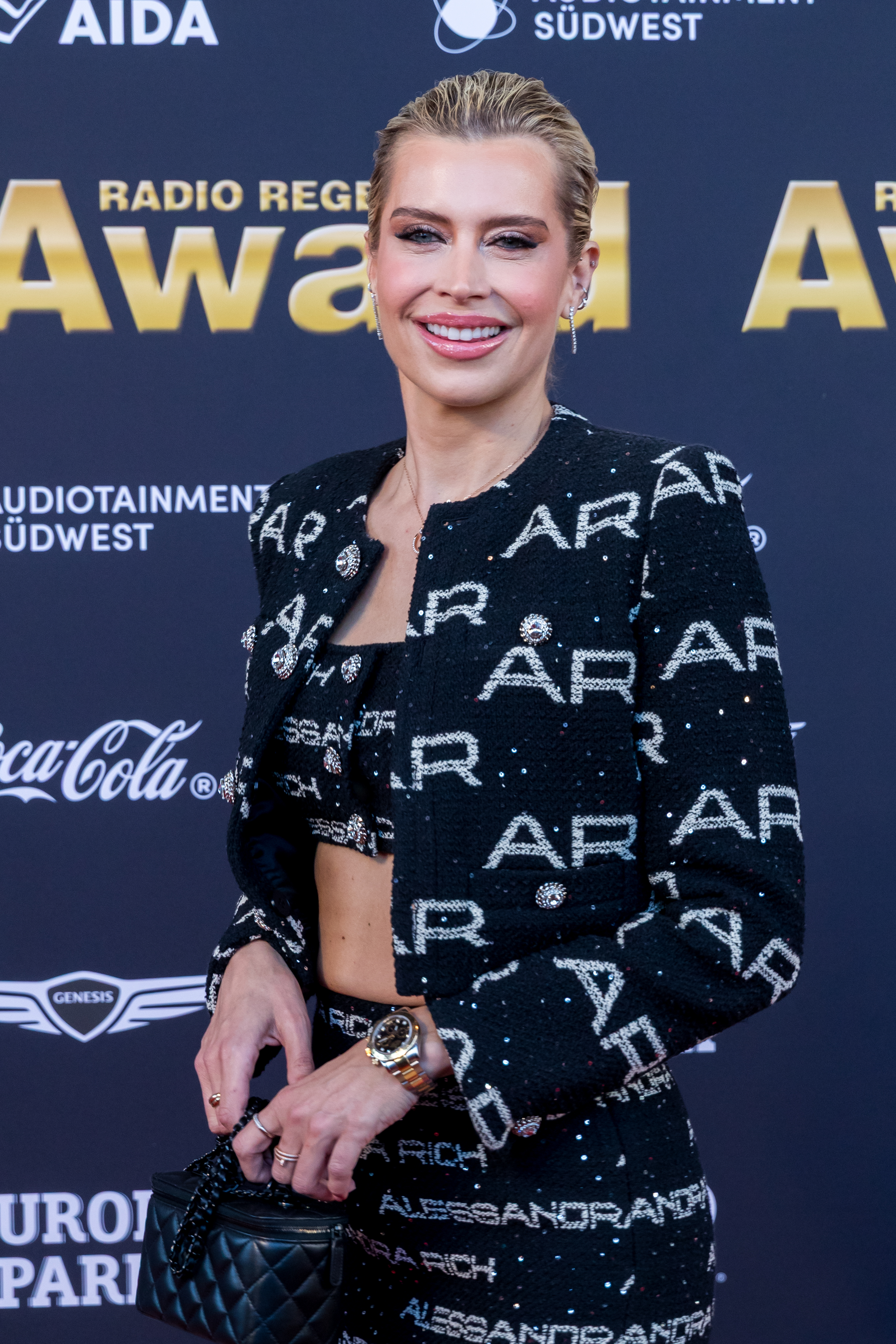
Verena Kerth (* 1981)

- Kertich, Eunice Jepkorir (* 1982), kenianische Langstrecken- und Hindernisläuferin
- Kertland, Douglas (1887–1982), kanadischer Ruderer
- Kertmen, Avni (* 1961), deutsch-türkischer Badmintonspieler
- Kertschenko, Alexander Sergejewitsch (* 1946), sowjetischer Eisschnellläufer
- Kertscher, Florus (1892–1966), deutscher Agrarwissenschaftler
- Kertscher, Hans-Joachim (* 1944), deutscher Literaturwissenschaftler
- Kertscher, Norbert (* 1954), deutscher Politiker (PDS), MdVK, MdB
- Kertsman, Miguel (* 1965), US-amerikanisch-brasilianischer Komponist, Musiker (Keyboards) und Musikproduzent
- Kertz, Walter (1924–1997), deutscher Geophysiker
- Kertz-Welzel, Alexandra (* 1970), deutsche Musikerin und Musikwissenschaftlerin
- Kertzer, David (* 1948), US-amerikanischer Sozialwissenschaftler und Anthropologe
- Kertzscher, Günter (1913–1995), deutscher Publizist und Chefredakteur der Berliner Zeitung

### Keru
- Kerum, Željko (* 1960), kroatischer Politiker, Unternehmer und Besitzer der Supermarktkette Kerum
- Kerusch, Sergio (* 1989), deutsch-US-amerikanischer Basketballspieler

### Kerv
- Kervadec, Guéric (* 1972), französischer Handballspieler
- Kervaire, Michel (1927–2007), Schweizer Mathematiker
- Kervern, Gustave (* 1962), französischer Drehbuchautor, Regisseur und Schauspieler
- Kerviel, Jérôme (* 1977), französischer BankangestellterJérôme Kerviel (* 1977)

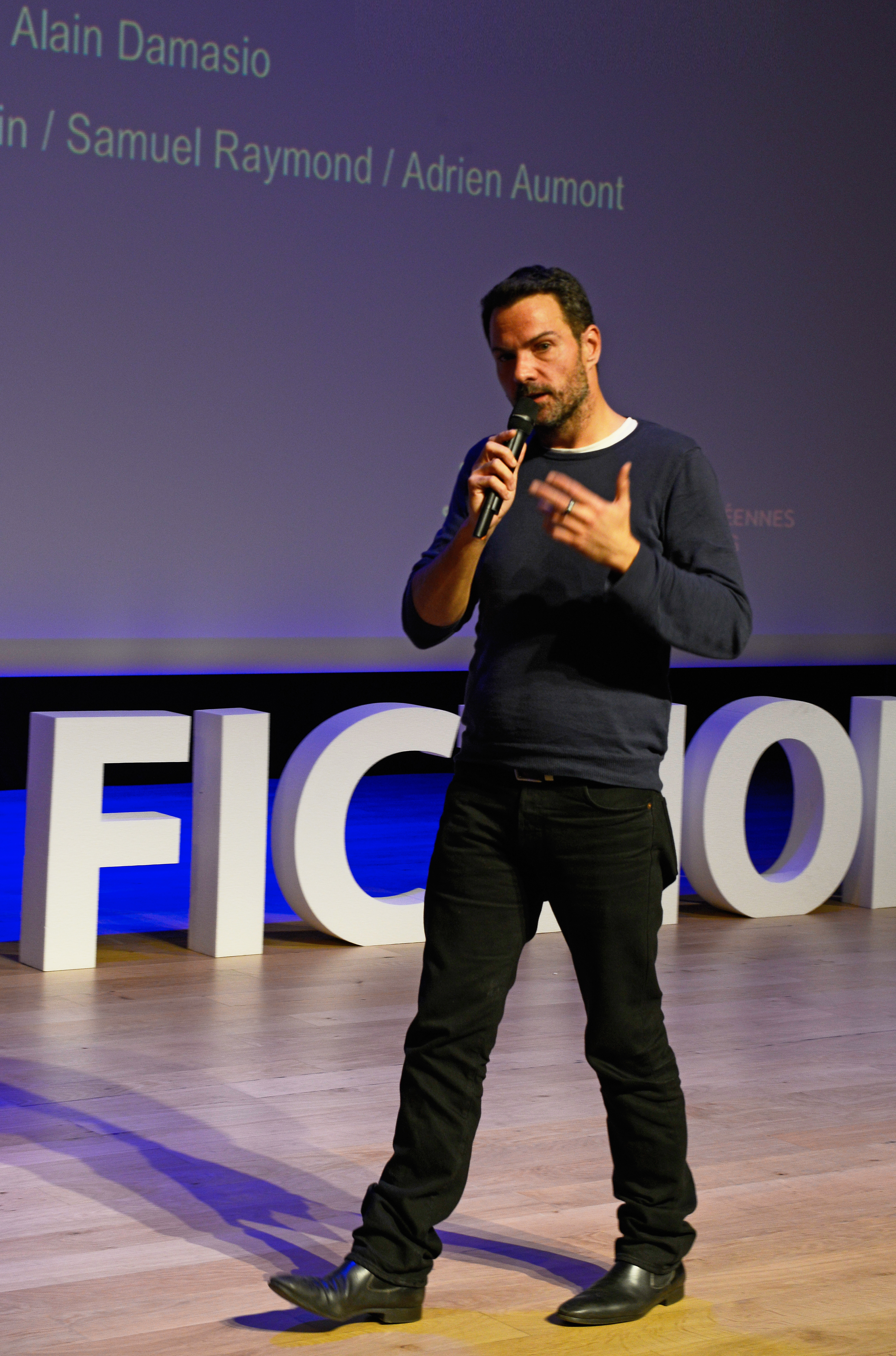
Jérôme Kerviel (* 1977)

- Kervran, Corentin Louis (1901–1983), französischer Naturwissenschaftler und Regierungsbeamter
- Kervyn de Lettenhove, Joseph (1817–1891), belgischer Politiker und Historiker

### Kerw
- Kerwat, Ikram (* 1984), tunesisch-deutsche Boxerin
- Kerwer, Christof (* 1964), deutscher Rechtswissenschaftler und Hochschullehrer
- Kerwer, Claus (1910–1991), deutscher Architekt, Zeichner, Keramiker und Glaskünstler
- Kerwer, Leo (1933–2012), deutscher Jurist und Ministerialbeamter
- Kerwien, Otto (1860–1907), deutscher Architekt
- Kerwin, Brian (* 1949), US-amerikanischer Schauspieler
- Kerwin, Joseph P. (* 1932), US-amerikanischer AstronautJoseph P. Kerwin (* 1932)

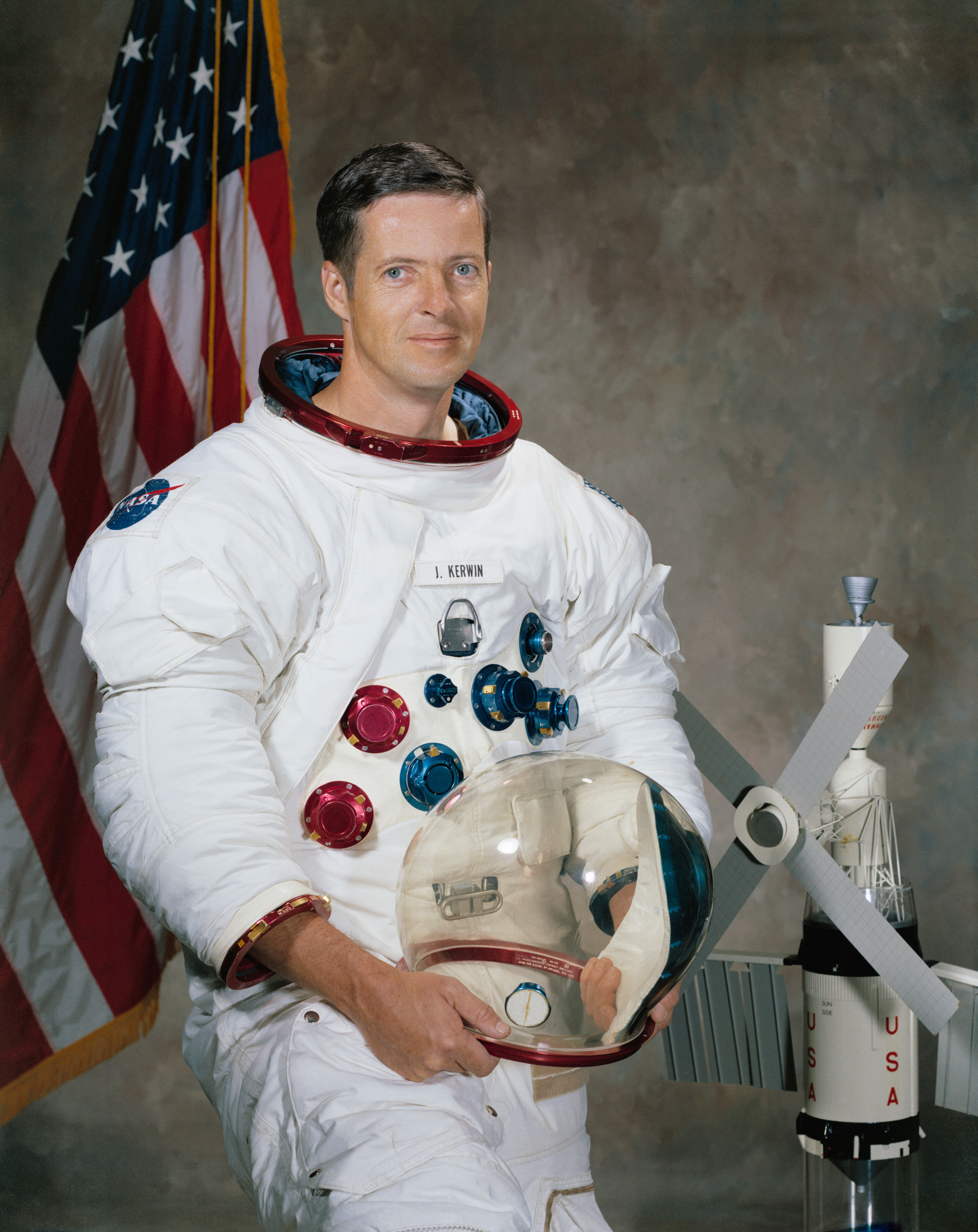
Joseph P. Kerwin (* 1932)

- Kerwin, Lance (1960–2023), US-amerikanischer Schauspieler
- Kerwin, Maureen (* 1949), französische Schauspielerin
- Kerwin, Patrick (1889–1963), kanadischer Richter, Vorsitzender des Obersten Gerichtshofes
- Kerwin, Walter T. junior (1917–2008), US-amerikanischer General der US Army
- Kerwin, William (1927–1989), US-amerikanischer Schauspieler und Drehbuchautor
- Kerwitz, Klaus-Dieter (1940–2017), deutscher Grafiker und Gebrauchsgrafiker

### Kery
- Kéry, Lotte (* 1958), deutsche Historikerin
- Kery, Otto (1923–2006), österreichischer Theaterdirektor, Regisseur und Schauspieler
- Kery, Patricia Frantz, US-amerikanische Journalistin, Galeristin und Sachbuchautorin
- Kery, Theodor (1918–2010), österreichischer Politiker (SPÖ), Landtagsabgeordneter und Landeshauptmann des Burgenlandes

### Kerz
- Kerz, Herbert (1922–1999), deutscher Requisiteur, Aufnahmeleiter, Produktionsleiter und Kleindarsteller beim Film
- Kerz, Leo (1912–1976), deutsch-amerikanischer Bühnenbildner und Theaterproduzent
- Kerz, Moritz (* 1983), deutscher Mathematiker
- Kerza, Edvinas (* 1980), litauischer Politiker, Vizeminister
- Kerzanet, Erwan, französischer Toningenieur
- Kerzel, Ingo (* 1965), deutscher Politiker (AfD)
- Kerzel, Joachim (* 1941), deutscher Schauspieler, Synchron-, Hörspiel- und Off-SprecherJoachim Kerzel (* 1941)

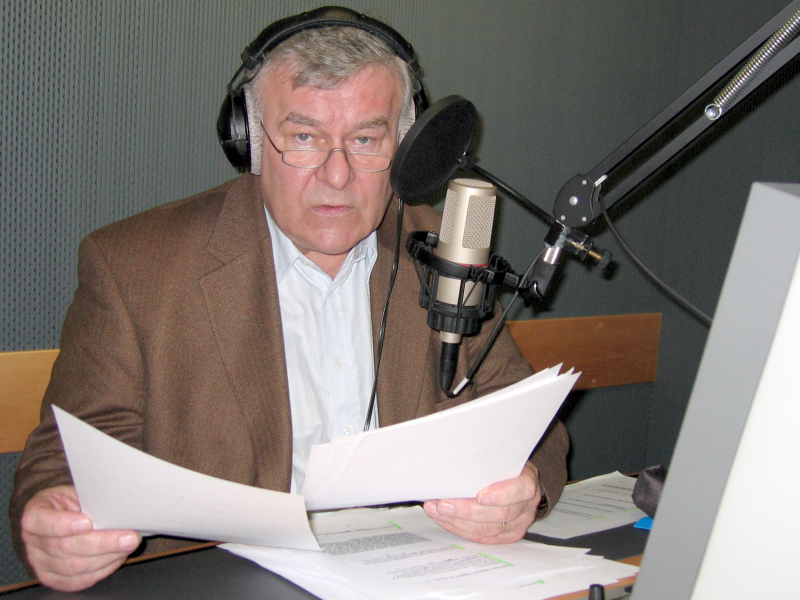
Joachim Kerzel (* 1941)

- Kerzig, Günter (* 1932), deutscher Gebrauchsgrafiker
- Kerzinger, Karl (1890–1959), deutscher Bildhauer und Zeichner
- Kerzinger-Werth, Lilli (1897–1971), deutsche Tierbildhauerin und Malerin
- Kerzkowsky, Joseph (1791–1875), österreichischer Komponist
- Kerzl, Joseph (1841–1919), österreichischer Offizier und Mediziner, kaiserlicher Leibarzt
- Kerzner, Sol (1935–2020), südafrikanischer Hotel-Unternehmer